# Ukraina
Ukraina (ukr. Україна, Ukrajina, [ʊkrɐˈjinɐ] ( odsłuchaj)) – państwo unitarne, położone w Europie Wschodniej. Graniczy od północy z Białorusią, od zachodu z Polską, Słowacją i Węgrami, od południa oblewają ją wody morza Czarnego i morza Azowskiego oraz graniczy z Rumunią i Mołdawią, a od północnego wschodu i wschodu z Rosją. Stolicą Ukrainy jest Kijów.
Ukraina jest członkiem założycielskim ONZ, członkiem Światowej Organizacji Handlu, Rady Europy, Międzynarodowej Agencji Energii Atomowej, Pogłębionej i Całościowej Strefy Wolnego Handlu (DCFTA) oraz organizacji regionalnych i subregionalnych, takich jak OBWE, GUAM i Organizacji Współpracy Gospodarczej Państw Morza Czarnego.
Ukraina jest państwem suwerennym od 1990 roku; w 2009 przystąpiła do programu Partnerstwo Wschodnie, od 2014 jest krajem stowarzyszonym z Unią Europejską, a od 1 stycznia 2016 jest członkiem strefy wolnego handlu z Unią Europejską.
Według raportu IMF kraj ten ma jeden z najniższych (po Mołdawii) w Europie wskaźników PKB na osobę, który w 2021 roku wyniósł 4384 dolary.

## Etymologia
Ze słowotwórczego i etymologicznego punktu widzenia nazwa „Ukraina” zawiera w sobie rdzeń kraj oznaczający „coś ukrojonego”, a następnie: „kawał ziemi lub koniec”. Niektórzy łączą tę podstawę słowotwórczą z wyrażeniem u kraja, z brzegu, na skraju. Wyraz „Ukraina” ukształtowany został przy pomocy sufiksu -ina, który w językach słowiańskich tworzy nazwy przestrzenne.

Określenie „ukraina” jako nazwa pospolita pojawiło się w średniowieczu i oznaczało pierwotnie nazwę granicznych regionów geograficznych. Do końca XVI wieku termin „ukraina” nie miał charakteru oficjalnego i oznaczał jedynie „ugranicze” („pogranicze”, „krańce państwowe”) poszczególnych terenów, będących pod kontrolą różnych państw. 

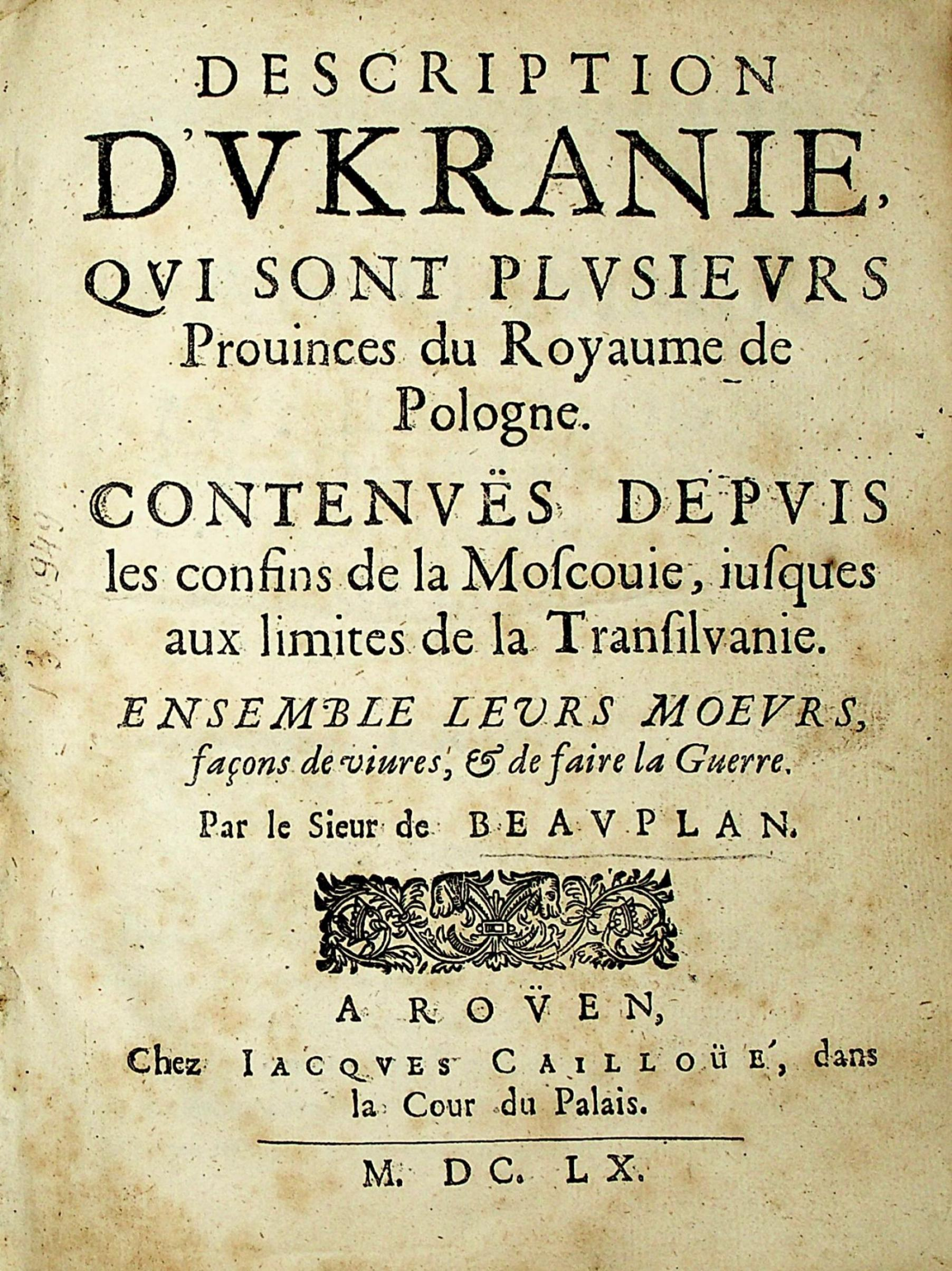
Wilhelm de Beauplan Opisanie Ukrainy..., strona tytułowa (1660)

Ukraina jako nazwa pospolita pojawiła się w dwunastowiecznych kronikach ruskich dla oznaczenia ziem kresowych, pogranicznych. W zachowanych zabytkach rękopiśmiennych nazwa „Ukraina” pojawia się po raz pierwszy w tzw. Latopisie kijowskim, którego najstarszy zachowany egzemplarz pochodzi z XV w., opisującym wydarzenia z lat 1111–1200. Pod rokiem 1187 kronikarz, mówiąc o śmierci bohatera walk z Połowcami, Włodzimierza, księcia przygranicznego księstwa perejasławskiego, zanotował „za nim Ukraina wielce rozpaczała”, a relacjonując wypadki 1189 r., nazwał Ukrainą tereny leżące między Bohem a Dniestrem. Z kolei tereny między Ilmem a Dnieprem, zamieszkiwane przez plemiona wschodniosłowiańskie, nazywane były wówczas przez kronikarzy „Rusią”. Od XIII w. księstwo halicko-wołyńskie kronikarze bizantyjscy zaczęli nazywać „Małą Rusią”.
Urzędowo nazwa „Ukraina” została użyta po raz pierwszy za czasów Rzeczypospolitej w roku 1590 w tytule konstytucji sejmowej według projektu Jana Zamoyskiego: Porządek ze strony Niżowców i Ukrainy.
Na przełomie XVI i XVII w. nazwę „Ukraina” (już jako nazwę własną) zaczęto utożsamiać z krainą leżącą nad środkowym i dolnym Dnieprem, tzw. Ukrainą naddnieprzańską (Naddnieprzem). Początkowo obejmowała ona tylko województwo kijowskie, część województwa bracławskiego na wschód od rzek Murachwa i Słucz, a w latach 1635–1686 także województwo czernihowskie. Przykładowo, w czasie sejmu 1659 roku wymieniono „Woiewodztwa Ukrainne” i były to „woiewodztwa, Kiiowskie, Bracławskie, Czerniechowskie”.
W 1648 kartograf francuski w służbie Zygmunta III i Władysława IV Wilhelm Beauplan wykonał mapę Delineatio Generalis Camporum Desertorum vulgo Ukraina..., traktując wymiennie nazwy „Dzikie Pola” i „Ukraina”. W wydanym w 1651 dziele Opisanie Ukrainy, którą tworzą liczne prowincje Królestwa Polskiego leżące pomiędzy granicami Moskowii i Transylwanii... umiejscowił Ukrainę pomiędzy granicami Carstwa Rosyjskiego a Siedmiogrodem, z wyłączeniem Rusi Czerwonej.
W roku 1686 w traktacie Grzymułtowskiego Rzeczpospolita odstąpiła Carstwu Rosyjskiemu Ukrainę za Dnieprem (Ukraina Lewobrzeżna); tę część oficjalnie w Rosji urzędowo określano Małorosją (Małorusią). Nazwę tę rozciągnięto po rozbiorach Polski na cały Kraj Południowo-Zachodni w składzie Imperium Rosyjskiego, pozostawała w obiegu urzędowym do rewolucji lutowej i obalenia caratu w marcu 1917. Po zlikwidowaniu przez Katarzynę II Siczy Zaporoskiej południową Ukrainę określano w Imperium Rosyjskim jako Noworosję.

## Geografia

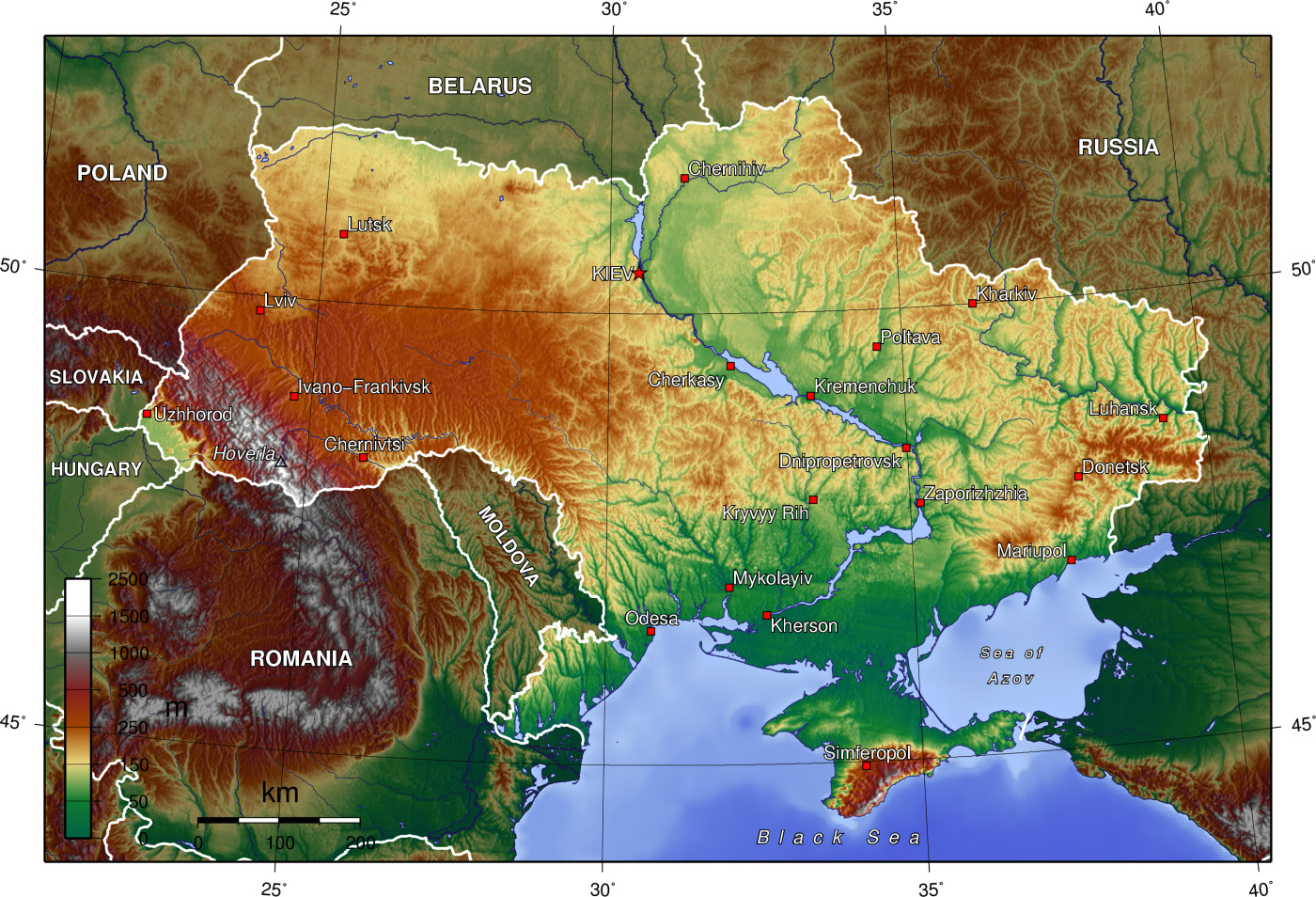
Mapa hipsometryczna Ukrainy

Dorzecze Dniepru

Krajobraz Ukrainy składa się głównie ze stepów i wyżyn; na zachodzie kraju rozciągają się Karpaty, a na Krymie – Góry Krymskie.
- Stolicą Ukrainy jest Kijów. Inne duże miasta: Charków, Dniepr, Donieck, Odessa, Zaporoże, Lwów, Krzywy Róg, Mariupol, Ługańsk.
- Łączna długość granic: 7340 km.
- Najwyższy punkt: Howerla 2061 m n.p.m.
- Najniższy punkt: Morze Czarne 0 m.

Ukraina leży głównie w Europie (Europie Wschodniej), natomiast wyspa Tuzła, znajdująca się w granicach Autonomicznej Republiki Krymu, znajduje się w Azji (według najpopularniejszej granicy Europa-Azja).

### Klimat
Znaczna część Ukrainy jest położona w strefie klimatu umiarkowanego kontynentalnego, natomiast Półwysep Krymski – w strefie klimatu podzwrotnikowego morskiego. Obszar kraju znajduje się najczęściej pod wpływem polarnomorskich i polarnokontynentalnych mas powietrza. Bilans promieniowania jest tu dodatni i wynosi na północy ok. 15 J/m² (35 kcal/cm²), a na południu ok. 21 J/m² (50 kcal/cm²). Najbardziej charakterystyczną cechą klimatu Ukrainy jest jego wzrastający z zachodu na wschód kontynentalizm termiczny. W związku z tym roczne amplitudy temperatury powietrza wahają się od 25 °C we Lwowie do 30 °C w Starobielsku. Na terenie kraju przeważa również kontynentalny rozkład opadów z maksimum w ciepłym okresie roku. Roczna suma opadów maleje z północnego zachodu (600 mm) na południowy wschód (400 mm).

### Gleby
W północnej części kraju największy obszar zajmują gleby bielicoziemne. W lasach spotyka się szare gleby leśne. Na bagnach wykształciły się gleby bagienne i torfowo-bagienne. Dominującym typem gleb są gleby czarnoziemne zajmujące ok. 60% kraju, co stanowi blisko 40% światowych zasobów tego typu gleb. Występują one w strefie stepu i lasostepu. W północnej części lasostepu największą powierzchnię zajmują czarnoziemy ubogie w próchnicę (4–5%). Natomiast w południowej jego części rozwinęły się czarnoziemy o zawartości próchnicy 6–6,5%. Niską zawartością próchnicy charakteryzują się także czarnoziemy leżące w północnej części stepu (3–4%). Południowa część Niziny Czarnomorskiej i Krymu zajęte są przez gleby ciemnokasztanowe. Na Nizinie Zakarpackiej dominującym typem są kwaśne gleby brunatne. W Górach Krymskich zaznacza się różnica w pokrywie glebowej związana z ekspozycją stoków: stoki północne pokryte są szarymi glebami leśnymi, a południowe – czerwonoziemami. Obszary zasolone zajmują na Ukrainie 330 tys. ha. Najwięcej tego typu gleb występuje w Republice Autonomicznej Krymu oraz w obwodach chersońskim, dniepropietrowskim i ługańskim.

## Historia

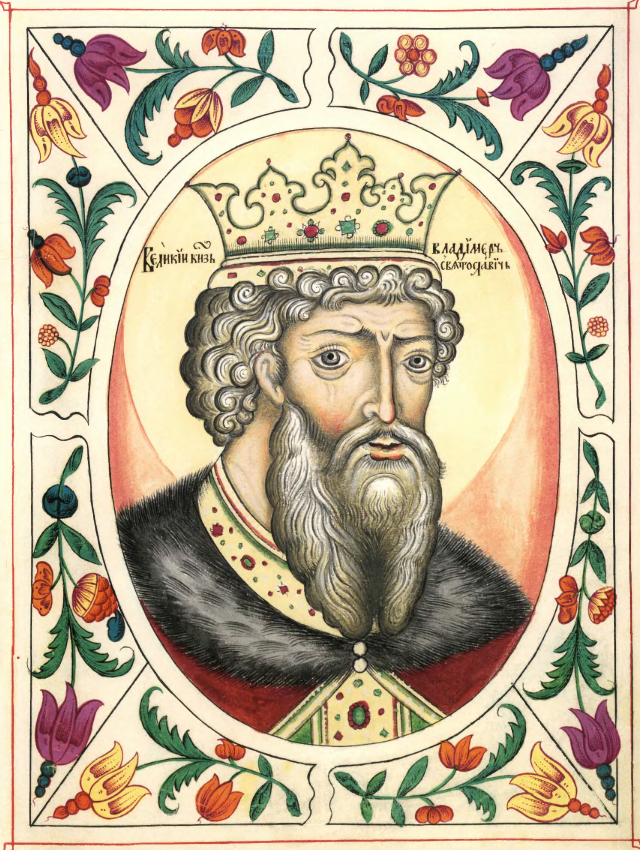
Wielki książę kijowski Włodzimierz I Wielki. Miniatura z Carskiej Księgi Tytułów z 1672

### Średniowiecze

#### Słowianie wschodni i początki Rusi

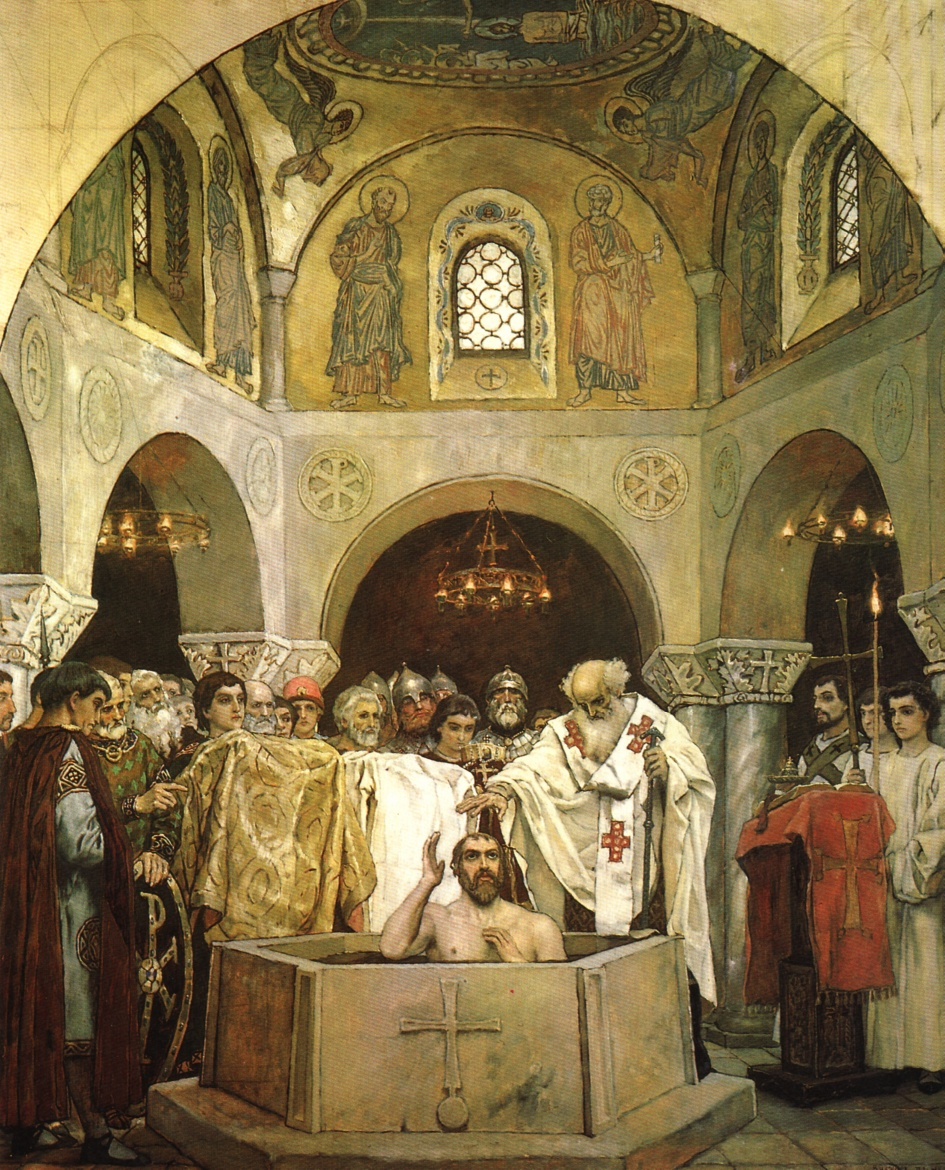
Chrzest Włodzimierza Wielkiego

Napływ Słowian w dorzecze Dniepru i Dźwiny rozpoczął się w V lub VI w. n.e. Z wczesnośredniowiecznych kultur archeologicznych na Ukrainie można wymienić np. kulturę pieńkowską. Przez Nestorowe terytoria Polan, Drewlan, i Uliczów przebiegały szlaki handlowe łączące kraje Morza Bałtyckiego z Bizancjum i Bliskim Wschodem. Wyprawy handlowe Dźwiną, Dnieprem, Wołgą i Donem zetknęły podróżujących tędy kupców i wojowników normańskich i chazarskich z plemionami słowiańskimi.
W VII w. ziemie w środkowym i górnym dorzeczu Dniepru dostały się na ponad dwa wieki pod panowanie koczowniczych Chazarów. W okresie największego rozkwitu Państwa Chazarskiego w VIII wieku kaganowi chazarskiemu trybut płaciło 25 plemion i księstw, w tym władca Kijowa (Kuar). W drugiej połowie IX wieku Kaganat został zdobyty przez Waregów, którzy przenieśli do Kijowa (Kaenugard) swoją siedzibę. Pod koniec IX wieku Kijów został na prawie 400 lat stolicą Rusi Kijowskiej – normańskiej Gardariki (Państwa Grodów).
Pierwszymi historycznymi władcami ruskimi byli prawdopodobnie Normanowie (książę Ruryk I), którzy zgodnie z istniejącymi przekazami przybyli na późniejsze ziemie ruskie przed rokiem 860. Założenie Nowogrodu Wielkiego przez Ruryka w 862 roku uważa się za początek historii Rusi. Ruryk zdołał skupić pod swymi rządami część Normanów, plemion wschodniosłowiańskich oraz plemion ugrofińskich i utworzył pierwsze znane państwo ruskie – Ruś Nowogrodzką. Ruryk był także założycielem dynastii Rurykowiczów, która sprawowała rządy na Rusi do 1598 roku.

#### Ruś Kijowska

Księstwa Rusi Kijowskiej po 1054 roku

Wyprawa następcy Ruryka, księcia nowogrodzkiego Olega Mądrego na Kijów (882 r.) doprowadziła do zjednoczenia północnych i południowych księstw oraz powstania Rusi Kijowskiej. Była ona początkowo luźnym związkiem księstw, które do ok. 2 poł. XI w. zachowały szeroką autonomię. Książęta kijowscy Oleg (panujący do roku 912 lub 922) i Igor Rurykowicz (panujący w latach 912/922–945) podpisali z Bizancjum układy handlowe, które gwarantowały krajowi zyskowny handel.
Rządząca w latach 945–957 księżna Olga scentralizowała państwo, stworzyła podstawy trwałego porządku administracyjnego. Kolejny władca, syn Olgi Światosław I podejmował odległe wyprawy wojenne, docierając na Krym i Kaukaz oraz na Bałkany. Ożeniony z Anną Porfirogenetką, siostrą cesarza bizantyjskiego Bazylego II Bułgarobójcy, książę Włodzimierz I Wielki w 988 roku przyjął chrzest i uczynił z chrześcijaństwa obrządku greckiego oficjalną religię państwową. Włodzimierz także w 981 roku zajął zbrojnie Grody Czerwieńskie i przyłączył je po raz pierwszy do Rusi. Terytorium to przywrócił w granice monarchii wczesnopiastowskiej Bolesław I Chrobry (1018) podczas wyprawy kijowskiej. W 1031 Jarosław I Mądry ponownie przyłączył zbrojnie Grody Czerwieńskie do Rusi i wysiedlił znaczną część Lędzian pod Kijów, osiedlając w ich miejsce Rusinów.
Panujący w latach 1019–1054 Jarosław I Mądry umocnił pozycję Kościoła na Rusi Kijowskiej. Ustanowione przez niego zasady dziedziczenia tronu książęcego na podstawie reguły senioratu nie zapobiegły rozpadowi politycznej jedności kraju. W roku śmierci Jarosława (1054) dokonał się rozłam chrześcijaństwa na rzymskokatolickie i prawosławne.

#### Rozbicie dzielnicowe Rusi

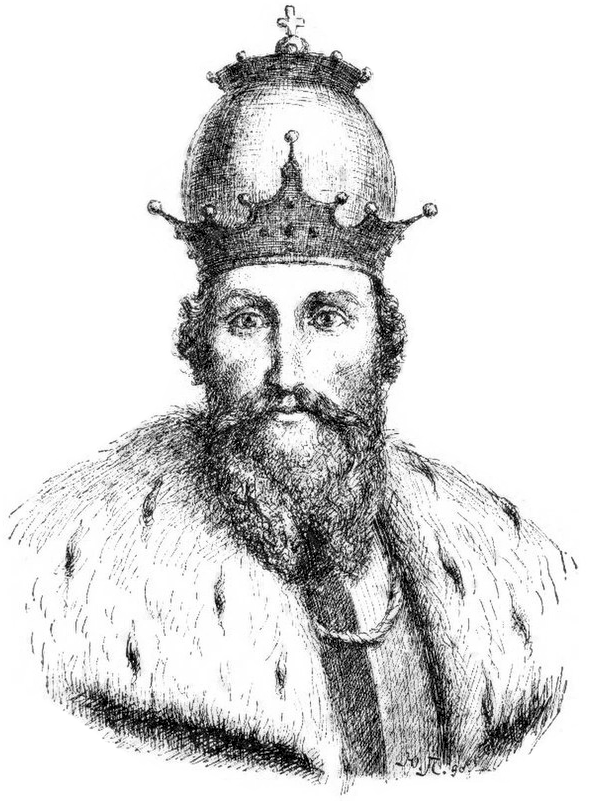
Daniel Halicki, książę Rusi Halickiej i koronowany „król Rusi”

W XII w. Ruś Kijowska podzieliła się na konkurujące ze sobą dzielnice. Na północy powstała Republika Nowogrodzka, na północnym zachodzie Księstwo połockie, na południowym zachodzie Księstwo Halicko-Włodzimierskie. W centralnej części powstały księstwa: Kijowskie, Turowskie i Smoleńskie, na północnym wschodzie księstwa Rostowsko-Suzdalskie i Riazańskie, na południowym wschodzie Czernihowskie i Perejasławskie. Z czasem uległy one dalszemu rozdrobnieniu, przy czym książęta, którym udało się zawładnąć Kijowem, w hierarchii feudalnej stali wyżej od pozostałych książąt i posługiwali się tytułem wielkiego księcia.
W roku 1169 książę włodzimiersko-suzdalski Andrzej I Bogolubski opanował Kijów, uzyskując tym samym tytuł wielkiego księcia. Odmiennie od większości swoich poprzedników nie przeniósł do tego miasta swej stolicy, lecz osadzał tam podległych sobie książąt. Centrum jego państwa pozostawał Włodzimierz, który odtąd pełnił funkcję stolicy wielkiego księstwa i przejął dominującą rolę Kijowa.

#### Niewola mongolska i początek wpływów litewskich

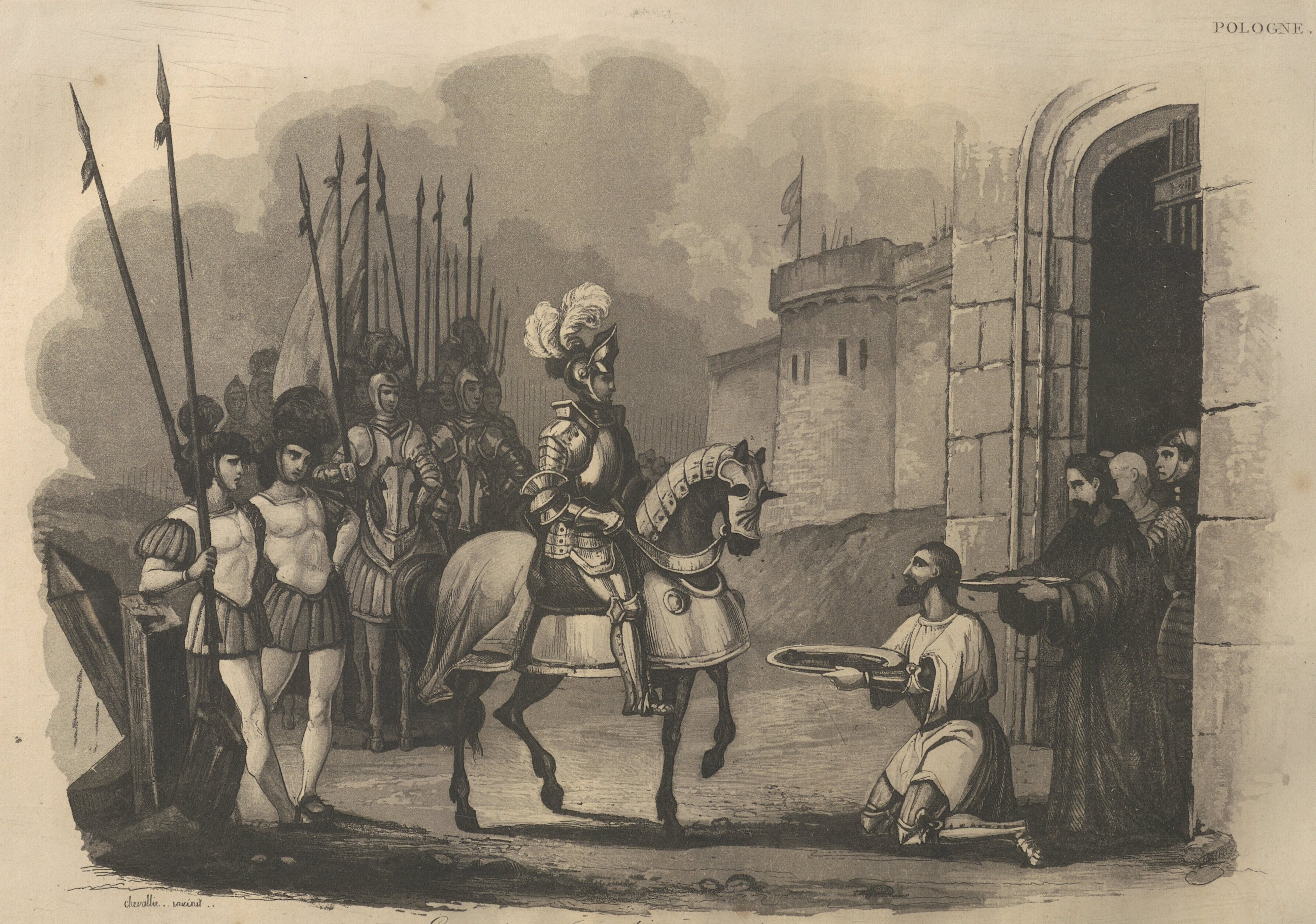
Wielki książę litewski Giedymin wyzwala Kijów z jarzma tatarskiego (rycina z XIX w.)

W 1223 r. wojska rusko-połowieckie poniosły klęskę w bitwie nad Kałką w walce z Mongołami, którzy pomimo zwycięstwa wycofali się na wschód. Kilkanaście lat później, w latach 1237–1240 Batu-chan dokonał inwazji na Ruś. 6 grudnia 1240 zdobył i zburzył Kijów, mordując i uprowadzając w niewolę jego ludność. Podbił wówczas wszystkie ziemie będące pod jurysdykcją władców ruskich z wyjątkiem księstw połockiego, Pińskiego i Republiki Nowogrodzkiej. Mongołowie nie przejęli bezpośrednich rządów w podbitych księstwach, ograniczając się do zatwierdzania kandydatów do tronów książęcych w formie tzw. jarłyku otrzymywanego przez wielkich książąt, którzy z kolei pełnili funkcje zwierzchnie nad resztą książąt (z tytułem wielkiego księcia) i mieli prawo zwracania się o pomoc do chana Złotej Ordy (której założycielem był Batu-chan).
Tytuł wielkiego księcia był związany z obowiązkami podatkowymi (trybutem) wobec chanatu. Wielki książę był inkasentem daniny na rzecz chana, płacił ją osobiście i bezpośrednio oraz windykował z podległych książąt ruskich. Z tego powodu znaczna część Rusi zachodniej i centralnej poddała się w wieku XIV władzy wielkiego księcia litewskiego, który nie płacił trybutu na rzecz chana.

#### Przyłączenie Rusi Czerwonej do Polski

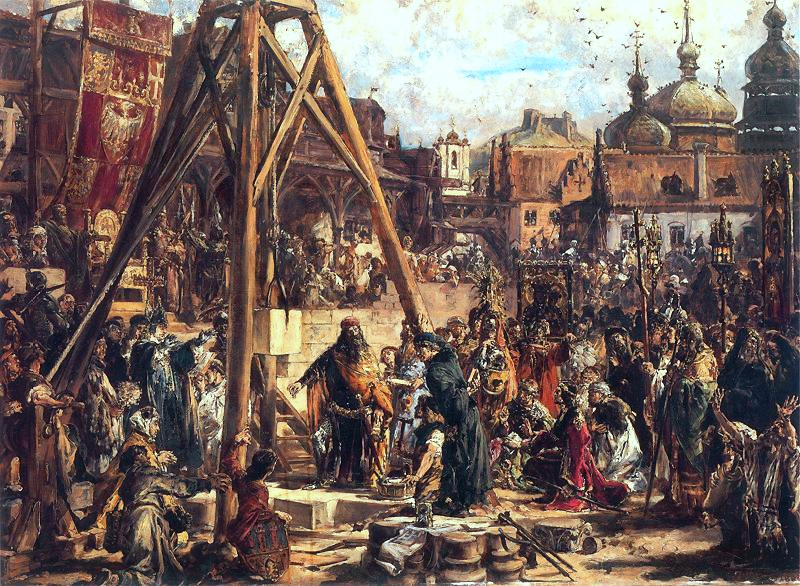
Przyłączenie Rusi Czerwonej do Korony w 1366 roku, obraz Jana Matejki

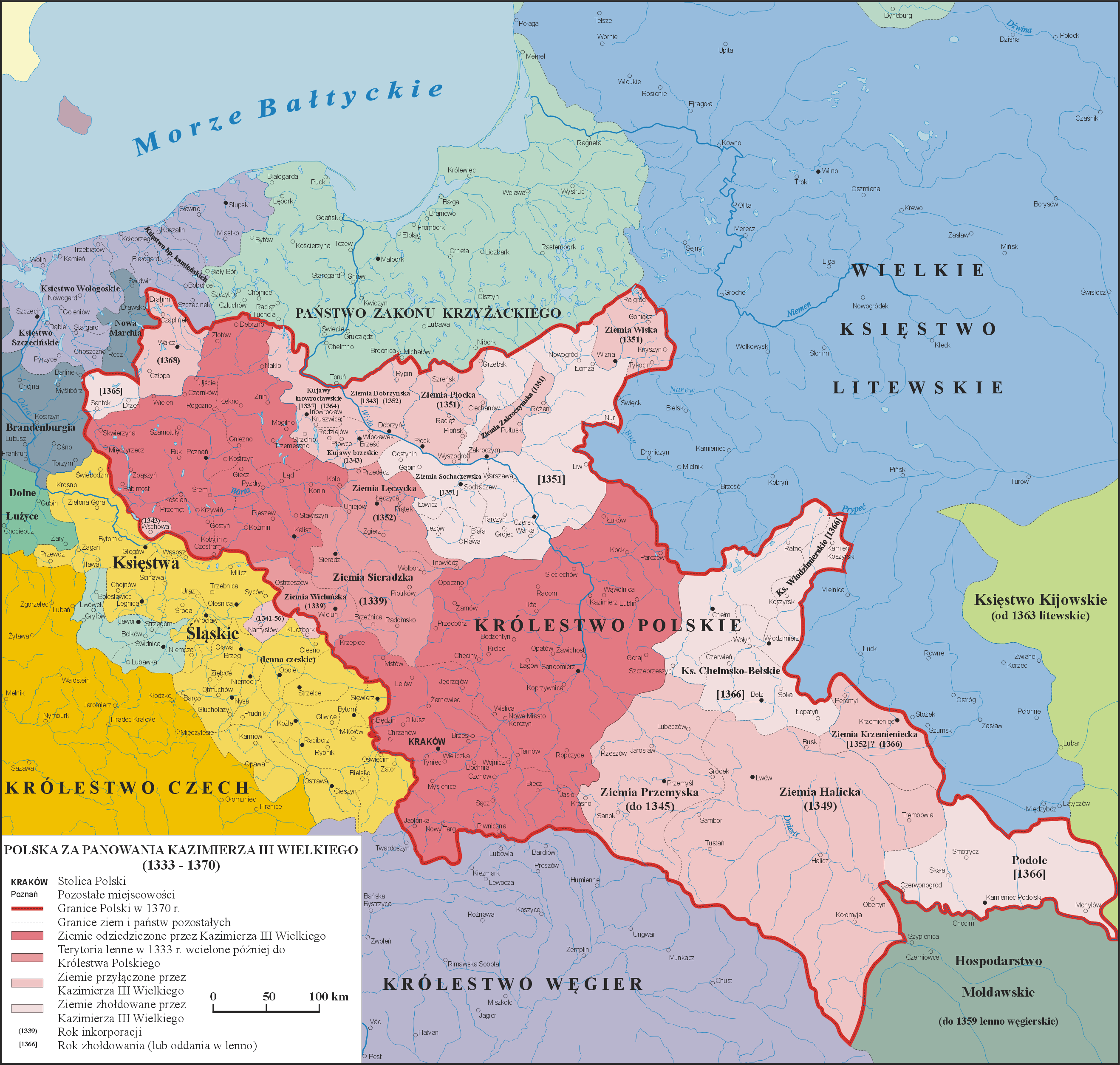
Polska za Kazimierza Wielkiego, króla Polski i Rusi

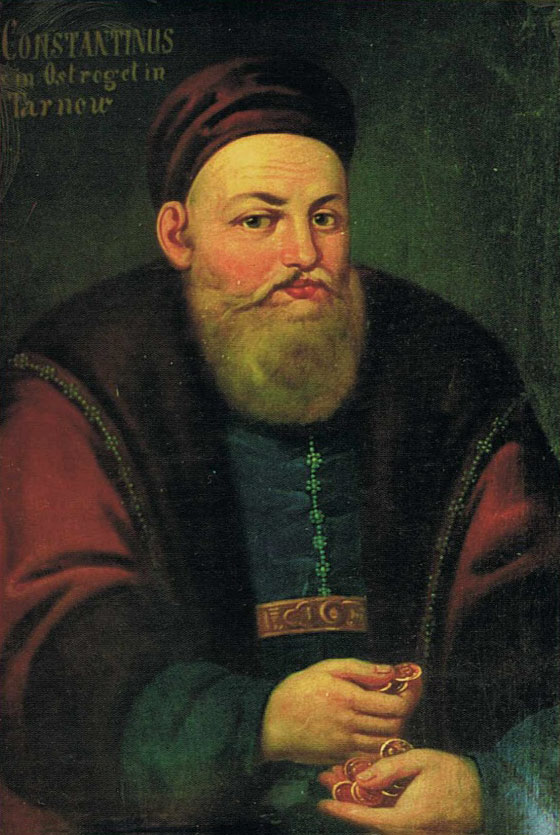
Kniaź Konstanty Wasyl Ostrogski (1526-1608), wojewoda kijowski, twórca Akademii Ostrogskiej

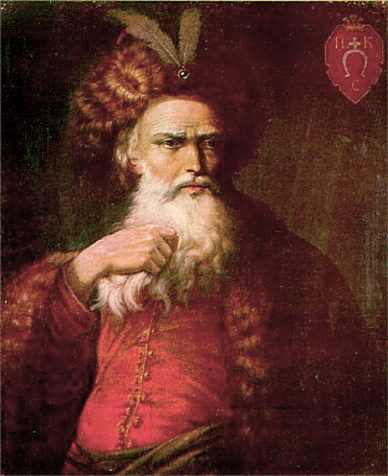
Piotr Konaszewicz-Sahajdaczny, hetman kozaków rejestrowych Rzeczypospolitej

W XIII wieku Księstwo Halicko-Włodzimierskie stało się, wobec zniszczenia Kijowa i Rusi centralnej, drugim obok państw tzw. Rusi Zaleskiej (Twer, Włodzimierz nad Klaźmą, Moskwa, Republika Nowogrodu) ruskim ośrodkiem państwowym, prowadzącym samodzielną politykę dynastyczną i zagraniczną oraz podejmującym próby zjednoczenia Rusi. W grudniu 1253 książę halicko-włodzimierski Daniel I został w Drohiczynie koronowany przez legata papieża Innocentego IV, opata Opizo z Messano na króla Rusi. Daniel Halicki był założycielem miasta Lwowa i związał się małżeństwami dynastycznymi z Piastami mazowieckimi. Tytułem króla Rusi tytułował się po raz ostatni wnuk Daniela, Jerzy Lwowicz (zm. 1308). Synowie Jerzego: Lew i Andrzej, współrządząc państwem, używali tytułu książęcego (odpowiednio – książę halicki i książę włodzimierski).
W roku 1338 siostrzeniec i następca Lwa i Andrzeja, bezpotomny Bolesław Jerzy II, książę i pan Rusi, szukając pomocy przeciw bojarom, zawarł układ z Kazimierzem Wielkim i uznał go za dziedzica Rusi. W 1339, w układzie wyszehradzkim, Królestwo Polskie i Królestwo Węgier zawarły porozumienie w sprawie podziału ziem księstwa halicko-wołyńskiego w przyszłości. W 1340 Bolesław Jerzy zmarł otruty przez bojarów, a Kazimierz Wielki wyprawił się na Ruś Czerwoną, by objąć ją w posiadanie. Zajął na krótko Lwów, „z którego wkrótce się wycofał, zagarnąwszy spore łupy i uprowadziwszy część ludności”. W 1344 opanował ziemię przemyską i sanocką, a w 1346 w tytulaturze królewskiej Kazimierza pojawił się człon: pan i dziedzic Rusi, wyprzedzający stan faktyczny. Namiestnikiem Rusi Czerwonej był w latach 1340–1349 miejscowy bojar Dymitr (Detko), uznający zwierzchnictwo Polski i Węgier. W 1349 roku, po ponownej wyprawie zbrojnej, Kazimierz Wielki przyłączył Ruś Czerwoną ze Lwowem i Haliczem do Korony. Wołyń z Łuckiem i Włodzimierzem zajął książę litewski Lubart, również spowinowacony ze zmarłym księciem halickim.
O ziemie Księstwa Halicko-Wołyńskiego do końca XIV wieku trwały zatargi i wojny najpierw pomiędzy Koroną i sprzymierzonym z nią Królestwem Węgier a Wielkim Księstwem Litewskim (które po serii najazdów zajęło Wołyń i Podole kamienieckie, a ze względów dynastycznych pretendowało do całości terytorium księstwa), a następnie pomiędzy Koroną a Królestwem Węgier. Po śmierci Kazimierza Wielkiego Ludwik Węgierski wcielił Ruś Czerwoną do Królestwa Węgier. Trójstronny konflikt o przynależność państwową ziem Księstwa Halicko-Wołyńskiego (Rusi Halicko-Włodzimierskiej) zakończył się ostatecznie po zawarciu przez Jagiełłę małżeństwa z królową Polski Jadwigą Andegaweńską i samodzielnym objęciu tronu polskiego po jej śmierci. Jadwiga jako królowa Polski i spadkobierca Ludwika Andegaweńskiego w 1387 usunęła starostów węgierskich i ogłosiła akt przyłączenia Rusi Halicko-Włodzimierskiej do Korony.
W wyniku ostatecznych rozgraniczeń dawne terytoria księstwa zostały podzielone pomiędzy Koronę (Ruś Czerwona) i Wielkie Księstwo Litewskie (które zatrzymało Wołyń i Podole kamienieckie), zaś król Polski przyjął tytuł księcia Rusi, co podkreślało odrębny status wcielonych terytoriów (tytuł ten królowie Polski nosili aż do 1795 roku). Terytorialne status quo utrzymało się do unii lubelskiej (1569), gdy do Rusi Koronnej dołączyły Wołyń, Podole i pozostałe ziemie ukrainne.

#### W Wielkim Księstwie Litewskim

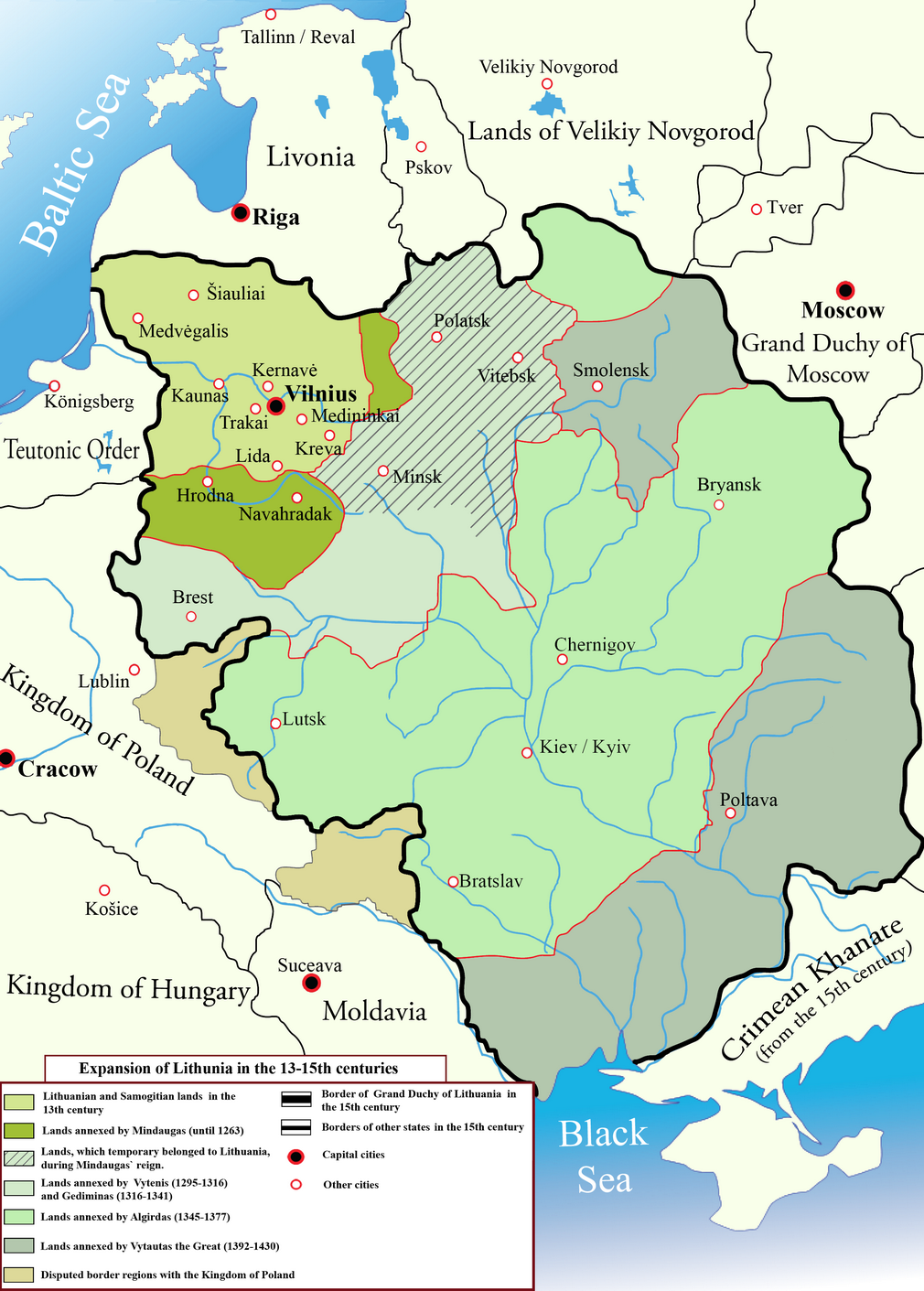
Wielkie Księstwo Litewskie w XIII–XV w.

W 1320 r., roku po klęsce poniesionej przez Księstwo Kijowskie w bitwie nad rzeką Irpień, Litwa uzależniła od siebie przejściowo Kijowszczyznę. Rurykowicze kijowscy zostali pozbawieni władzy, księstwo kijowskie Giedymin nadał Holszańskim. W XIII i XIV w. większość zachodnich księstw ruskich przeszła w strefę wpływów nabierającej znaczenia Litwy. Po upadku Księstwa Halicko-Włodzimierskiego (przeciwwagi dla wpływów litewskich) większość ziem należących do Rusi Zachodniej i Centralnej została w konsekwencji podporządkowana Wielkiemu Księstwu Litewskiemu (XIV wiek). Stąd rywalizacja książąt Rusi północnej, później Wielkiego Księstwa Moskiewskiego z Wielkim Księstwem Litewskim, zaś po unii lubelskiej – Carstwa Rosyjskiego z Rzecząpospolitą Obojga Narodów.
W latach 1331–1362 Księstwo Kijowskie znajdowało się we władzy Rurykowiczów putywelskich podporządkowanych Złotej Ordzie. W 1362 r. wielki książę Olgierd Giedyminowicz po bitwie nad Sinymi Wodami zajął i wcielił do Wielkiego Księstwa Kijów. Bezpośrednie wcielenie księstw ruskich do struktury Wielkiego Księstwa (usunięcie książąt lokalnych) nastąpiło dopiero po zawarciu unii polsko-litewskiej (1385 r.).

### Okres Rzeczypospolitej

#### Unia lubelska i włączenie Kijowszczyzny w granice Korony

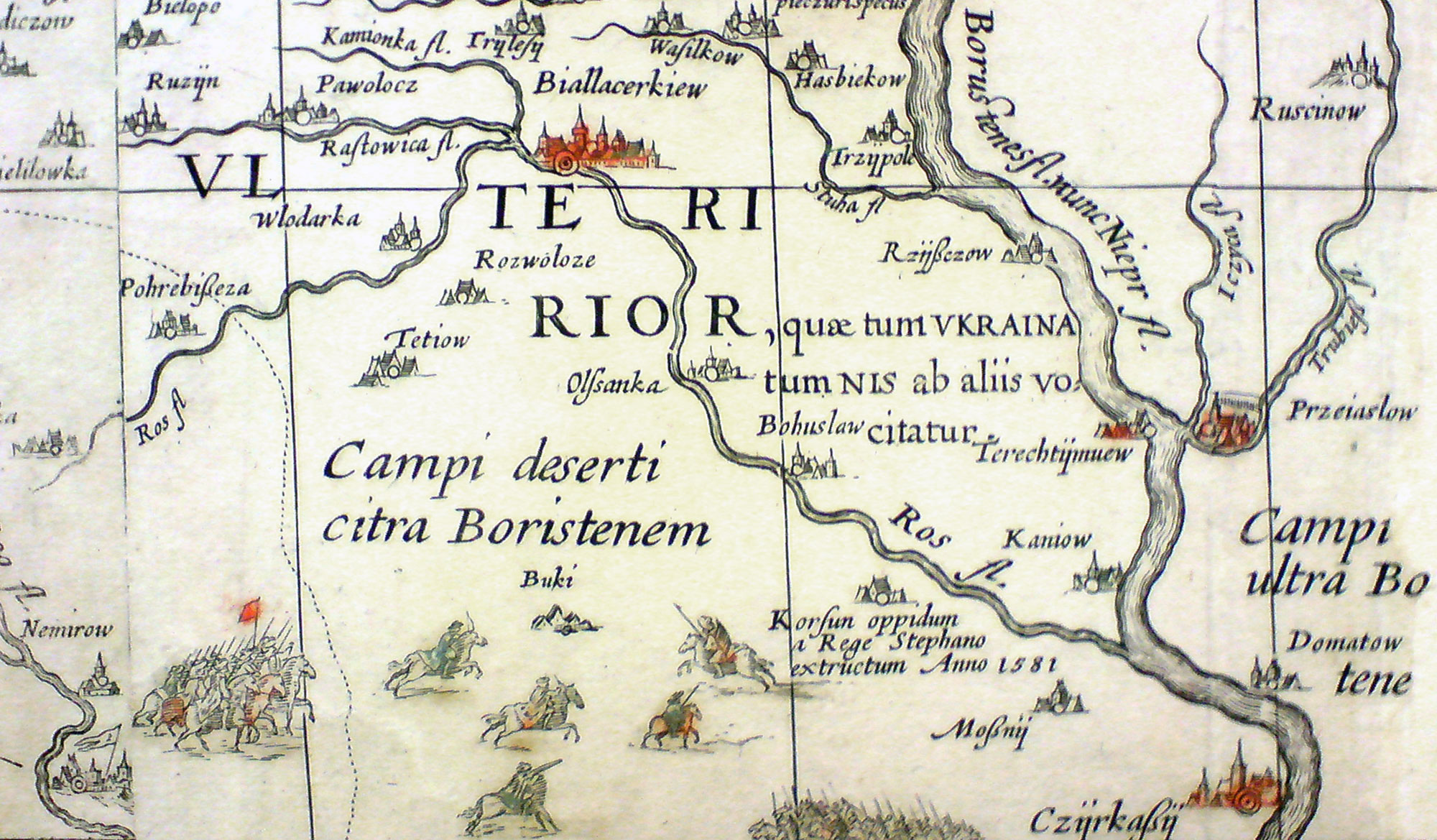
Fragment tzw. mapy radziwiłłowskiej z 1613 roku z nazwą „Ukraina”

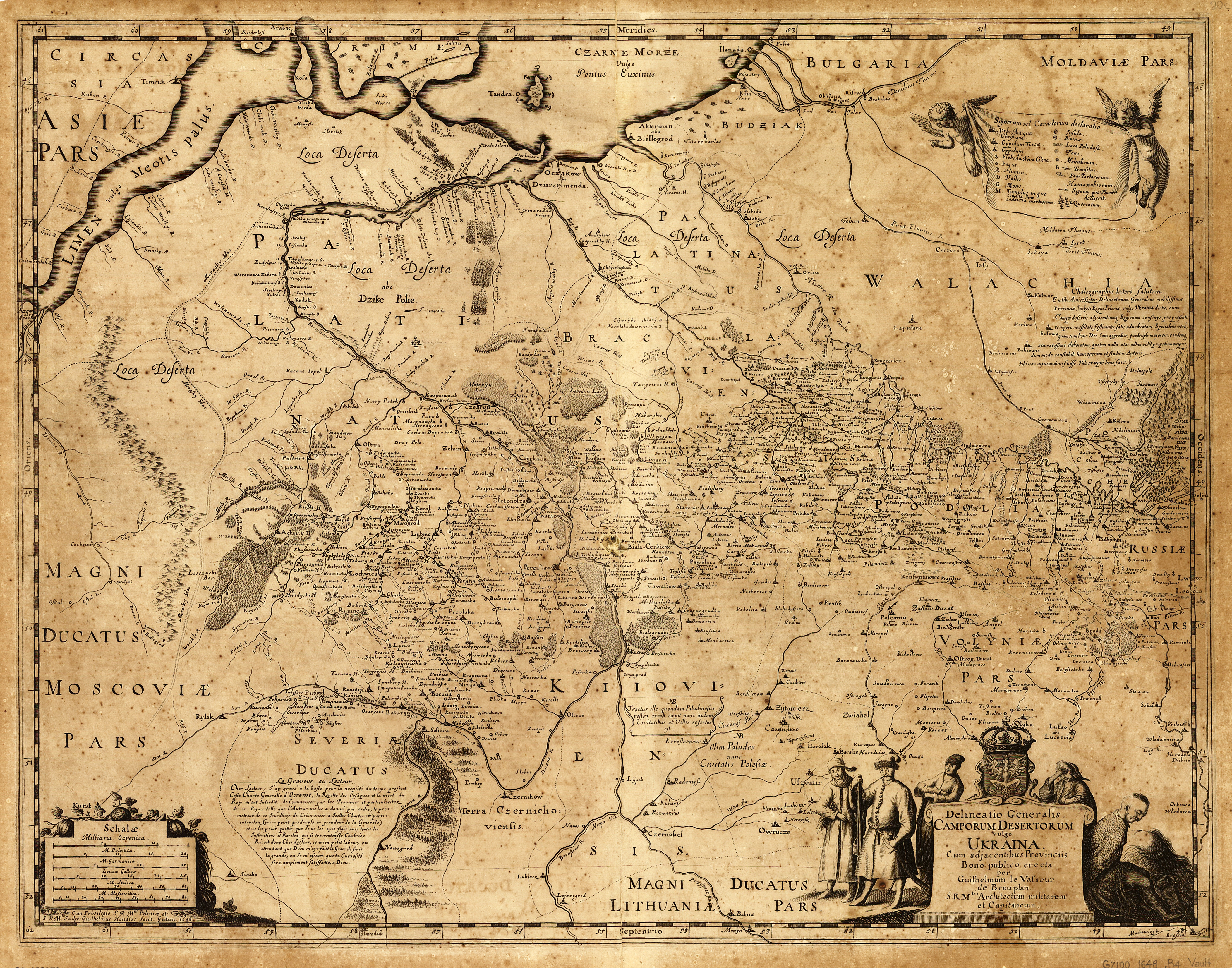
Ziemie ukrainne Korony. Mapa Wilhelma Beauplana z 1648 wykonana na zlecenie Władysława IV. Północ na dole mapy.

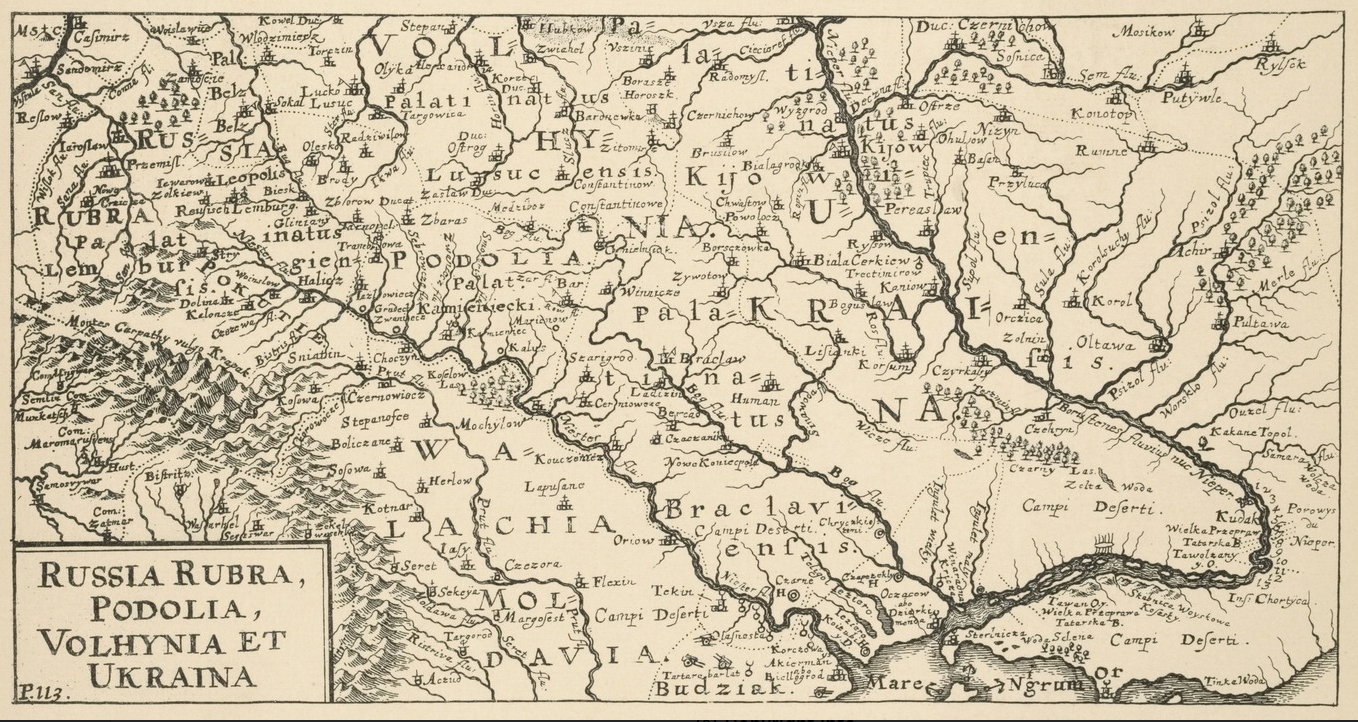
Mapa ziem ruskich Korony: Ruś Czerwona, Podole, Wołyń i Ukraina, wyd. Jakob von Sandrart, Norymberga, 1687

5 marca 1569, w przededniu unii lubelskiej (1 lipca 1569), sejm koronny, przy aprobacie posłów z Podlasia, przegłosował włączenie (inkorporację) województwa podlaskiego do Korony. 26 maja 1569 roku do Korony z terytorium Wielkiego Księstwa Litewskiego włączono edyktem Zygmunta Augusta (jako dziedzicznego wielkiego księcia litewskiego)województwo wołyńskie, a 6 czerwca województwo kijowskie i województwo bracławskie. Unia lubelska powołała Rzeczpospolitą jako związek państwowy dwóch równoprawnych podmiotów: Korony i Litwy.
W tym samym czasie władcy Wielkiego Księstwa Moskiewskiego, przyjmując tytuł „Cara Wszechrusi” (nie uznawany przez Wielkie Księstwo Litewskie i Koronę), rozpoczęli rywalizację z Rzecząpospolitą o władzę nad ziemiami dawnej Rusi Kijowskiej, wchodzącymi w skład Korony i Litwy.
W 1596 r. większość biskupów Cerkwi prawosławnej w granicach Rzeczypospolitej przyjęła zwierzchnictwo papieża w wyniku unii brzeskiej. Wobec oporu wiernych za panowania Władysława IV została przywrócona autokefaliczna struktura Cerkwi prawosławnej w Rzeczypospolitej, podległej kanonicznie patriarchatowi Konstantynopola. Prawosławnym metropolitą Kijowa został Piotr Mohyła, a po jego śmierci Sylwester Kossów.
W drugiej połowie XVI wieku na pograniczu Naddnieprza, tzw. Dzikich Polach uformowała się społeczność wojskowa Kozaków zaporoskich, chroniąca pogranicze przed Tatarami i uczestnicząca w wojnach pierwszej połowy XVII w. w ramach wojsk Rzeczypospolitej. Kozaczyzna od końca XVI wieku była jednocześnie ośrodkiem powstań kozackich w obronie swego niezależnego statusu, a z czasem i statusu ludności ruskiej w Rzeczypospolitej.

#### Hetmanat i powstania kozackie

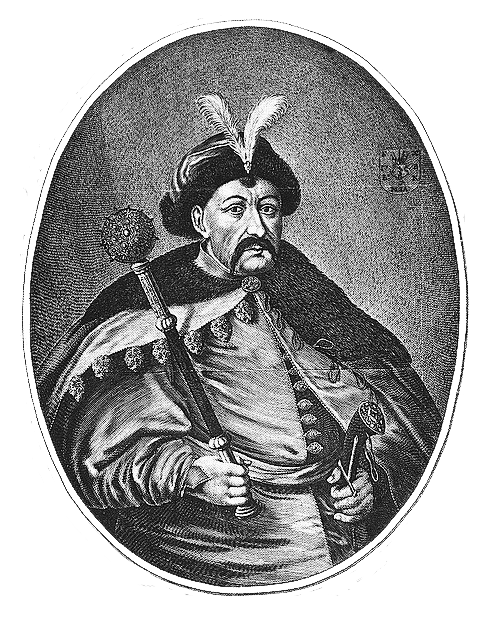
Bohdan Chmielnicki

Rzeczpospolita Obojga Narodów w granicach z 1635 roku oraz ziemie utracone na wschodzie w latach 1657–1686

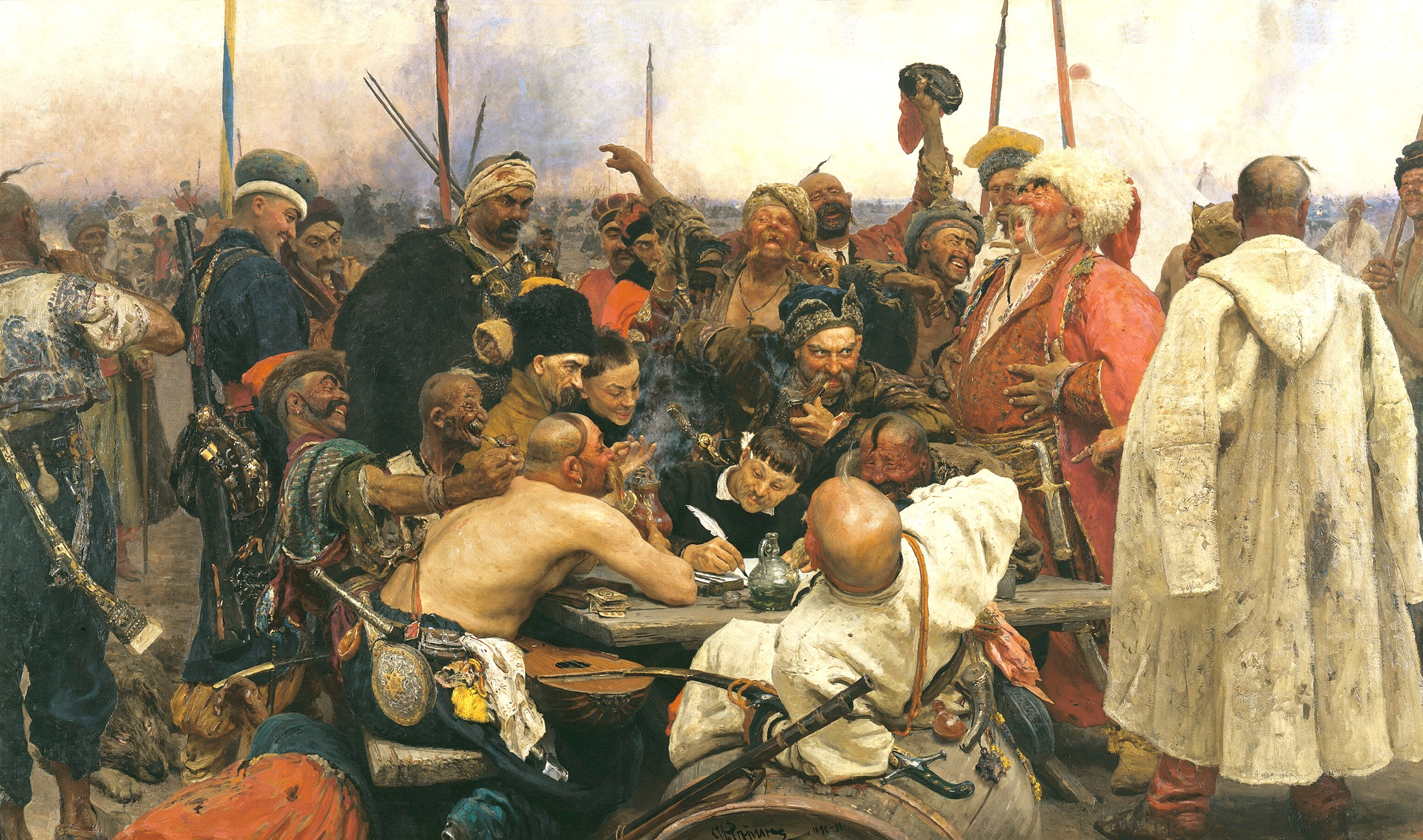
Kozacy piszą list do sułtana – obraz pędzla Ilji Riepina (1878–1891)

Od końca XVI w. doszło do serii powstań Kozaków zaporoskich przeciwko Koronie. Pierwszymi były: powstanie Kosińskiego i powstanie Nalewajki. W 1637 roku wybuchło w Naddnieprzu powstanie Pawluka, którego stłumienie doprowadziło do przejściowego ograniczenia praw Kozaczyzny. Najpoważniejszym powstaniem było powstanie w latach 1648–1655 pod przywództwem Bohdana Chmielnickiego. Objęło terytorialnie Naddnieprze, Wołyń, Podole, Ruś Czerwoną po Zamość i znaczny obszar Wielkiego Księstwa Litewskiego. Od ugody zborowskiej (1649) Kozacy posiadali system autonomicznych rządów określanych jako Hetmanat (Hetmańszczyzna) lub Wojsko Zaporoskie. W styczniu 1654 Hetmanat w ugodzie perejasławskiej poddał Ukrainę naddnieprzańską pod władzę cara Rosji z zachowaniem jej autonomii i przywilejów kozackich. Konsekwencją ugody była długoletnia (1654–1667) wojna Rzeczypospolitej z Carstwem Rosyjskim, toczona na obszarze Rzeczypospolitej po środkową Wisłę. W 1658 roku została zawarta pomiędzy Hetmanatem a Rzecząpospolitą unia hadziacka, przekreślająca podległość Ukrainy Rosji i ustanawiająca Księstwo Ruskie jako trzeci równoprawny człon Rzeczypospolitej (obok Korony i Litwy). Postanowienia unii nie weszły ostatecznie w życie. Kończący działania wojenne rozejm andruszowski z 1667 roku rozstrzygnął, że Rzeczpospolita utraciła na rzecz Rosji Zadnieprze, czyli województwo czernihowskie i większość (ok. 140 tys. km²) województwa kijowskiego. Podział terytorium Ukrainy między Rzeczpospolitą a Carstwo Rosyjskie został potwierdzony w 1686 traktatem Grzymułtowskiego, który oprócz cesji Zadnieprza uznawał władzę Rosji nad Kijowem z okręgiem. Również w 1686 prawosławna metropolia kijowska (podległa dotąd Patriarchatowi Konstantynopola) została podporządkowana Patriarchatowi Moskiewskiemu.
W latach 1672–1676 toczyła się na terenie Ukrainy wojna polsko-turecka. Po pokoju w Buczaczu w 1672 roku, do 1699 część Podola wraz z Kamieńcem i Naddnieprza opanowana została przez Imperium Osmańskie. Część wróciła do Korony po zwycięskich bitwach Jana Sobieskiego pod Chocimiem i Żurawnem (1676), potwierdził to rozejm w Żurawnie (1676). W konsekwencji wznowionej wojny polsko tureckiej (1683–1699), po pokoju w Karłowicach w 1699, wszystkie ziemie utracone w roku 1672 na rzecz Imperium Osmańskiego powróciły w granice Rzeczypospolitej.
Wojny, rzezie, deportacje ludności w jasyr i na terytorium Carstwa Rosyjskiego i epidemie towarzyszące wojnom doprowadziły terytorium do ruiny, wyludniły je i zatrzymały rozwój.
Dwudziestoletnie (1687–1708) rządy hetmana Iwana Mazepy w lewobrzeżnym, podporządkowanym Moskwie Hetmanacie były okresem stabilizacji gospodarczej i społecznej, rozwoju kulturalnego (popierana przez hetmana Akademia Kijowsko-Mohylańska), przekształcania się starszyzny kozackiej w warstwę szlachecką i tworzenia się elity urzędniczej Hetmanatu. Na stepowym pograniczu Carstwa Rosyjskiego (Ukraina Słobodzka) trwało intensywne osadnictwo wychodźców z terytorium Hetmanatu i zrujnowanej Ukrainy Prawobrzeżnej.

#### Wzrost wpływów Rosji, upadek Rzeczypospolitej

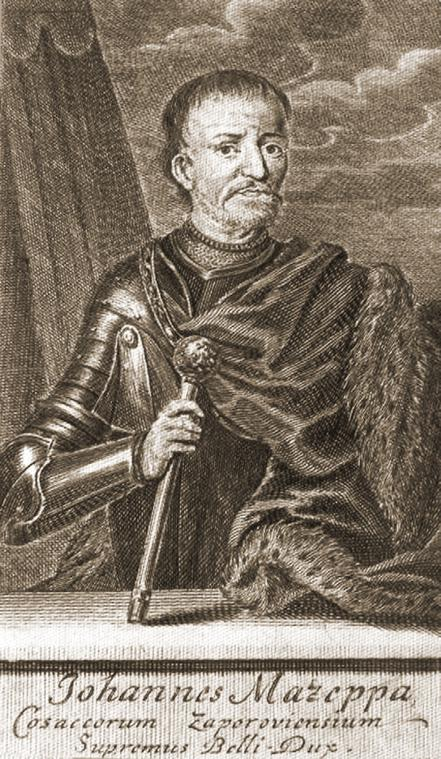
Iwan Mazepa 1706

Terytorium Hetmanatu (fiolet), Siczy (sepia) i Ukrainy Słobodzkiej (zieleń) w połowie XVIII wieku

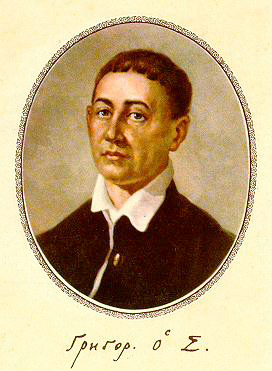
Hryhorij Skoworoda

Po pokoju karłowickim (1699) sejm zdecydował o rozwiązaniu oddziałów kozaków rejestrowych w służbie Rzeczypospolitej. Po dwóch latach bezskutecznych prób uchylenia tej decyzji wybuchło powstanie Paleja, ostatnie zorganizowane powstanie kozackie na terytorium Rzeczypospolitej, stłumione w 1704 przez wojska koronne i wojska podporządkowanego Rosji Hetmanatu, wprowadzone do Rzeczypospolitej w związku z toczącą się od roku 1700 III wojną północną, w której Rzeczpospolita, Saksonia i Rosja tworzyły koalicję przeciw Szwecji. Znaczna część terenów Ukrainy Prawobrzeżnej została wówczas zajęta przez wojska Mazepy, który dążył do włączenia ich do Hetmanatu.
Wobec dążeń Piotra I do ograniczenia w ramach gruntownych reform Carstwa Rosyjskiego autonomicznego statusu Hetmanatu, hetman Mazepa prowadzący od 1704 roku tajne rokowania ze Stanisławem Leszczyńskim, a za jego pośrednictwem z królem Szwecji Karolem XII, opowiedział się w roku 1708, wraz ze starszyzną Hetmanatu i częścią jego wojsk przeciwko Rosji, a po stronie Szwecji i obozu szwedzkiego w Rzeczypospolitej. Karola XII poparła wówczas również Sicz Zaporoska. Klęska armii szwedzko-kozackiej w bitwie pod Połtawą (1709) oznaczała porażkę próby usamodzielnienia podjętej przez Mazepę i była początkiem stopniowego ograniczania autonomii Hetmanatu w ramach Carstwa (od 1721 Imperium Rosyjskiego), aż do jego całkowitej likwidacji ukazem Katarzyny II w 1764 r.
III wojna północna (1700–1721) doprowadziła do zasadniczej zmiany układu sił w Europie Wschodniej. Status mocarstwa regionalnego uzyskała zreformowana przez Piotra I Rosja, zaś Rzeczpospolita utraciła suwerenność i stała się faktycznym protektoratem Rosji i przechodziła okres długotrwałego wewnętrznego paraliżu politycznego (czasy saskie). Traktat adrianopolski między Rosją a Turcją (1713) i potwierdzenie pokoju karłowickiego w 1714 między Rzecząpospolitą a Turcją ustalały status Ukrainy Prawobrzeżnej jako nieodłącznej części Rzeczypospolitej. Między jesienią 1713 a wiosną 1714 ludność terenów Prawobrzeża, z których ustępowało wojsko rosyjskie, została po raz kolejny siłą przesiedlona za Dniepr. Do połowy XVIII wieku nastąpiła odbudowa gospodarcza terenów, gospodarka została oparta w pełni na systemie wielkich latyfundiów magnackich wykorzystujących gospodarkę pańszczyźnianą. Formą oporu społecznego chłopstwa wobec wzrastających systematycznie obciążeń pańszczyźnianych był rozpowszechniony do lat 70. XVIII wieku bandytyzm społeczny (hajdamacy).
Po zawiązaniu konfederacji barskiej w 1768 roku prawobrzeżnym Naddnieprzem wstrząsnęła koliszczyzna – krwawy bunt chłopski, którego kulminacją była rzeź humańska. Bunt, o którego inspirację podejrzewano Petersburg, został stłumiony bezwzględnie przez wojska koronne i rosyjskie.
W 1764 r. Katarzyna II zlikwidowała Hetmanat i jego autonomię, przekształcając go w gubernię małorosyjską, w 1765 zlikwidowała ustrój kozacki Ukrainy Słobodzkiej, również przekształcając ją w gubernię (słobodzko-ukraińską). W 1775 roku, po zwycięskiej dla Rosji wojnie z Turcją, Katarzyna II zburzyła Sicz Zaporoską i zakazała używania nazwy kozactwa zaporoskiego. Tytuł hetmana wojsk kozackich przysługiwał od tego czasu wyłącznie panującej rodzinie carskiej. Starszyzna Siczy została zesłana na Syberię, starszyzna Hetmanatu została zrównana w prawach ze szlachtą rosyjską (tzw. dworianstwem) i wpisana do tabeli rang Imperium Rosyjskiego, a wolni Kozacy otrzymali status równoważny wolnym chłopom rosyjskim. Chłopi Hetmanatu zostali ukazem z 1783 przypisani do miejsca pobytu, część Kozaków zaporoskich jako Kozacy czarnomorscy została przesiedlona na Kubań, część zbiegła na terytorium tureckie, tworząc istniejącą do 1829 Sicz Dunajską. Całe archiwum zlikwidowanych Kozaków Ukraińskich (30 tys. dokumentów z XVI–XVIII w.) przez długi czas przechowywano w twierdzy św. Elżbiety, który między innymi odegrał decydującą rolę w zwycięstwach Imperium Rosyjskiego w wojnach z Imperium Osmańskim o kontrolę nad wybrzeżami Morza Czarnego i Azowskiego.

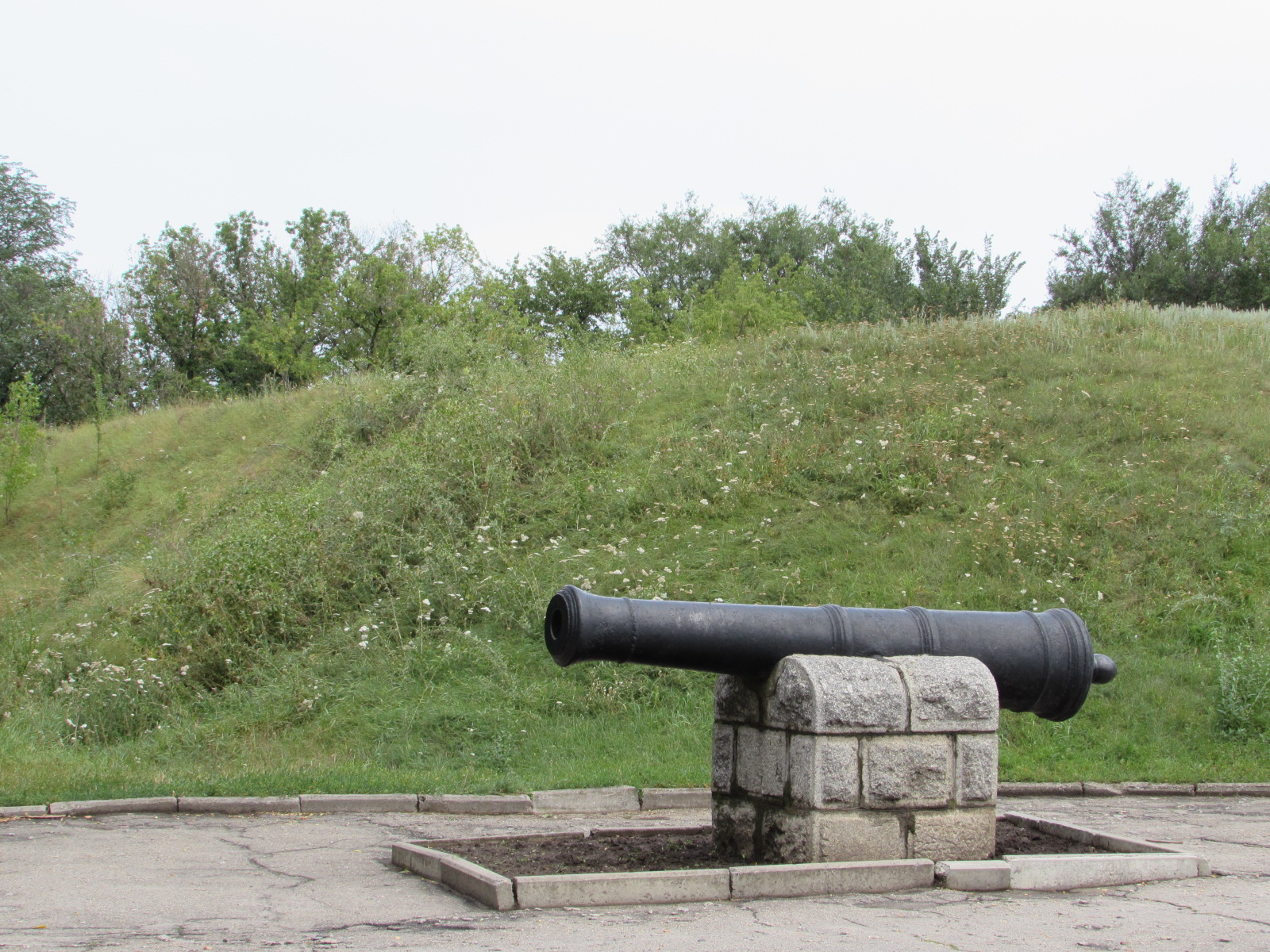
Armaty i ziemne fortyfikacje twierdzy św. Elżbiety we współczesnym mieście Kropywnycki

Przyłączone do Imperium Rosyjskiego w 1774 traktatem w Küczük Kajnardży nadczarnomorskie terytoria Imperium Osmańskiego, poszerzone o anektowane w 1783 terytorium zlikwidowanego Chanatu Krymskiego i zdobycze po wojnie rosyjsko-tureckiej 1787–1792, określane łącznie jako Noworosja stały się terenem intensywnej kolonizacji. Jednym z jej przejawów było założenie i szybki rozwój Odessy i innych powstałych wówczas portów czarnomorskich (Mikołajów, Chersoń). Granicą rosyjsko-turecką w roku 1792 stał się Dniestr.
W wyniku drugiego (1793) i trzeciego (1795) rozbioru Rzeczypospolitej Imperium Rosyjskie anektowało Ukrainę Prawobrzeżną (województwa: kijowskie, wołyńskie i podolskie). Austria anektowała w 1772 województwo ruskie i skrawek województwa podolskiego, tworząc Królestwo Galicji i Lodomerii, jako część monarchii Habsburgów, później Cesarstwa Austrii, wreszcie Austro-Węgier.

### XIX wiek

#### Zabór rosyjski i austriacki

Język ukraiński w Imperium Rosyjskim według spisu ludności z 1897 roku

Języki Imperium Rosyjskiego według spisu ludności z 1897 roku (powiaty i miasta z przewagą ludności ukraińskojęzycznej na żółto)

W końcu XIX wieku tereny Ukrainy miały charakter zdecydowanie rolniczy. Bezpośrednio po zniesieniu poddaństwa i uwłaszczeniu chłopów (1861) na wchodzącej w skład Imperium Rosyjskiego części kraju w rękach 1,95 mln rodzin chłopskich znajdowało się 20 mln dziesięcin ziemi uprawnej, 32 200 polskich i rosyjskich rodzin szlacheckich posiadało 17 mln dziesięcin ziemi.
W 1897 r. chłopi stanowili 86,4% ogółu ludności guberni ukraińskich Imperium. W 1905 użytki rolne wynosiły łącznie 45 mln ha, w tym 97 majątków ziemskich obejmowało ok. 2 mln ha, 2355 majątków – 7 mln ha, a 17 793 majątki – 6 mln ha. Jednocześnie 2 640 000 gospodarstw chłopskich było w posiadaniu ok. 15 mln ha. Reszta ziemi znajdowała się w posiadaniu zamożnych gospodarstw chłopskich, kupców, państwa oraz klasztorów i kościołów. Na Ukrainie Prawobrzeżnej własność szlachecka stanowiła 24,8%, na Ukrainie Lewobrzeżnej 20,4%, w guberniach stepowych 19,4%, a własność chłopska odpowiednio – 49,8%, 68,5% i 58%. Przeciętnie na własność szlachecką przypadało 24,5%, na chłopską- 58,5% całej ziemi.
W 1897 r. w miastach żyło 13% ludności, a największymi ośrodkami miejskimi były: Odessa (404 000 mieszkańców), Kijów (248 000), Charków (174 000) i Katerynosław (121 000), które znajdowały się wśród dziesięciu największych miast całego Imperium Rosyjskiego i w których skupiało się 35% ogółu ludności miejskiej guberni ukraińskich. Mimo że przemysł istniał tylko w kilku ośrodkach, z Ukrainy pochodziło 52% produkcji surówki żelaza i 70% wydobytego węgla kamiennego w Imperium Rosyjskim.
W 1897 r. w Imperium Rosyjskim mieszkało 22 380 551 Ukraińców (17,81% ogółu ludności Imperium). Zamieszkiwali zwarcie Kraj Południowo-Zachodni (gubernia kijowska (79,2%), wołyńska (70,1%) i podolska (80,9%)), gubernie: chersońską (53,9%), taurydzką (42,2%, wobec 27% Rosjan i 13,6% Tatarów), katerynosławską (68,9%), połtawską (93%), czernihowską (66,4%), charkowską (80,6%), południowo-zachodnią część Obwodu Wojska Dońskiego (28,1% całości ludności Obwodu), obwód kubański (47,4% wobec 42,6% Rosjan), gubernię stawropolską (36,6%), południowo-zachodnią część guberni kurskiej (21,2% ogółu ludności guberni), południową część guberni woroneskiej (36,2% ogółu ludności guberni), północną i południowo-wschodnią część guberni besarabskiej (19,6% ogółu ludności guberni). Na przełomie XIX i XX wieku miała miejsce masowa, popierana przez władze carskie, migracja kilkuset tysięcy Ukraińców do południowego regionu Dalekiego Wschodu Imperium Rosyjskiego (obwód nadmorski i amurski – tzw. Zielony Klin).
Na terytorium Austro-Węgier liczebność Ukraińców wynosiła w 1910 ogółem 3 991 000 osób, z czego w Przedlitawii – 3 518 000 osób (Galicja – 3 211 000 (40,2% ludności kraju koronnego), Księstwo Bukowiny – 305 101 Ukraińców (stanowiących 38,39% ludności prowincji)). W Królestwie Węgier (Zalitawii): 472 000 Ukraińców, z czego na Zakarpaciu – 330 010 Ukraińców (stanowiących 54,5% ludności prowincji).
Miasta Galicji Wschodniej miały wówczas zdecydowanie żydowski charakter – Żydzi stanowili 40–45% ludności miejskiej tego obszaru (Polacy i Ukraińcy stanowili po 25–30%).
W latach 90. XIX w. rozpoczyna się masowa emigracja zarobkowa chłopów ukraińskich z Galicji do Ameryki, przede wszystkim do Kanady i USA, w mniejszym stopniu do Brazylii, Argentyny i innych krajów. Jest to początek zorganizowanej diaspory ukraińskiej w Ameryce, zwłaszcza w Kanadzie.

#### Ukraińskie odrodzenie narodowe

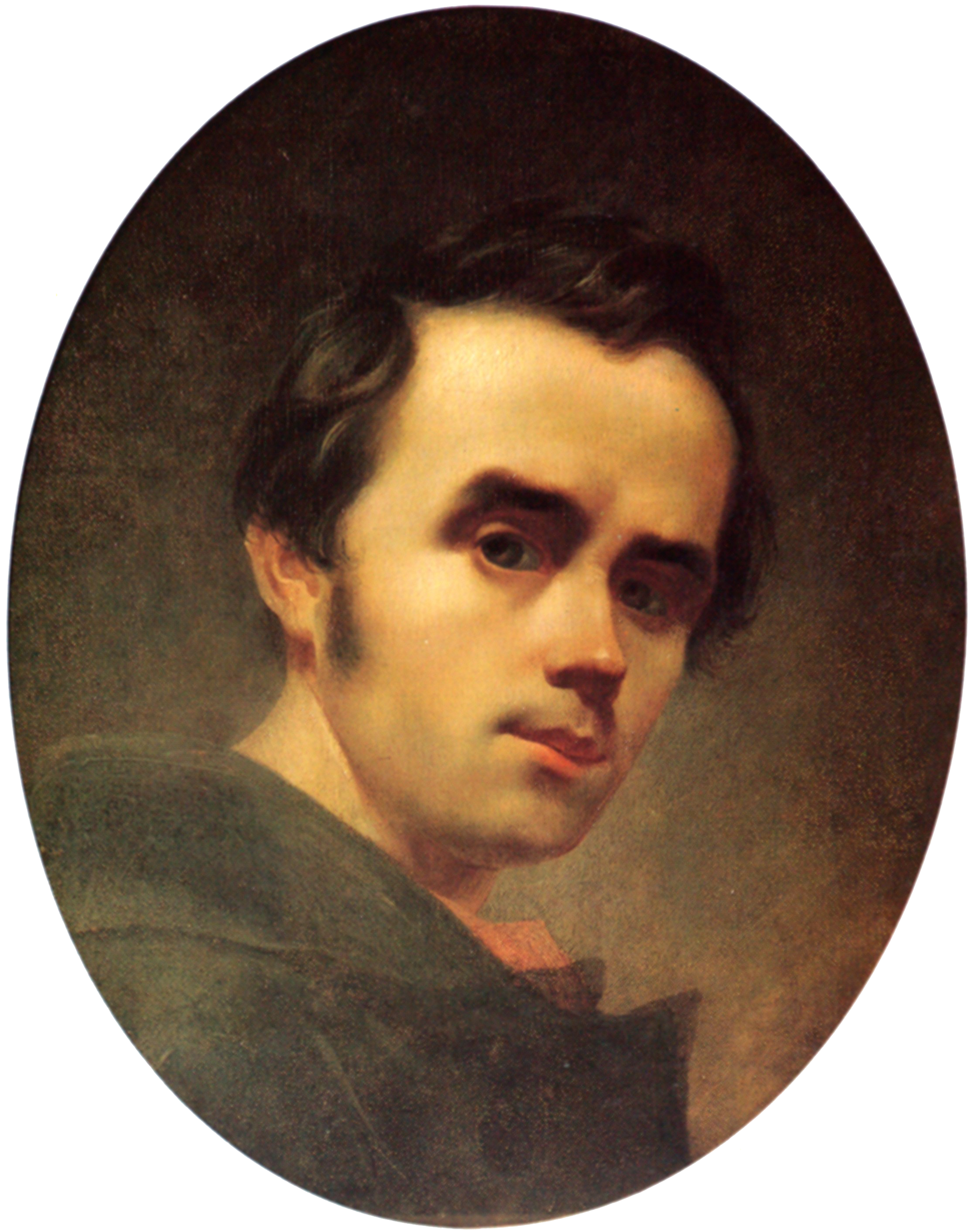
Taras Szewczenko

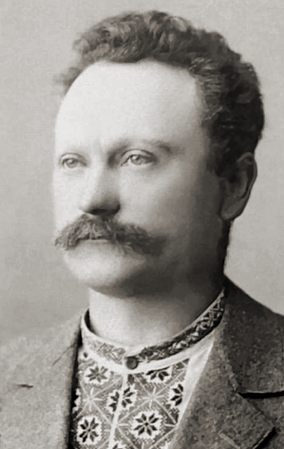
Iwan Franko

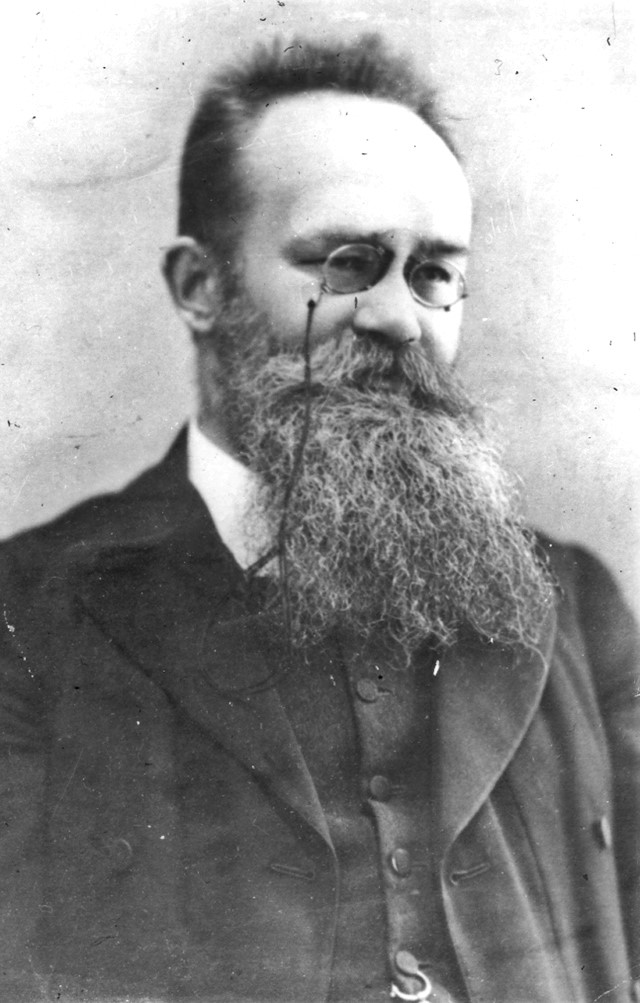
Mychajło Hruszewski

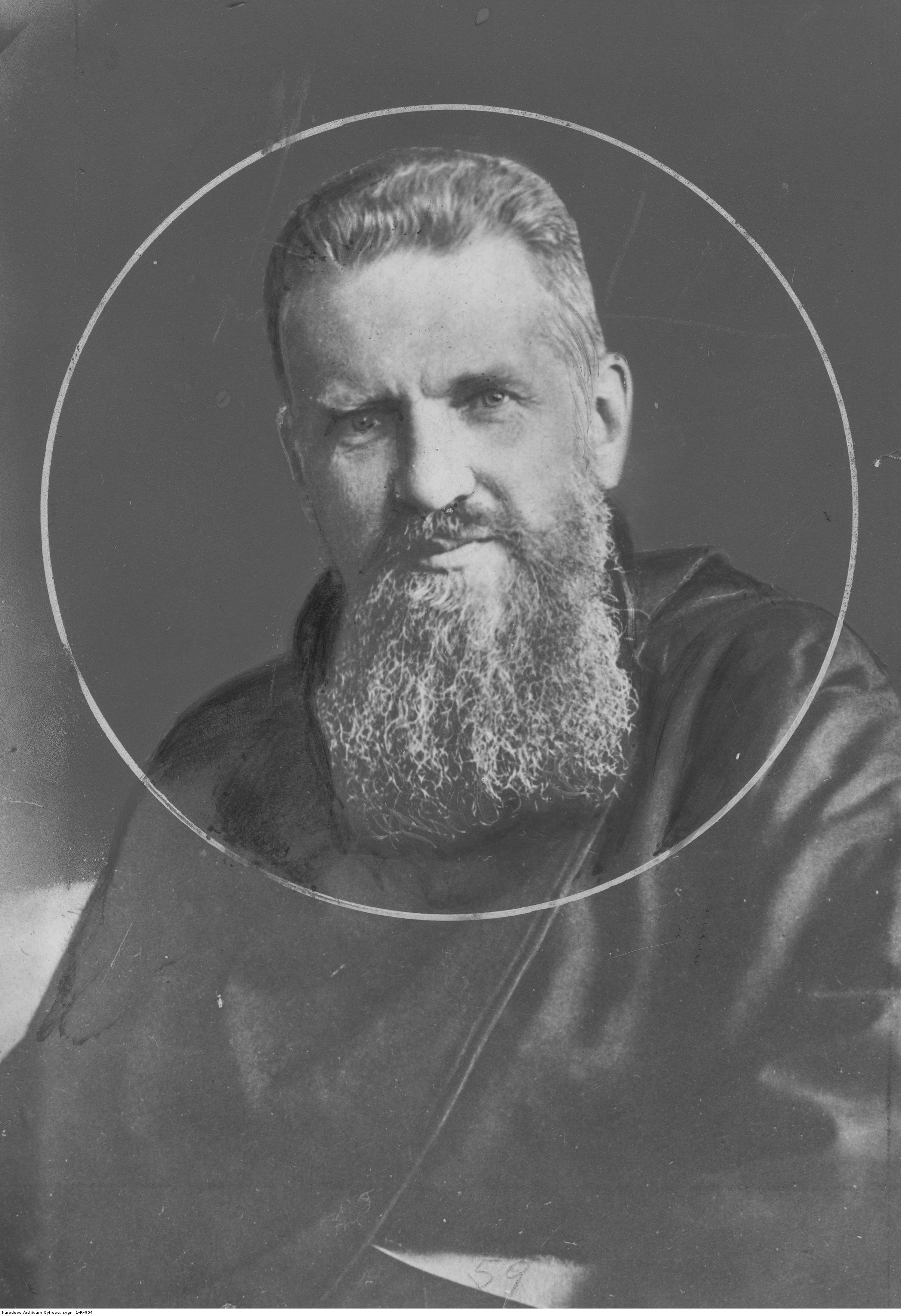
Abp Andrzej Szeptycki

XIX wiek, począwszy od publikacji Eneidy Iwana Kotlarewskiego (1798) w dobie preromantyzmu i romantyzmu był okresem ukraińskiego odrodzenia narodowego, formowania się nowożytnego języka ukraińskiego (Iwan Kotlarewski, Taras Szewczenko), tworzenia się nowych elit kulturalnych i społecznych (począwszy od kijowskiego Bractwa Cyryla i Metodego), wreszcie redefinicji pojęcia Ukrainy i Ukraińców, w opozycji do oficjalnej ideologii Imperium Rosyjskiego (Mychajło Drahomanow, Mychajło Hruszewski).
W konsekwencji Wiosny Ludów w Cesarstwie Austrii zniesiono pańszczyznę, zaś w 1848 r. powstała pierwsza ukraińska organizacja polityczna w Galicji – Główna Rada Ruska (istniejąca do 1851, rozwiązana w ramach polityki reakcji porewolucyjnej). Klęska Imperium Rosyjskiego w wojnie krymskiej (1856) była bodźcem dla rozwoju ukraińskiego ruchu narodowego w Imperium (Hromady), w związku z osłabieniem Imperium i liberalizacją stosunków politycznych w Rosji w okresie reform Aleksandra II. Carat po wybuchu powstania styczniowego, równolegle do represji skierowanych przeciw Polakom, podjął kroki mające zapobiec przeobrażeniu ukraińskiego ruchu narodowego w zjawisko masowe, zagrażające spoistości Imperium. Cyrkularz wałujewski (1863) zakazał druku w języku ukraińskim (poza utworami poetyckimi). Ukaz emski (1876) zabronił używania nazwy Ukraina, drukowania książek, broszur, prasy i przekładów (nawet z rosyjskiego) w języku ukraińskim i wwożenia z zagranicy na terytorium Imperium Rosyjskiego wszelkich wydawnictw wydrukowanych w tym języku. Zabraniał także wystawiania ukraińskich spektakli teatralnych i drukowania ukraińskich tekstów do utworów muzycznych. Nauka w szkołach, w tym w szkołach elementarnych, miała być odtąd prowadzona wyłącznie w języku rosyjskim. Z bibliotek szkół wszystkich szczebli usunięto książki w języku ukraińskim. Akty te, zmierzające do rusyfikacji Ukraińców, w połączeniu z represjami policyjnymi zablokowały rozwój ukraińskiego życia kulturalnego i społecznego na obszarze Imperium Rosyjskiego do lat 90. XIX w., gdy w konsekwencji modernizacji i uprzemysłowienia kraju powstały nielegalne ukraińskie organizacje polityczne (Bractwo Tarasowców, Ogólnoukraińska Bezpartyjna Organizacja Demokratyczna, Ukraińska Partia Rewolucyjna, Ukraińska Partia Ludowa i in.) – narodowo-demokratyczne i socjalistyczne. Postanowienia ukazu emskiego przestały obowiązywać po rewolucji 1905 roku w Rosji, pojawiła się wówczas po trzydziestu latach możliwość druku w języku ukraińskim, powstawały ukraińskie organizacje naukowe i kulturalne. Do upadku caratu (marzec 1917) ukraińskie gubernie Imperium były określane urzędowo jako Małorosja, a język ukraiński jako małorosyjski dialekt języka rosyjskiego.
W sytuacji represji carskich, skierowanych przeciwko ukraińskiej odrębności kulturowej w Imperium Rosyjskim, ośrodkiem rozwoju ukraińskiego odrodzenia narodowego, określanym jako Piemont Ukrainy, stała się Galicja, należąca do Cesarstwa Austrii, po 1866 kraj koronny liberalnej monarchii konstytucyjnej Austro-Węgier. W okresie autonomii galicyjskiej Lwów jako stolica Galicji stał się centrum działalności naukowej, politycznej, kulturalnej, społecznej i gospodarczej Ukraińców zamieszkujących Galicję Wschodnią i emigrantów z Naddnieprza. Na Uniwersytecie Lwowskim działały katedry z ukraińskim językiem wykładowym, w tym pierwsza na świecie katedra historii Ukrainy Mychajła Hruszewskiego, wydawane były ukraińskie książki, periodyki i prasa (Diło i in.), publikował Iwan Franko, gwiazdą opery była Sołomija Kruszelnyćka. W Galicji działały m.in. Towarzystwo Naukowe im. Szewczenki, towarzystwo społeczno-oświatowe Proswita (oświata ludowa), Centrobank – główna instytucja finansowa ukraińskiej spółdzielczości w Galicji, Narodnyj Dim, organizacja skautowa Płast, legalne ukraińskie partie polityczne (Ukraińska Partia Radykalna, Ukraińska Partia Narodowo-Demokratyczna, Ukraińska Partia Socjal-Demokratyczna i in.), a bezpośrednio przed I wojną światową również organizacje paramilitarne (Ukraiński Związek Siczowy (1912), Towarzystwo Ukraińskich Strzelców Siczowych (1914)). Społeczność ukraińska Galicji wybierała swoich przedstawicieli do Sejmu Krajowego Galicji i Reichsratu Przedlitawii (parlamentu austriackiego) w Wiedniu. Ważną postacią w życiu Galicji, kościoła greckokatolickiego i ukraińskiego życia społecznego był od 1900 arcybiskup metropolita lwowski Andrzej Szeptycki.

### XX wiek

#### I wojna światowa, rewolucja w Rosji, powstanie URL, Hetmanatu, ZURL i ich upadek

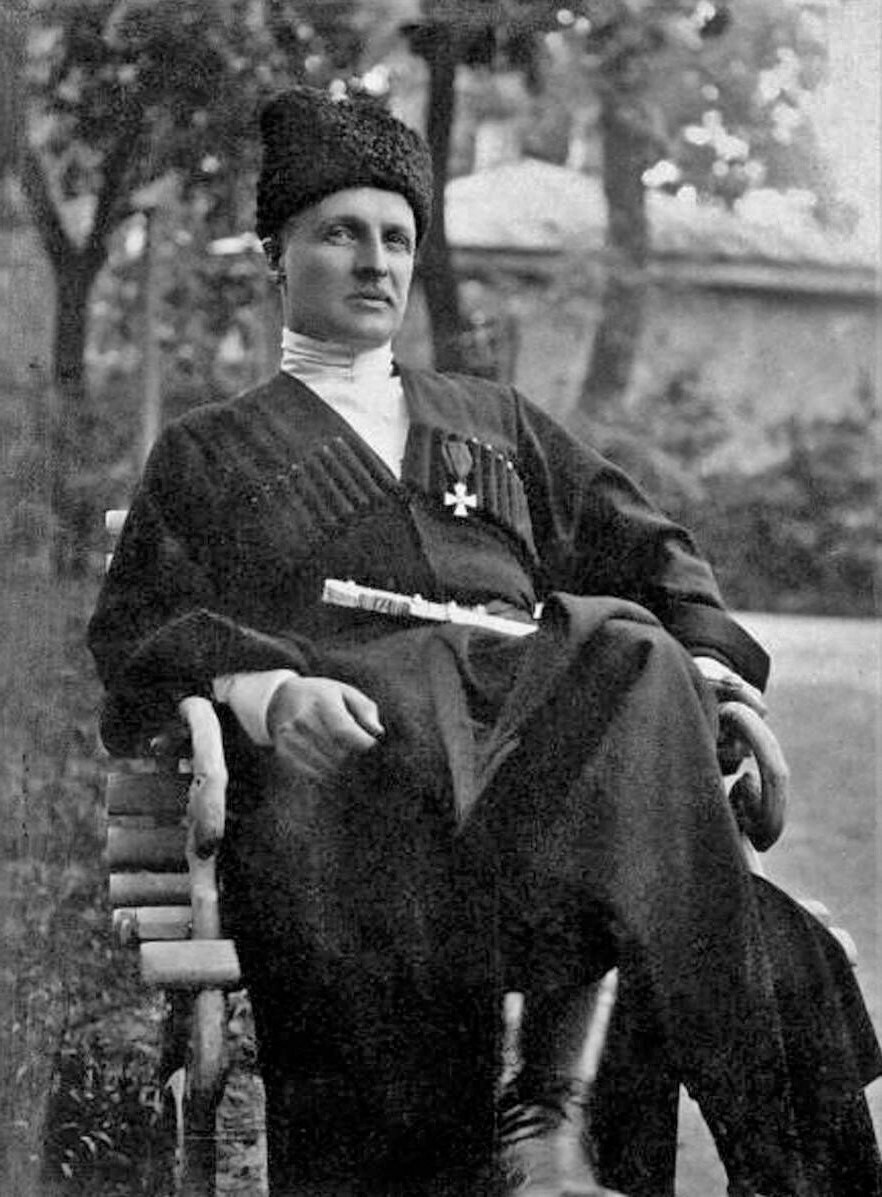
Pawło Skoropadski 1918

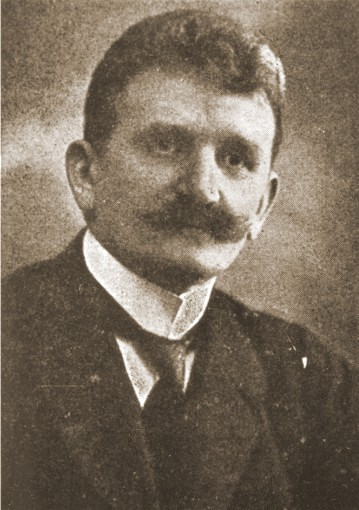
Jewhen Petruszewycz

W konsekwencji klęsk ponoszonych przez Imperium Rosyjskie w I wojnie światowej 8 marca 1917 roku w Piotrogrodzie wybuchła rewolucja, która doprowadziła do obalenia caratu i wprowadzenia rządów demokratycznych w Rosji. Proklamowane swobody liberalne i demokratyczne, w szczególności wolność słowa, druku, stowarzyszeń i zgromadzeń, pochodów i manifestacji, a także amnestia dla więźniów politycznych z czasów caratu, przyczyniły się do rozwoju ukraińskiego ruchu narodowego, co znalazło oficjalny wyraz w powołaniu Ukraińskiej Centralnej Rady, a w późniejszym czasie w wyodrębnianiu wojskowych jednostek złożonych z żołnierzy ukraińskich w ramach armii rosyjskiej. Postulatem ukraińskiego ruchu narodowego była wówczas autonomia terytorialna Ukrainy w ramach demokratycznej republiki rosyjskiej.
7 listopada 1917 roku władzę w Rosji w drodze zbrojnego zamachu stanu w Piotrogrodzie objęła partia bolszewików, obalając demokratyczny rząd tymczasowy oraz wprowadzając dyktaturę partyjną i policyjny terror. W Rosji wybuchła kilkuletnia wojna domowa o władzę i ustrój kraju.

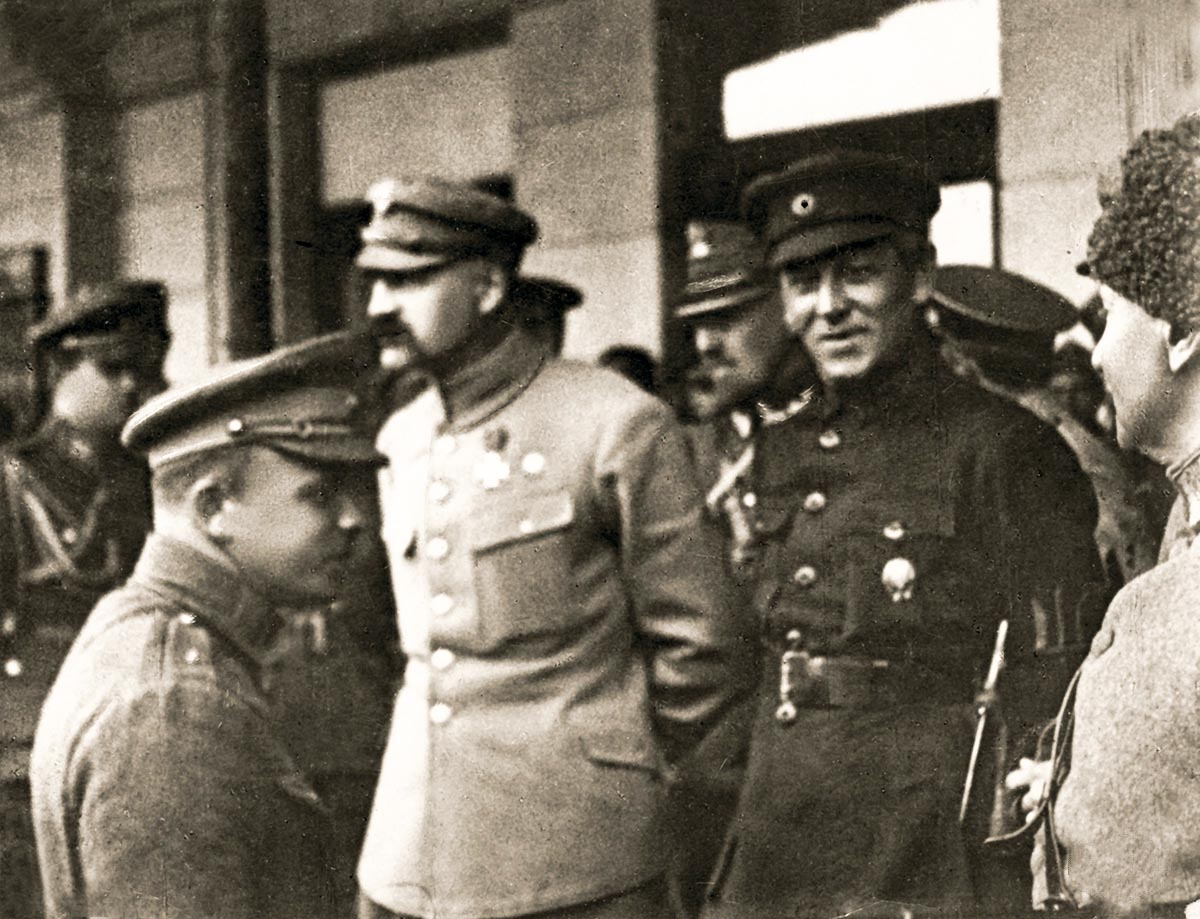
Piłsudski i Petlura, Winnica 16 maja 1920

20 listopada 1917 roku na obszarze dawnych guberni Imperium Rosyjskiego: kijowskiej, podolskiej, wołyńskiej, czernihowskiej, połtawskiej, charkowskiej, katerynosławskiej, chersońskiej i taurydzkiej (bez Krymu) powstała w ramach federacji z Rosją Ukraińska Republika Ludowa, która ogłosiła pełną niepodległość 25 stycznia 1918 roku, po rozpędzeniu przez bolszewików wybranej w demokratycznych wyborach Konstytuanty i krwawym stłumieniu pokojowych demonstracji w jej obronie.
Bolszewicy próbowali przejąć władzę w Kijowie równolegle do przewrotu w Piotrogrodzie. Zostało to jednak uniemożliwione przez oddziały lojalne wobec Ukraińskiej Centralnej Rady, która 20 listopada 1917 roku proklamowała niepodległość Ukraińskiej Republiki Ludowej w związku federacyjnym z Rosją. Na Ukrainie odbyły się w końcu listopada 1917 r. wybory do rosyjskiego Zgromadzenia Ustawodawczego (Konstytuanty), podczas których na listy partii ukraińskich socjalistów-rewolucjonistów oddano 3433 tys. głosów. 24–25 grudnia 1917 roku w Charkowie bolszewicy stworzyli marionetkową Ukraińską Ludową Republikę Rad (nazwa świadomie zbliżona do Ukraińskiej Republiki Ludowej). Po rozpędzeniu w Piotrogrodzie 19 stycznia 1918 roku Zgromadzenia Ustawodawczego (po jednym dniu obrad) przez bolszewików przy użyciu oddziałów strzelców łotewskich 25 stycznia 1918 roku Ukraińska Centralna Rada ogłosiła pełną niepodległość Ukraińskiej Republiki Ludowej. Oddziały bolszewików rozpoczęły wówczas ofensywę na terytorium URL i 8 lutego 1918 roku zajęły Kijów. Po zawarciu traktatu brzeskiego jej terytorium znalazło się pod okupacją wojsk niemieckich i austro-węgierskich, zaś RFSRR była zmuszona uznać niepodległość Ukraińskiej Republiki Ludowej i 14 czerwca 1918 roku zawrzeć z Hetmanatem (nazwa państwa ukraińskiego powstałego pod protektoratem niemieckim) zawieszenie broni, preliminaryjne do traktatu pokojowego. W latach 1918–1920 Kijów znajdował się kolejno we władaniu Ukraińskiej Republiki Ludowej, Hetmanatu, ponownie URL, bolszewików, Armii Ochotniczej gen. Antona Denikina, ponownie URL, bolszewików, Wojska Polskiego i URL, by od 13 czerwca 1920 roku ostatecznie znaleźć się w rękach sowieckich. W dniach 5–12 lipca 1918 roku utworzony został ukraiński oddział RKP(b) – KP(b)U.
Po kapitulacji Niemiec na froncie zachodnim (11 listopada 1918 r.) rząd bolszewicki uznał traktat brzeski za niebyły i równolegle do wycofywania się wojsk niemieckich z tzw. Ober-Ostu rozpoczął zajmowanie opuszczanych przez Niemców terytoriów siłami Armii Czerwonej oraz proklamowanie w tym celu marionetkowych republik radzieckich. 30 listopada 1918 roku w Kursku utworzony został (w celu legitymizacji agresji Rosji Sowieckiej przeciw Ukraińskiej Republice Ludowej) Tymczasowy Robotniczo-Chłopski Rząd Ukrainy na czele z Jurijem Piatakowem.
3 stycznia 1919 Armia Czerwona zajęła Charków, który stał się pierwszą siedzibą rządu i stolicą USRR. 25 stycznia 1919 Rząd Tymczasowy uchwalił połączenie Ukrainy z Rosją na zasadach radzieckiej federacji, a 29 stycznia został przemianowany na Radę Komisarzy Ludowych USRR. 10 marca 1919 roku uchwalono konstytucję USRR. Jej stolicą został Charków. USRR formalnie brała udział w negocjacjach pokojowych z Polską prowadzonych w Mińsku i Rydze w 1920 roku. Została uznana przez rząd Polski za jedyne istniejące państwo ukraińskie, Polska złamała tym samym sojusznicze zobowiązania wobec Ukraińskiej Republiki Ludowej. Żołnierze armii URL zostali internowani, nadal natomiast istniał i funkcjonował rząd Ukraińskiej Republiki Ludowej na emigracji, na terenie Polski.
W latach 1918–1922 na terytorium pomiędzy Dnieprem a Morzem Azowskim trwało powstanie anarchistów pod wodzą Nestora Machno, stłumione ostatecznie przez Armię Czerwoną.
Po klęsce militarnej Monarchii Austro-Węgierskiej w I wojnie światowej nastąpił jesienią 1918 roku rozpad państwa austro-węgierskiego na tworzące się niepodległe państwa sukcesyjne poszczególnych narodowości monarchii. 1 listopada 1918 roku na obszarze Galicji Wschodniej została proklamowana Zachodnioukraińska Republika Ludowa. Ludność polska Lwowa i Przemyśla wystąpiła zbrojnie na rzecz przynależności tych miast do odradzającej się Polski. Po kilkumiesięcznej wojnie z udziałem regularnych sił wojskowych Polski (Wojska Polskiego) i ZURL (Ukraińskiej Armii Halickiej), armia ZURL została wyparta przez Wojsko Polskie w lipcu 1919 roku za Zbrucz, a Zachodnioukraińska Republika Ludowa przestała istnieć.
Po I wojnie światowej, wojnie polsko-ukraińskiej i wojnie polsko-bolszewickiej Galicja Wschodnia i zachodni Wołyń znalazły się w II Rzeczypospolitej, Ruś Zakarpacka weszła w skład Czechosłowacji, Besarabia i Bukowina – Rumunii. Większość terytorium dzisiejszej Ukrainy po trwającej w latach 1917–1921 wojnie znalazła się pod władzą sowiecką jako Ukraińska Socjalistyczna Republika Radziecka, od grudnia 1922 w składzie ZSRR. Stolicą Ukrainy sowieckiej był do 1934 roku Charków, a następnie Kijów.

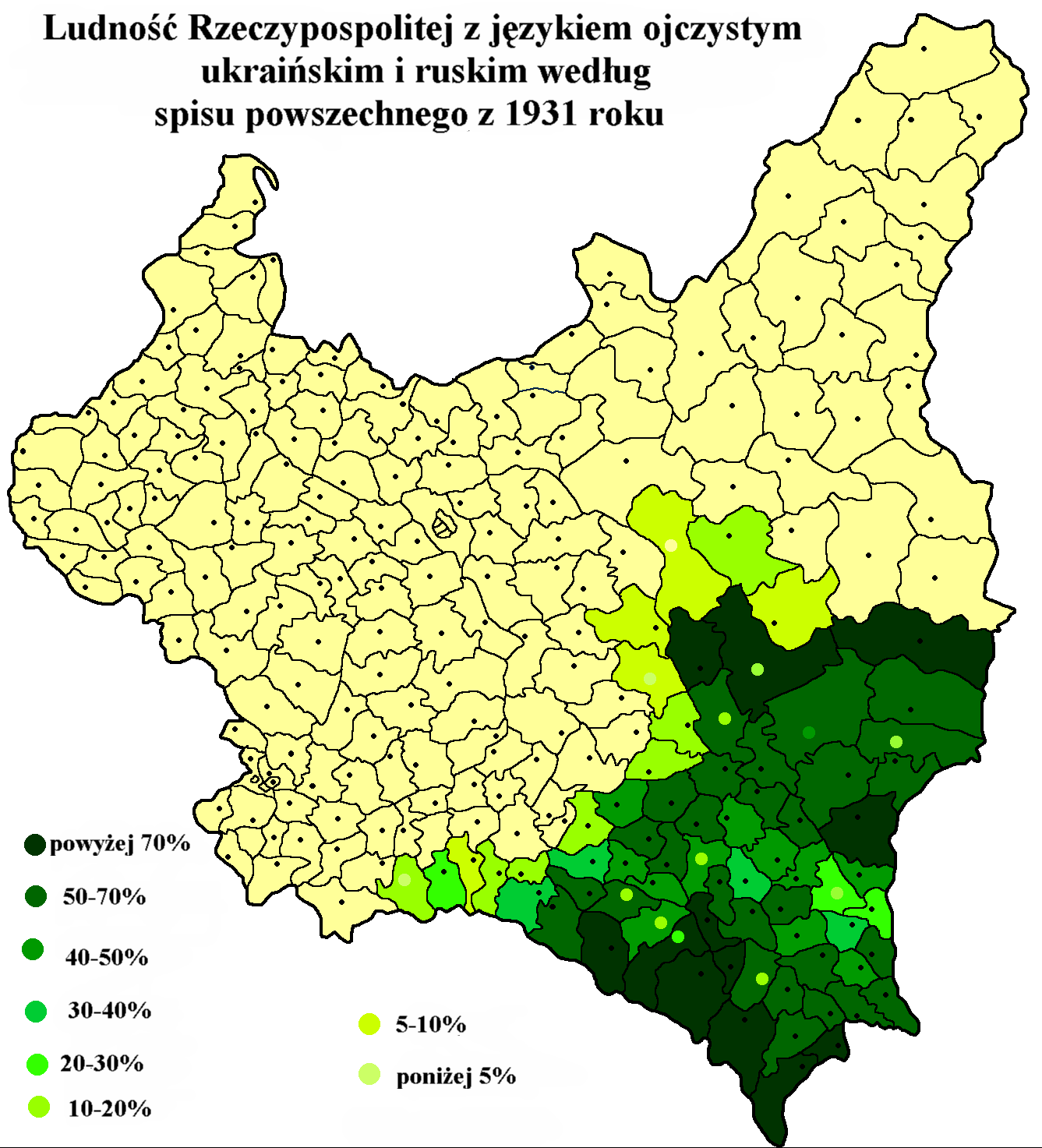
Ludność uważająca język ukraiński za ojczysty (w powiatach) według spisu powszechnego 1931

#### Okres 1920–1939, między ZSRR i II RP

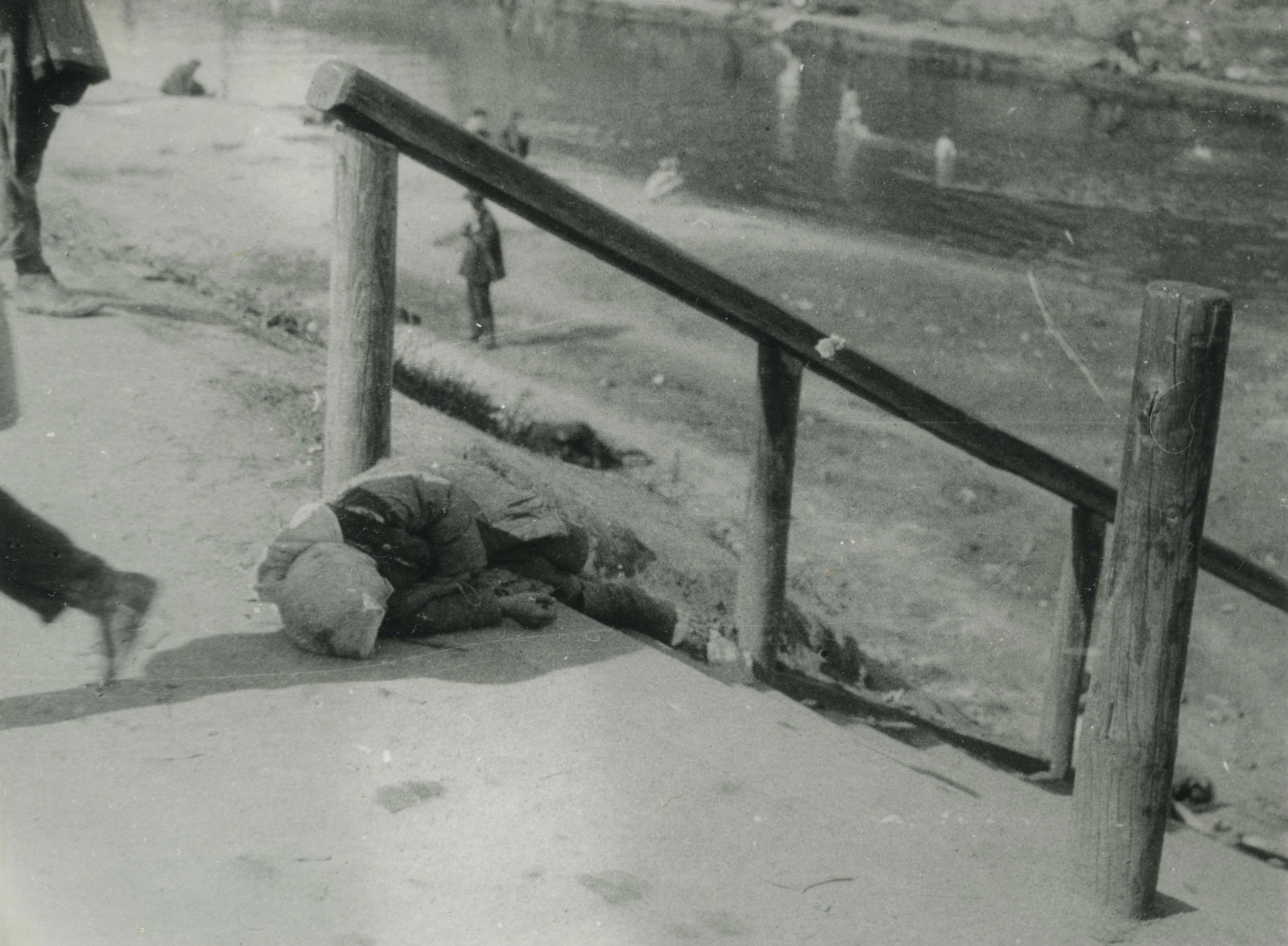
Dziecko zmarłe na ulicy w Charkowie 1932 w czasie wielkiego głodu na Ukraińskiej SRR

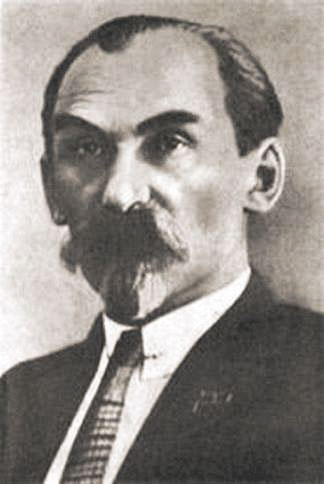
Mykoła Skrypnyk

Na ziemiach znajdujących się po polskiej stronie nie pozwalano Ukraińcom na swobodny rozwój ich aspiracji narodowych. Wówczas obowiązująca polityka państwa polskiego dążyła do narodowej asymilacji mniejszości, które doświadczały dyskryminacji we wszystkich sferach życia publicznego. Zjawisko to dotyczyło nie tylko Ukraińców, lecz także innych mniejszości narodowych, takich jak Białorusini, Niemcy czy Żydzi. Chociaż stosunki między zwykłymi obywatelami II Rzeczypospolitej narodowości polskiej i ukraińskiej układały się różnie, to polityka narodowościowa władz państwa polskiego w stosunku do Ukraińców była czysto nacjonalistyczna, a po śmierci marszałka Józefa Piłsudskiego w drugiej połowie lat 30. XX w. częściowo wręcz faszystowska i rasistowska; mimo to II Rzeczpospolita zachowywała podstawowe atrybuty państwa prawa, prawa obywatelskie nie były systemowo łamane, a działacze ukraińscy mieli możliwość propagowania swoich poglądów. Po przegranej przez Zachodnioukraińską Republikę Ludową wojnie część Ukraińców w Polsce zdecydowała się działać środkami pokojowymi na rzecz społeczności ukraińskiej (po 1931 roku UNDO), domagając się od władz polskich m.in. zrealizowania międzynarodowych zobowiązań państwa polskiego, przyjętych w roku 1923 jako warunek zatwierdzenia suwerenności Polski nad Galicją Wschodnią, o stworzeniu autonomicznego statusu tego terytorium (złożonego z województw: lwowskiego, tarnopolskiego i stanisławowskiego) poprzez wdrożenie ustawy o samorządzie wojewódzkim tych województw z 26 września 1922 r., uchwalonej w intencji uzyskania korzystnego dla Polski rozstrzygnięcia mocarstw, nigdy nie uchylonej i nigdy nie wdrożonej w życie w II Rzeczypospolitej (pomimo iż jej postanowienia miały zostać zrealizowane nie później, niż w dwa lata od opublikowania w Dzienniku Ustaw RP), jednak druga część wybrała działalność terrorystyczną i dywersyjną przeciw państwu polskiemu (UWO, później OUN). Działania te w pewien sposób podsycały represje (jak np. pacyfikacja Małopolski Wschodniej w 1930 roku), czy też nacisk polonizacyjny (np. akcja polonizacyjno-rewindykacyjna 1938 roku). Mimo że stosunek Ukraińców do II Rzeczypospolitej był bardzo zróżnicowany: od umiarkowanego niezadowolenia i aspiracji do autonomii po nacjonalizm i antypolskie postawy, niezależnie od afiliacji politycznej czy ideologicznej dominowało negatywne postrzeganie Polski jako zaborcy lub okupanta, co wynikało z polityki polonizacji, braku autonomii, konfliktów granicznych i negatywnych stereotypów. 

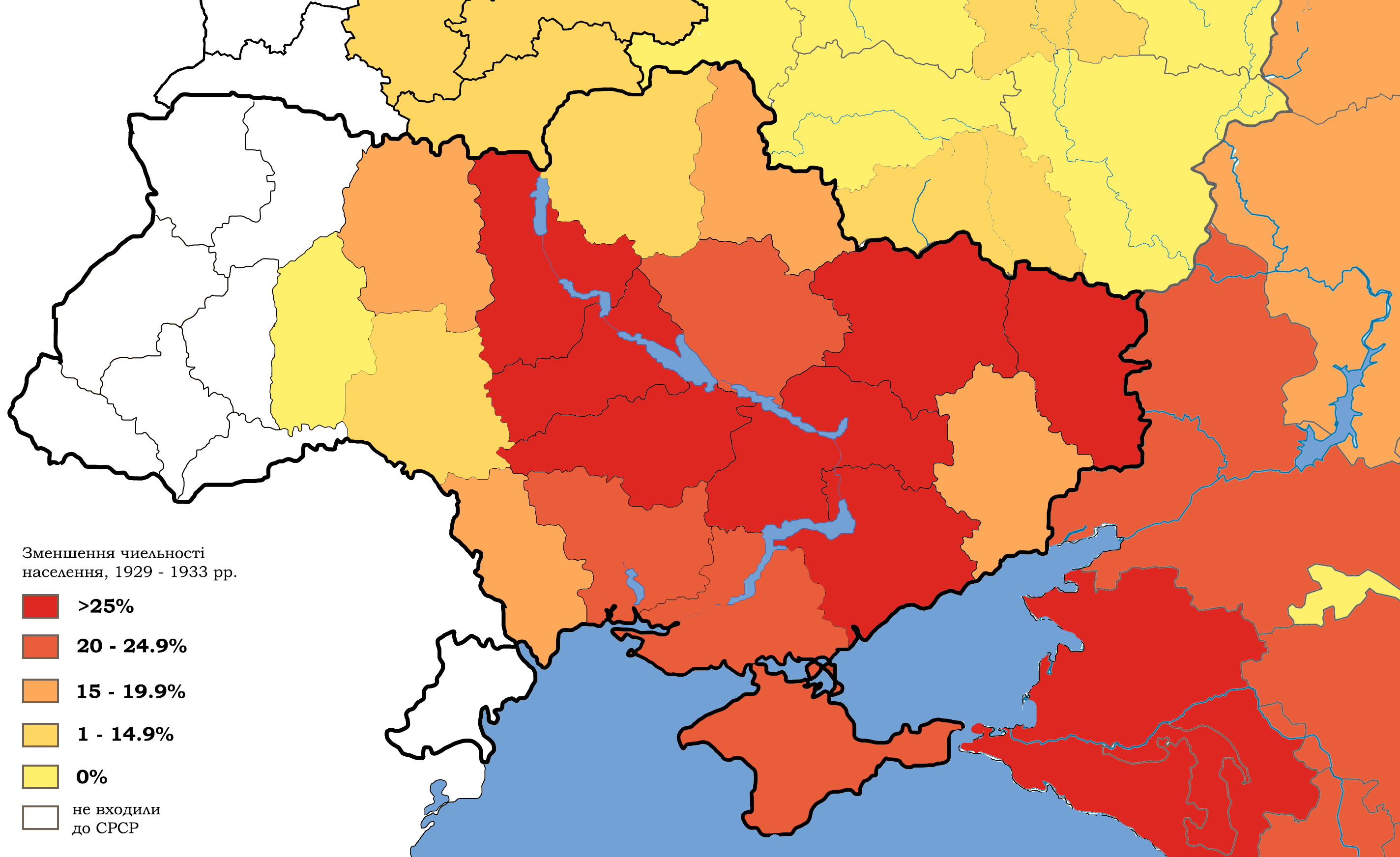
Mapa depopulacji – strat ludzkich w wyniku Wielkiego Głodu

Na Ukrainie sowieckiej w latach 20. prowadzono tzw. politykę ukrainizacji, czyli formę narodowego komunizmu ukraińskiego, zarzuconą w 1929 roku wraz z rozpoczęciem przez WKP(b) pod kierownictwem Stalina polityki przymusowej kolektywizacji. Konsekwencją tej polityki, a szczególnie związanych z nią represji NKWD i Armii Czerwonej, była sprowokowana klęska głodu. Podczas gdy z głodu umierały miliony ludzi, rząd ZSRR eksportował na Zachód odebrane im siłą zboże, sprzedając je wobec wielkiego kryzysu po cenach dumpingowych. Klęska głodu doprowadziła w latach 1932–1933 do śmierci około 6–7 milionów ukraińskich chłopów, z czego minimum 3,3 mln na terytorium Ukraińskiej SRR, zaś terror NKWD z lat 30. zniszczył fizycznie ukraińską inteligencję na terenie USRR.

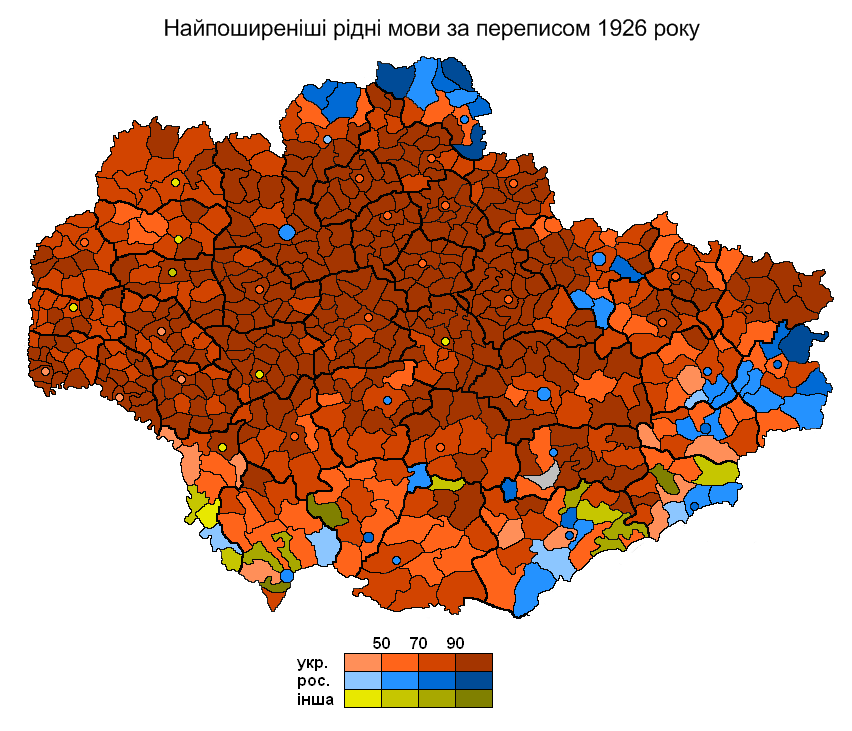
Najbardziej rozpowszechniony język ojczysty w obwodach i miastach Ukraińskiej SRR według spisu powszechnego z 1926 roku

Terror NKWD objął również Polaków w Ukraińskiej SRR. W latach 20. utworzono na terenie USRR Polski Rejon Narodowy im. Juliana Marchlewskiego ze stolicą w Dołbyszu. Został on zlikwidowany w latach 30., a mniejszość polska w ZSRR, w szczególności w USRR (m.in. Podole kamienieckie, Żytomierz), została poddana w latach 30. faktycznej eksterminacji, skierowanej oficjalnie przeciwko Polakom jako całej grupie etnicznej. Podczas samej tylko tzw. operacji polskiej NKWD w latach 1937–1938 zamordowano co najmniej 111 000 Polaków, 28 744 skazano na pobyt w obozach koncentracyjnych struktury GUŁag-u, a kilkaset tysięcy deportowano do Kazachstanu.
W 1934 r. stolicę USRR przeniesiono z Charkowa do Kijowa.

#### II wojna światowa

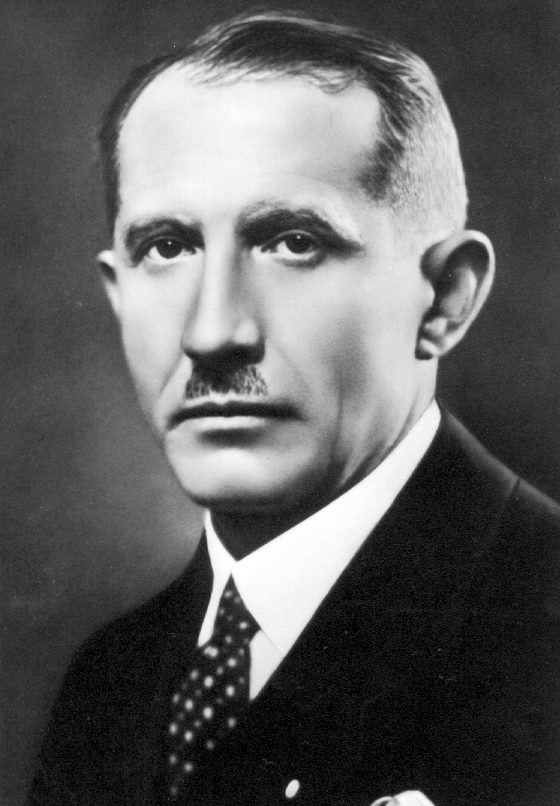
Jewhen Konowalec

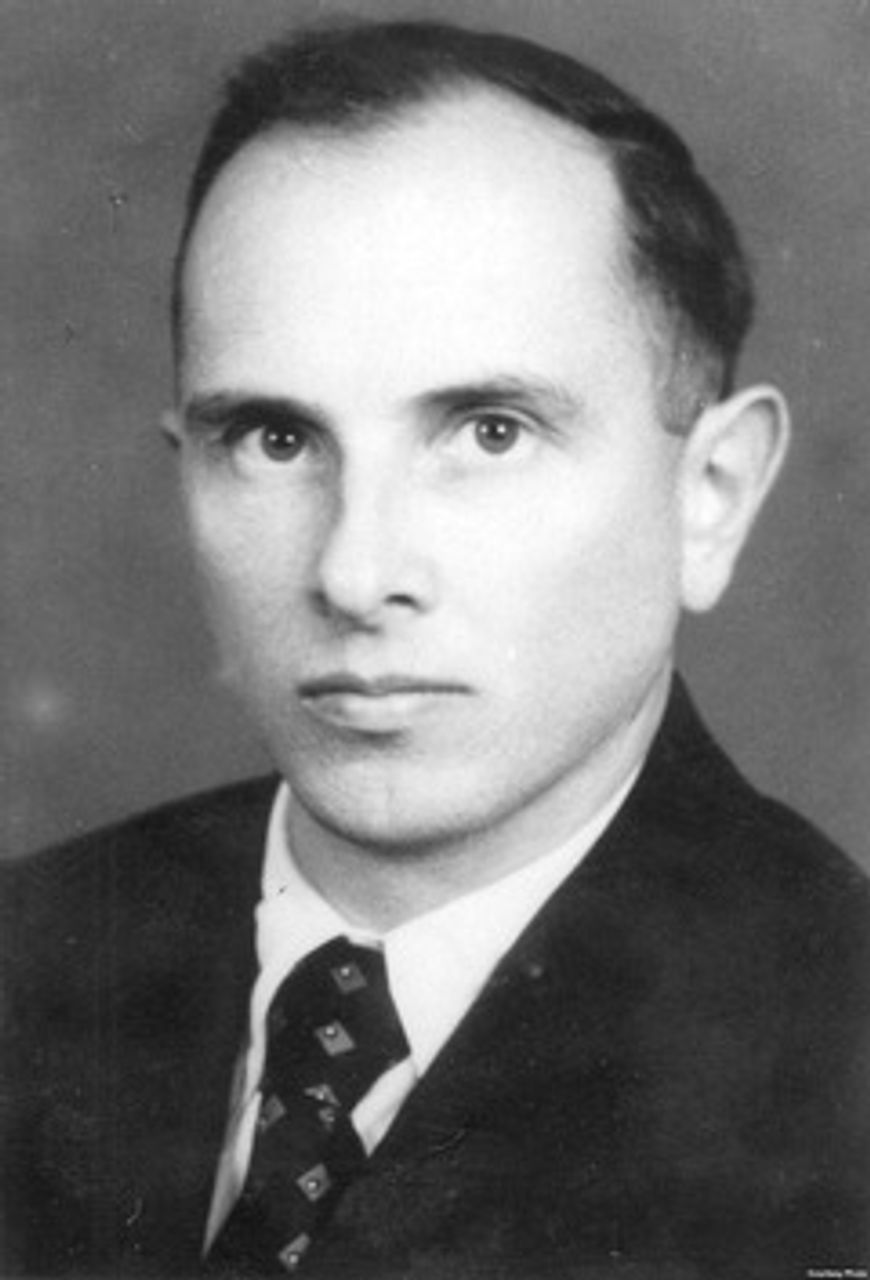
Stepan Bandera

W wyniku paktu Ribbentrop-Mołotow po agresji ZSRR na Polskę 17 września 1939 roku pod okupacją Armii Czerwonej znalazły się tereny polskich województw: stanisławowskiego, tarnopolskiego, wołyńskiego i wschodniej części lwowskiego. Sowieckie władze okupacyjne po przeprowadzeniu pseudowyborów dokonały w październiku 1939 roku formalnej aneksji okupowanych terenów II Rzeczypospolitej. Konsekwencją aneksji było narzucenie mieszkańcom terenów okupowanych obywatelstwa ZSRR oraz rozpoczęcie procesu sowietyzacji terenów okupowanych i systematycznych represji policyjnych NKWD. Ostatnią falą represji było wymordowanie przez NKWD po ataku Niemiec na ZSRR kilkudziesięciu tysięcy więźniów przetrzymywanych w więzieniach na terenach okupowanych, w tym na obszarze Polski anektowanym przez ZSRR. Na terenie USRR największe masakry miały miejsce we Lwowie, Drohobyczu, Czortkowie, Łucku, Równem i wielu innych miejscach.
Po ataku Niemiec na ZSRR 22 czerwca 1941 roku na Ukrainie zginęło i zostało zamordowanych ok. siedmiu milionów ludzi różnej narodowości. OUN-B ogłosiła we Lwowie 30 czerwca 1941 roku akt odnowienia państwa ukraińskiego. Obie frakcje nacjonalistyczne (OUN-B i OUN-M) były gotowe w 1941 roku do współpracy z Niemcami przeciwko ZSRR w celu uzyskania autonomii bądź niepodległości Ukrainy.
Po niepowodzeniu próby ogłoszenia niepodległości OUN-B przeszła do podziemia i utworzyła jesienią 1942 partyzantkę – Ukraińską Powstańczą Armię, która toczyła walkę z partyzantką polską i radziecką oraz niemiecką administracją okupacyjną i niemieckimi siłami policyjnymi, a po okupacji terenów Wołynia i Galicji Wschodniej – z oddziałami Armii Czerwonej i NKWD. UPA w latach 1943–1944 dokonała czystki etnicznej – masowej zbrodni ludobójstwa na polskiej ludności cywilnej na terenie obecnej zachodniej Ukrainy (Wołyń, Galicja Wschodnia). OUN-M była politycznym promotorem powstania w 1943 roku Dywizji SS-Hałyczyna (Galizien).
W 1944 roku Stalin uznał, iż w czasie okupacji niemieckiej Tatarzy krymscy kolaborowali jako naród z III Rzeszą i zadecydował o deportacji całego narodu Tatarów krymskich do Uzbekistanu. Główną akcję wysiedleńczą przeprowadzono 18 maja 1944 roku. W miejsce Tatarów przybyli osadnicy rosyjscy. Wtedy też przeprowadzono wielką akcję zmiany nazw miejscowości na rosyjskie. Była to jedna z wielkich deportacji narodów w ZSRR w latach II wojny światowej (oprócz Tatarów Krymskich objęła m.in. Czeczenów, Inguszy, Kałmuków, a w 1941 roku Niemców Nadwołżańskich). Według Nikity Chruszczowa Stalin rozważał deportację wszystkich Ukraińców na Syberię i odstąpił od tego tylko ze względu na skalę przedsięwzięcia.
Na mocy ustaleń przywódców Wielkiej Brytanii, USA i ZSRR zapadłych na konferencjach wielkiej trójki w Teheranie i Jałcie w 1945 do Ukraińskiej SRR zostały włączone tereny Wołynia i Galicji Wschodniej ze Lwowem, na wschód od tzw. Linii Curzona.
W latach 1944–1949 z USRR do Polski w nowych granicach przymusowo wysiedlono około 790 tysięcy Polaków, w latach 1955–1959 wysiedlono kolejnych 76 tysięcy, natomiast z Polski do USRR wysiedlono około 480 tysięcy Ukraińców.

#### Okres powojenny

Wasyl Stus

W 1946 r. do Ukraińskiej SRR została włączona jako obwód zakarpacki Ruś Zakarpacka. Jednym z przywódców ZSRR został w 1953 roku Nikita Chruszczow, który doprowadził w trzechsetną rocznicę ugody perejasławskiej (1954) do przeniesienia Krymu z jurysdykcji RFSRR do USRR.
Ukraina, obok Rosji i Białorusi, była jedną z trzech republik związkowych ZSRR posiadających prawo głosu w ONZ. Pod koniec lat 50., wskutek odwilży, odrodził się ruch niepodległościowy.
26 kwietnia 1986 r. w ukraińskiej elektrowni atomowej w Czarnobylu doszło do jednej z największych na świecie katastrof atomowych.
12 lutego 1991 r., tuż przed rozwiązaniem ZSRR, na obszarze Ukrainy utworzono Krymską ASRR.

### Niepodległa Ukraina

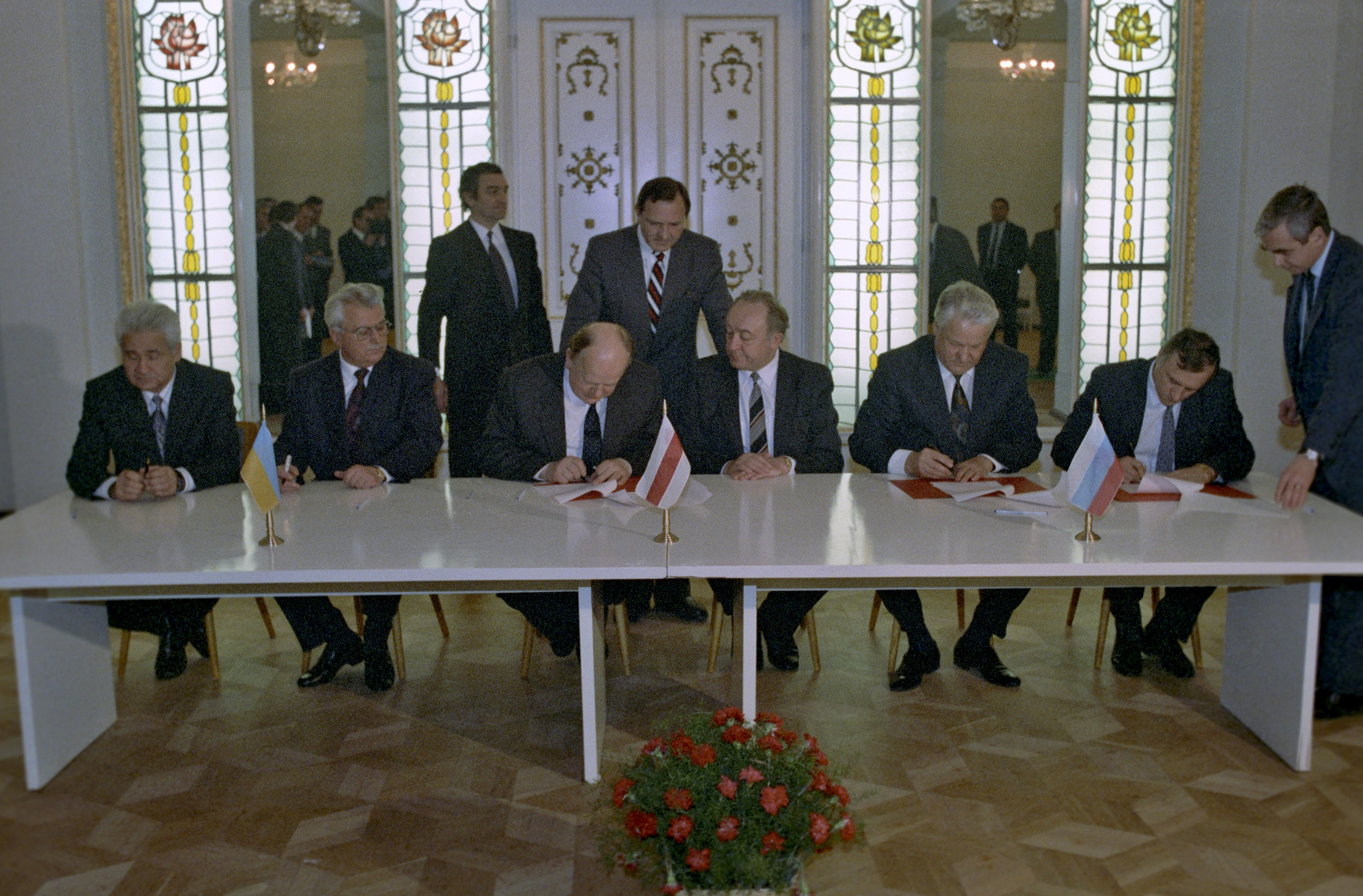
Podpisanie Porozumienia o Likwidacji ZSRR i założeniu WNP

16 lipca 1990 roku ukraiński parlament przyjął Deklarację suwerenności państwowej Ukrainy. Ustaliło to zasady samostanowienia, demokracji, niezależności i pierwszeństwa prawa ukraińskiego nad prawem sowieckim. 24 sierpnia 1991 parlament przyjął deklarację niepodległości. Referendum i pierwsze wybory prezydenckie odbyły się 1 grudnia 1991 roku. Ponad 90% głosujących poparło niepodległość Ukrainy, a pierwszym prezydentem został wybrany Łeonid Krawczuk. 8 grudnia 1991 roku zawarto układ białowieski. Traktat ten głosił, że ZSRR jako podmiot prawa międzynarodowego i byt geopolityczny przestał istnieć, a powstałe w jego miejsce suwerenne kraje powołują Wspólnotę Niepodległych Państw. Układ podpisali: ze strony Ukrainy – Łeonid Krawczuk, ze strony Rosji – Borys Jelcyn, a ze strony Białorusi – Stanisłau Szuszkiewicz.
W 1994 roku wybory prezydenckie wygrywa Łeonid Kuczma. Dwa lata później przyjęto nową konstytucję i wprowadzono do obiegu hrywnę. Kuczma został ponownie wybrany na urząd prezydenta w 1999 roku. W 2002 roku wybory parlamentarne wygrało Blok Nasza Ukraina, ugrupowanie Wiktora Juszczenki.

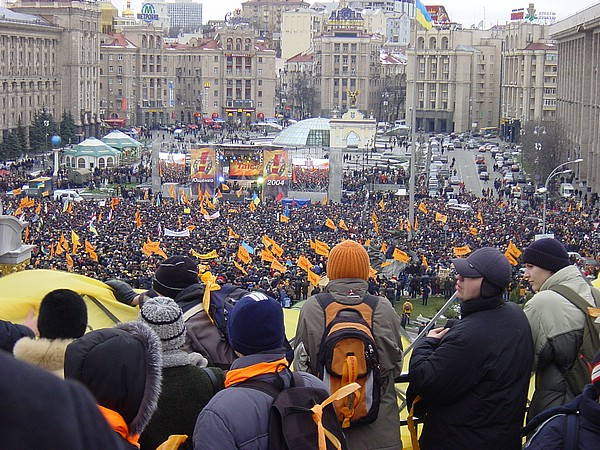
Protestujący na Placu Niepodległości w pierwszym dniu pomarańczowej rewolucji

W 2004 roku zwycięzcą wyborów prezydenckich ogłoszono Wiktora Janukowycza. Wyniki spowodowały publiczne protesty osób popierających Wiktora Juszczenkę. Ostatecznie urząd prezydenta objął Wiktor Juszczenko. W wyborach parlamentarnych w 2006 roku zwycięstwo odniosła Partia Regionów. Premierem zostaje Wiktor Janukowicz. Konflikt między prezydentem a premierem i kryzys polityczny zakończył się przedterminowymi wyborami. Na czele rządu stanęła Julia Tymoszenko. W 2008 roku doszło do kolejnego kryzysu politycznego.
Wybory prezydenckie w 2010 roku zwyciężył Wiktor Janukowycz. Rząd Tymoszenko został zdymisjonowany, a nowym premierem zostaje Mykoła Azarow.

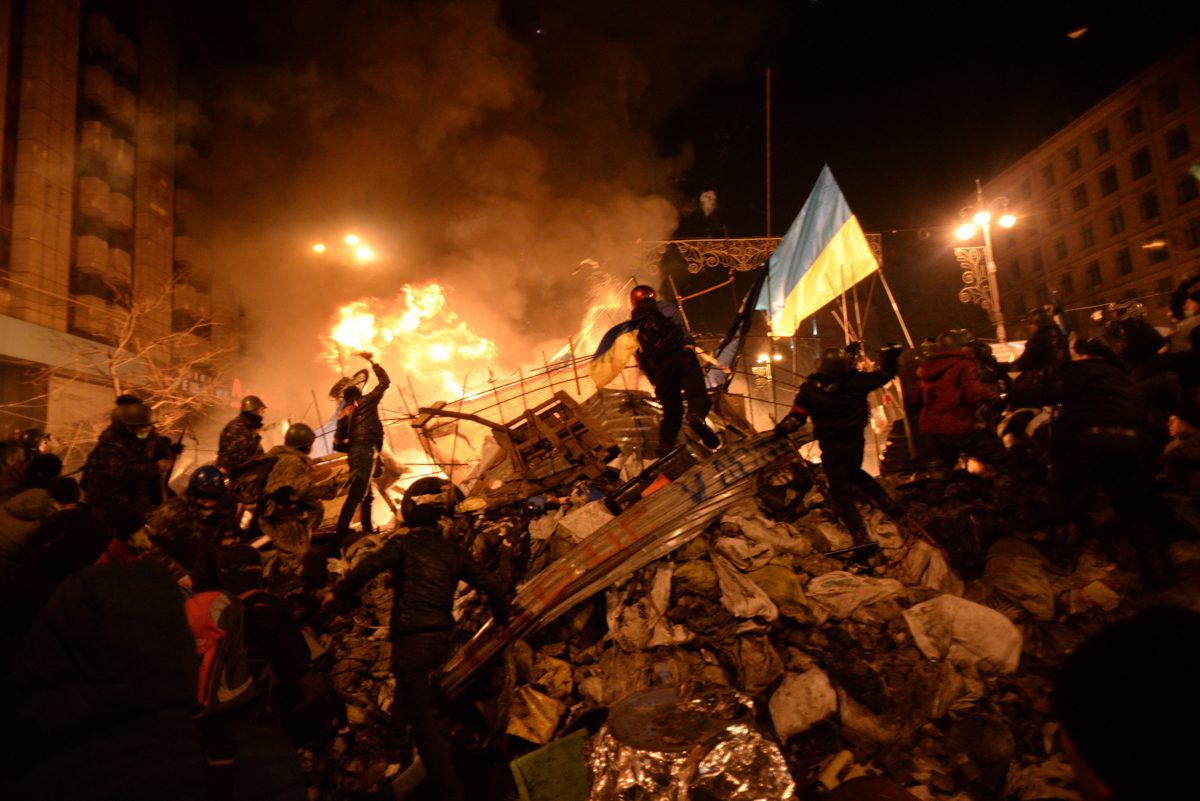
Protesty na Placu Niepodległości w Kijowie, 18 lutego 2014 roku

30 marca 2012 roku zostało zaplanowane podpisanie umowy stowarzyszeniowej z Unią Europejską podczas szczytu Partnerstwa Wschodniego. 21 listopada 2013 roku Prezydent Ukrainy Wiktor Janukowycz odłożył podpisanie umowy stowarzyszeniowej z Unią Europejską i prowadził politykę zbliżenia z Rosją, co zapoczątkowało protesty zwolenników integracji z UE. Podczas Euromajdanu przez Ukrainę przeszła fala protestów, co w ostateczności doprowadziło do obalenia rządu Mykoły Azarowa, a następnie prezydenta Wiktora Janukowycza.
Po obaleniu prezydenta Janukowycza i rządu Azarowa po nieuznawanym przez rząd Arsenija Jaceniuka referendum rząd krymski jednostronnie ogłosił niepodległość, a następnie został wcielony do Rosji. Na wschodzie Ukrainy separatyści, którzy wzniecili powstanie przeciwko ukonstytuowanym w lutym 2014 nowym władzom kijowskim, ogłosili suwerenność samozwańczej Donieckiej Republiki Ludowej i Ługańskiej Republiki Ludowej, które militarnie wspierane były przez Federację Rosyjską.
25 maja 2014 roku w przedterminowych wyborach prezydenckich na prezydenta Ukrainy zostaje wybrany Petro Poroszenko. 27 czerwca podpisuje umowę stowarzyszeniową Ukrainy z Unią Europejską, która została ratyfikowana pod koniec roku.
1 stycznia 2016 roku Ukraina przystąpiła do DCFTA, której celem jest modernizacja i rozwój gospodarki Ukrainy, sprawowanie rządów i praworządności zgodnie ze standardami UE oraz stopniowe zwiększanie integracji z rynkiem wewnętrznym UE. 11 maja 2017 Unia Europejska zatwierdziła ruch bezwizowy dla obywateli ukraińskich, który wszedł w życie 11 czerwca. Ukraińcy zostali uprawnieni do podróży do strefy Schengen w celach turystycznych, rodzinnych i biznesowych, przy czym jedynym wymaganym dokumentem jest paszport biometryczny.
26 listopada 2018 prezydent Ukrainy Petro Poroszenko podpisał dekret o wprowadzeniu stanu wojennego na okres 60 dni. Tego samego dnia został on zatwierdzony przez Radę Najwyższą Ukrainy.

### Inwazja Rosji na Ukrainę
24 lutego 2022 o godzinie 5:55 czasu moskiewskiego prezydent Rosji Władimir Putin ogłosił, że podjął decyzję o rozpoczęciu operacji wojskowej na Ukrainie. O godz. 5:00 czasu lokalnego (4:00 czasu polskiego) rozpoczęła się inwazja Rosji na Ukrainę. Tego samego dnia prezydent Ukrainy Wołodymyr Zełenski podpisał dekret o wprowadzeniu stanu wojennego na okres 30 dni w związku z militarną agresją Rosji. Późnym wieczorem podpisał także dekret o powszechnej mobilizacji.

## Symbole państwowe
Flagą Ukrainy jest prostokąt podzielony na dwa poziome pasy: niebieski i żółty.
Oficjalnym godłem Ukrainy jest Tryzub (Trójząb), który pojawił się po raz pierwszy na monetach bitych przez Włodzimierza I Wielkiego. Godło występuje w odmianie małej jako herb państwowy. Znane są także projekty tzw. odmiany wielkiej herbu. Projekty te jednak jeszcze nie zostały oficjalnie zatwierdzone.

## Ustrój polityczny
Od proklamowania niepodległości 24 sierpnia 1991 roku Ukraina jest republiką parlamentarną. 8 grudnia 1991 roku wraz z Federacją Rosyjską i Białorusią podpisała porozumienie o utworzeniu Wspólnoty Niepodległych Państw. Zgodnie z konstytucją uchwaloną w czerwcu 1996 roku przez Radę Najwyższą głową państwa jest prezydent wybierany w głosowaniu powszechnym na 5-letnią kadencję. Najwyższym organem władzy państwowej jest jednoizbowy parlament – Rada Najwyższa Ukrainy, w której skład wchodzi 450 deputowanych wybieranych w wyborach powszechnych na 5 lat (od 2006 roku, wcześniej kadencja trwała 4 lata). Organem władzy wykonawczej jest rząd (Gabinet Ministrów), na którego czele stoi premier powoływany przez Radę Najwyższą na wniosek prezydenta. Na mocy konstytucji rząd jest podporządkowany bezpośrednio prezydentowi. 1 stycznia 2006 roku nabrała mocy prawnej nowa redakcja Konstytucji Ukrainy, która część uprawnień prezydenta przeniosła na rząd, zbliżając system władzy do polskiego, jednak nadal z mocniejszą pozycją głowy państwa. Niejednoznaczne, nieprzemyślane, a miejscami wzajemnie sprzeczne mechanizmy ustrojowe doprowadziły w następnych latach do sporów kompetencyjnych, a w rezultacie niemal do paraliżu ukraińskich instytucji państwowych. 1 października 2010 roku Trybunał Konstytucyjny orzekł, że zmiany w konstytucji z 2004 roku odbyły się z naruszeniem obwiązującego porządku prawnego i tym samym przywrócił Konstytucję z 1996 roku. 21 lutego 2014 Rada Najwyższa Ukrainy w trybie ustawy przywróciła moc obowiązującą postanowień konstytucji z 2004 roku. Ustawa weszła w życie 22 lutego 2014 po promulgacji.

### Scena polityczna

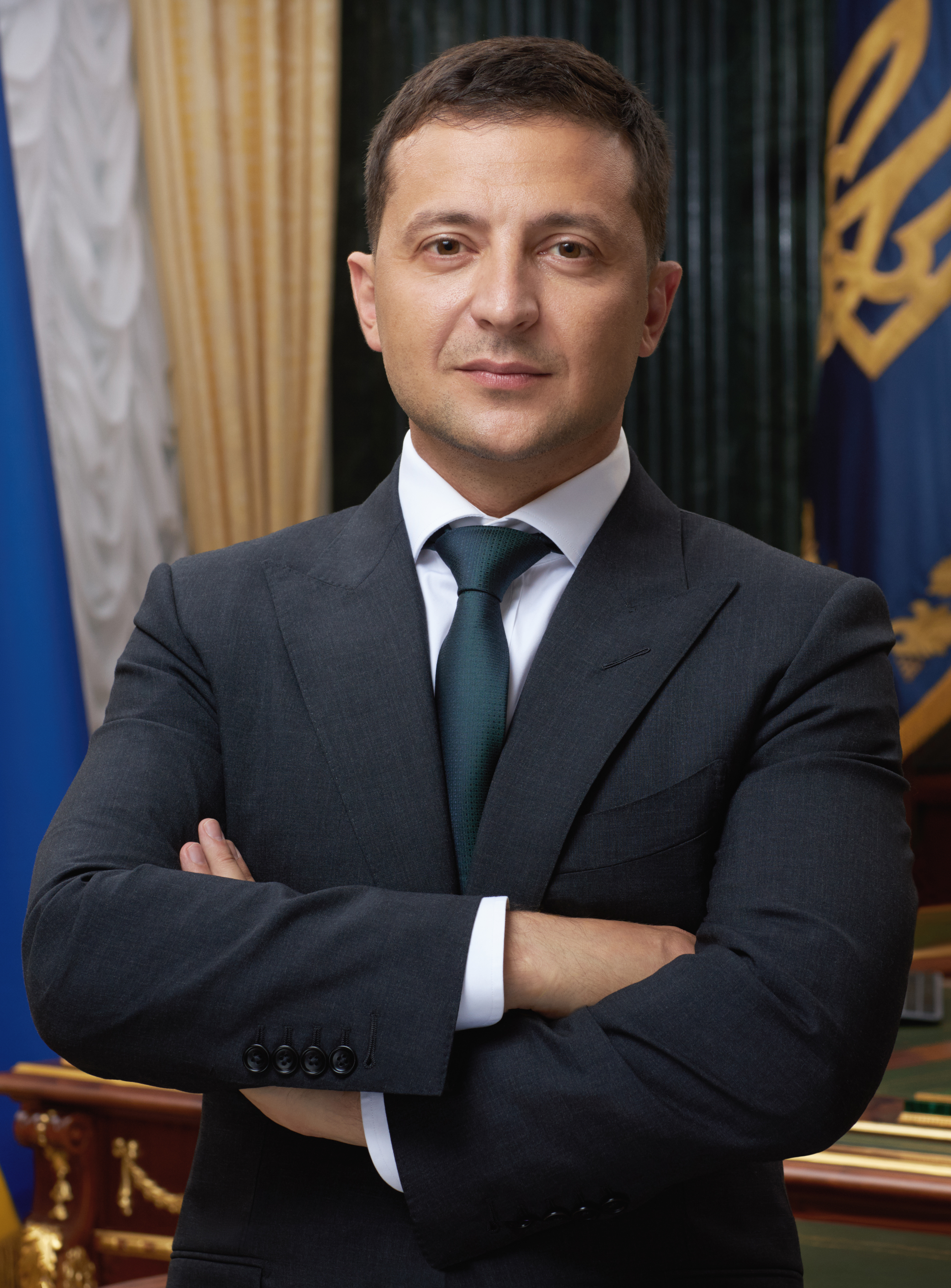
Wołodymyr Zełenski

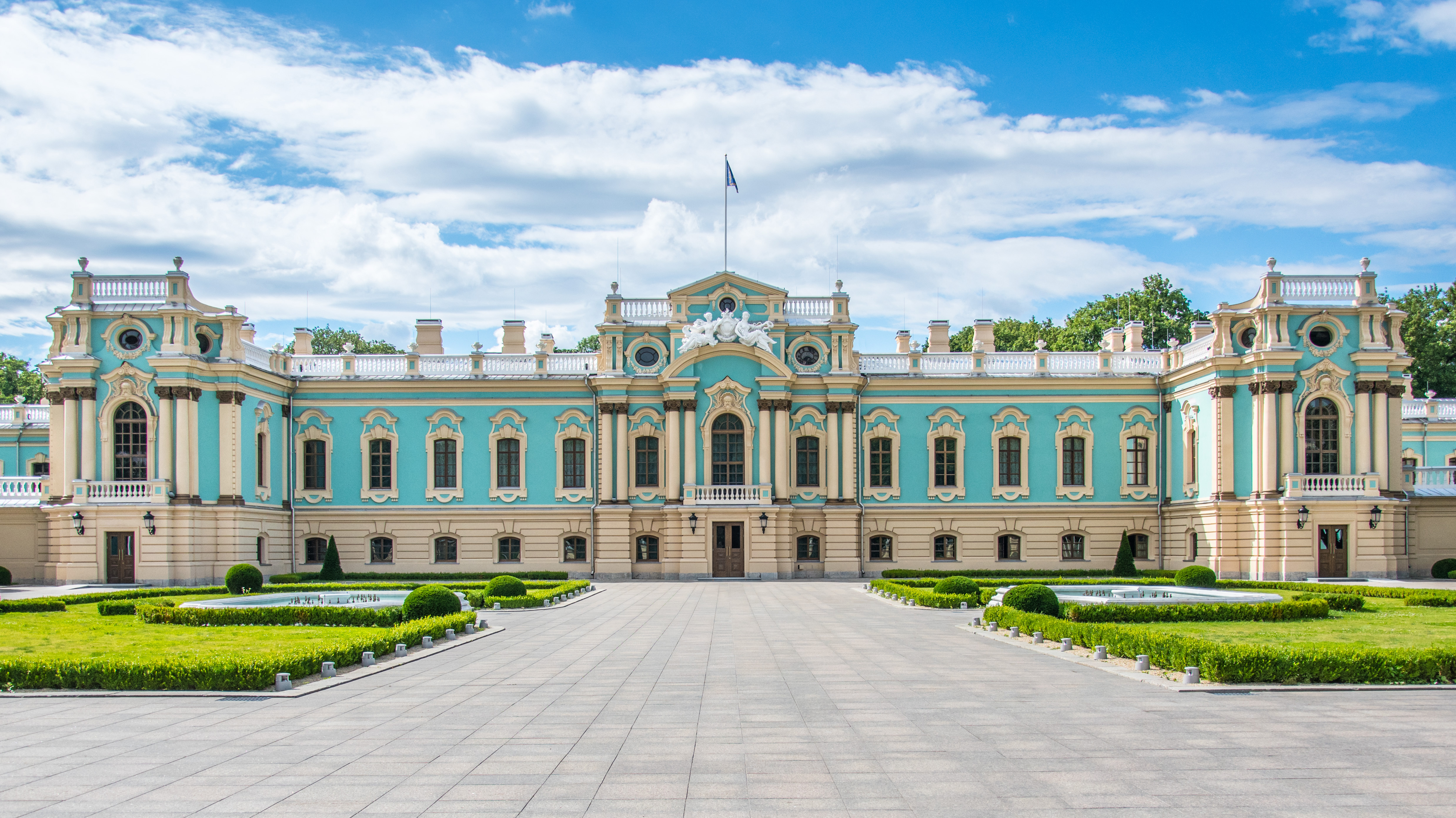
Pałac Maryński w Kijowie, siedziba Prezydenta

Proces kształtowania się sceny partyjnej na Ukrainie można podzielić na kilka etapów:
- Etap przedpartyjny – obejmuje lata funkcjonowania ZSRR. Jest to okres, w którym pojawiły się pierwsze inicjatywy społeczne o charakterze demokratycznym. Rok 1987 przyniósł protesty w gronie ukraińskiej inteligencji. Domagano się m.in. obowiązkowego nauczania języka ukraińskiego w szkołach i protestowano przeciwko zrusyfikowanym nazwom miejscowości. Etap ten charakteryzuje się powstaniem wielu formalnych proreformatorskich organizacji i stowarzyszeń, a także utworzeniem Ruchu na rzecz Przebudowy, który był najpopularniejszą i najsilniejszą organizacją opozycyjną, gromadzącą bardzo szerokie spektrum ideowe.
- Etap wielopartyjności – dla tego etapu najważniejsze są dwa wydarzenia. Pierwszym z nich jest przyjęcie w październiku 1989 r. przez Radę Najwyższą decyzji o bezpośrednich wyborach do rad wszystkich szczebli. Drugim jest ogłoszenie niepodległości przez Ukrainę 24 sierpnia 1991 r. Zdemokratyzowana ordynacja wyborcza otwierała drzwi dla opozycji do legalnego przejęcia władzy.
- Etap postkomunistyczny – to okres od ogłoszenia niepodległości do pierwszych wolnych wyborów w roku 1994. Cechuje go przede wszystkim kryzys tworzącego się systemu partyjnego spowodowany delegalizacją Komunistycznej Partii Ukrainy. Jej likwidacja spowodowała chaos, gdyż zniknął głęboki podział na komunistów i opozycję. Etap ten wyróżnił się także powstaniem znacznej liczby nowych partii. Chociaż partii politycznych było kilkadziesiąt, to żadna z nich nie miała ani poziomu liczebności umożliwiającego utworzenie skutecznych organizacji partyjnych w terenie, ani poziomu popularności umożliwiającego chociaż połowie potencjalnych wyborców znać partie i rozróżniać je między sobą, ani też poziomu wpływu pozwalającego frakcjom w parlamencie lub w lokalnych organach przedstawicielskich wpływać na tworzenie rządu lub struktur wykonawczych w terenie.
- Etap strukturyzacji – rozpoczął się wyborami, które odbyły się 27 marca 1994 r. Przeprowadzone zostały według ordynacji większościowej, która nie sprzyjała tworzeniu stabilnej sceny politycznej.

### Organizacja państwa
Głową państwa jest Prezydent Ukrainy. Władzę wykonawczą na Ukrainie sprawuje Rząd Ukrainy z premierem na czele, natomiast władzę ustawodawczą – parlament Ukrainy z przewodniczącym Rady na czele.
W Republice Autonomicznej Krymu działają dodatkowo Rada Najwyższa Republiki Autonomicznej Krymu i rząd Republiki Autonomicznej Krymu.
W niższych jednostkach administracyjnych (obwody, miasta wydzielone) władze dzielą się na państwowe (obwodowa administracja państwowa, ukr. oбласна державна адміністрація, ОДА) i samorządowe (rada obwodowa, ukr. oбласнa рада). Taki sam podział występuje w rejonach.

### Podział administracyjny
Terytorium Ukrainy w I rzędzie dzieli się na 24 obwody (ukr. область – oblast’), 2 miasta wydzielone (Kijów i Sewastopol) oraz 1 republikę autonomiczną (Republikę Autonomiczną Krymu) mającą własną konstytucję i rząd (Sewastopol i Republika Autonomiczna Krymu znajdują się poza administracją ukraińską, w 2014 zostały zaanektowane przez Rosję jako miasto wydzielone i Republika Krymu). W II rzędzie Ukraina dzieli się na 136 rejonów (ukr. pайон – rajon) oraz 14 rejonów i 11 miast wydzielonych w ramach Autonomicznej Republiki Krymu. W III rzędzie Ukraina jest podzielona na 1469 terytorialnych hromad, utworzonych na podstawie reformy decentralizacyjnej w 2020 r.

### Samorząd
Od 2014 roku na Ukrainie trwa proces decentralizacji władzy, rozpoczęty zaproponowaną, a następnie przyjętą przez Gabinet Ministrów Koncepcją reformy miejscowego samorządu i terytorialnej organizacji władzy w Ukrainie. Zgodnie z nią, Ukraina otrzymała nowy, trójstopniowy podział administracyjny, a najmniejsza jednostka samorządowa otrzymała nazwę hromada. Jednocześnie zredukowano liczbę rejonów z 490 do 136. Wybory do rad wiejskich, sełyszcznych i miejskich odbyły się we wrześniu 2020 roku. Samorządy otrzymały większość z podatku od dochodów osób fizycznych, natomiast przekazany im spadek w postaci znacznej ilości szkół, placówek medycznych i zakładów kultury wymaga optymizacji.

## Siły zbrojne
Siły Zbrojne Ukrainy (ukr. Збройні сили України (ЗСУ), Zbrojni Syły Ukrajiny (ZSU)) powstały wraz z ogłoszeniem niepodległości Ukrainy w 1991 roku. Składają się z następujących rodzajów sił zbrojnych:
- wojsk lądowych,
- sił powietrznych,
- marynarki wojennej.

## Demografia
| (2018)                                                                  | (2018)                                             |
| ----------------------------------------------------------------------- | -------------------------------------------------- |
| Liczba ludności                                                         | 37 289 000                                         |
| Ludność według wieku (dane z 2010)                                      |                                                    |
| 0–14 lat                                                                | 13,8% (chłopcy: 3 238 280, dziewczęta: 3 066 594)  |
| 15–64 lat                                                               | 70,3% (mężczyźni: 15 399 488, kobiety: 16 742 612) |
| Ponad 65 lat                                                            | 15,9% (mężczyźni: 2 422 311, kobiety: 4 831 110)   |
| Wiek (mediana, dane z 2010)                                             |                                                    |
| W całej populacji                                                       | 39,7 lat                                           |
| Mężczyzn                                                                | 36,5 lat                                           |
| Kobiet                                                                  | 42,9 lat                                           |
| Przyrost naturalny                                                      | –0,619%                                            |
| Współczynnik urodzeń                                                    | 9,62/1000 mieszkańców                              |
| Współczynnik zgonów                                                     | 15,7/1000 mieszkańców                              |
| Współczynnik migracji                                                   | –0,1 migrantów/1000 mieszkańców                    |
| Ukraińcy na Ukrainie – kryterium deklarowanego języka ojczystego (2001) |                                                    |
| Ukraińcy na Ukrainie – kryterium deklarowanej narodowości (2001)        |                                                    |
| Procentowy rozkład ludności rosyjskojęzycznej (2001)                    |                                                    |
| Ludność według płci (mężczyzn/kobietę)                                  |                                                    |
| Przy narodzeniu                                                         | 1,065                                              |
| Poniżej 15 lat                                                          | 1,06                                               |
| 15–64 lat                                                               | 0,92                                               |
| Powyżej 65 lat                                                          | 0,49                                               |
| W całej populacji                                                       | 0,85                                               |
| Umieralność noworodków (śmiertelnych/1000 żywych)                       |                                                    |
| W całej populacji                                                       | 8,73                                               |
| Płci męskiej                                                            | 10,95                                              |
| Płci żeńskiej                                                           | 6,38                                               |
| Oczekiwana długość życia                                                |                                                    |
| W całej populacji                                                       | 68,46 lat                                          |
| Mężczyzn                                                                | 62,56 lat                                          |
| Kobiet                                                                  | 74,74 lat                                          |
| Rozrodczość                                                             | 1,27 urodzin/kobietę                               |
| Współczynnik dorosłych z HIV/AIDS                                       | 1,6% (2007)                                        |
| Liczba dorosłych z HIV/AIDS                                             | 440 000 (2007)                                     |
| Liczba zmarłych na HIV/AIDS                                             | 19 000 (2007)                                      |
| Ludność miejska                                                         | 68%                                                |

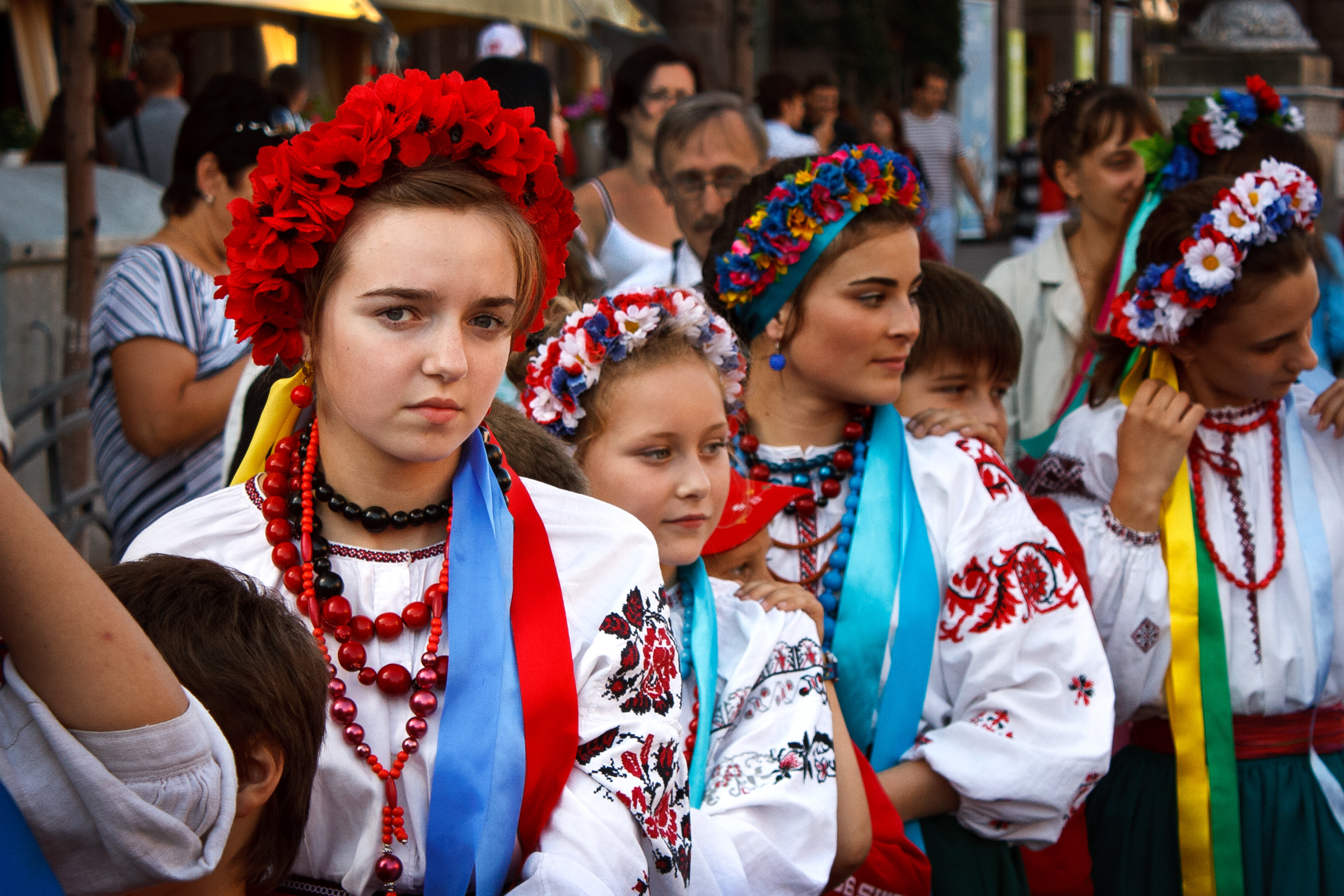
Ukraińskie dziewczyny w tradycyjnych strojach

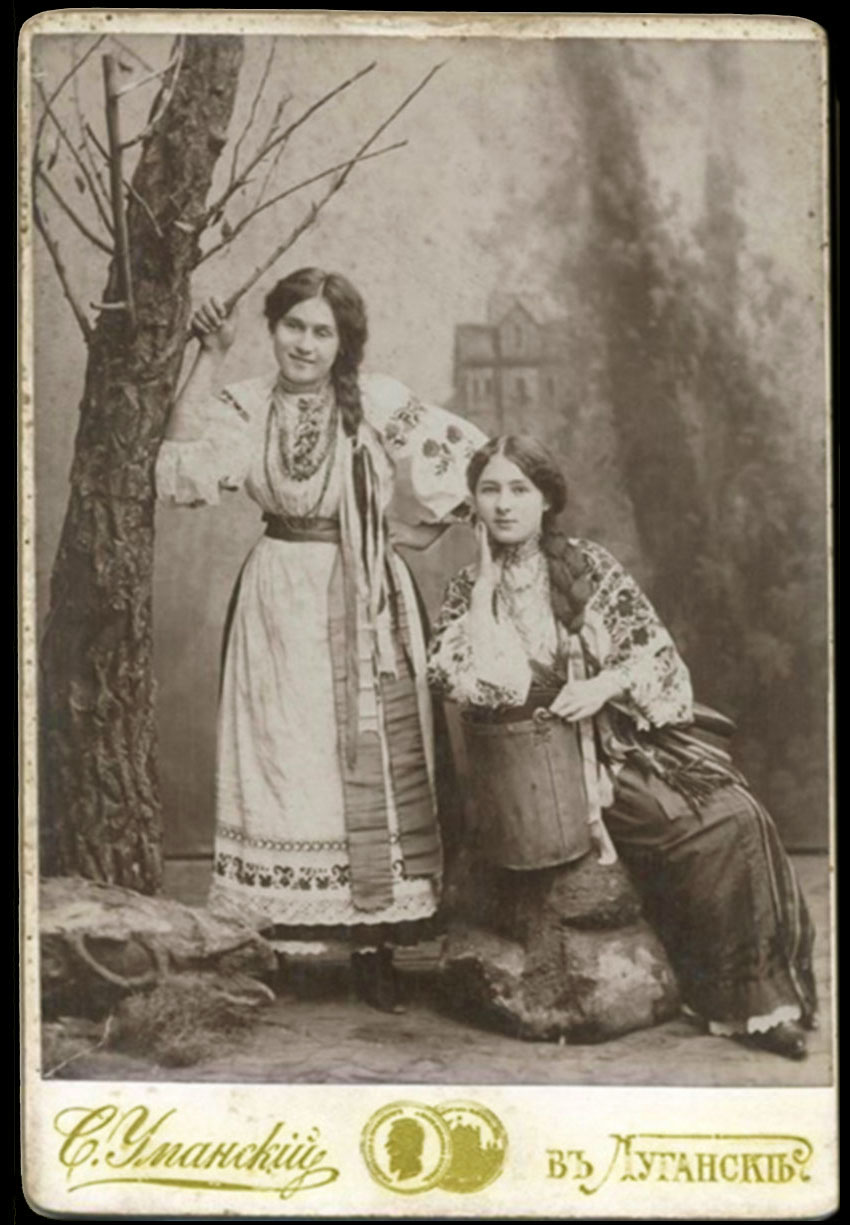
Ukrainki z Ługańska w ukraińskich strojach ludowych, 1900

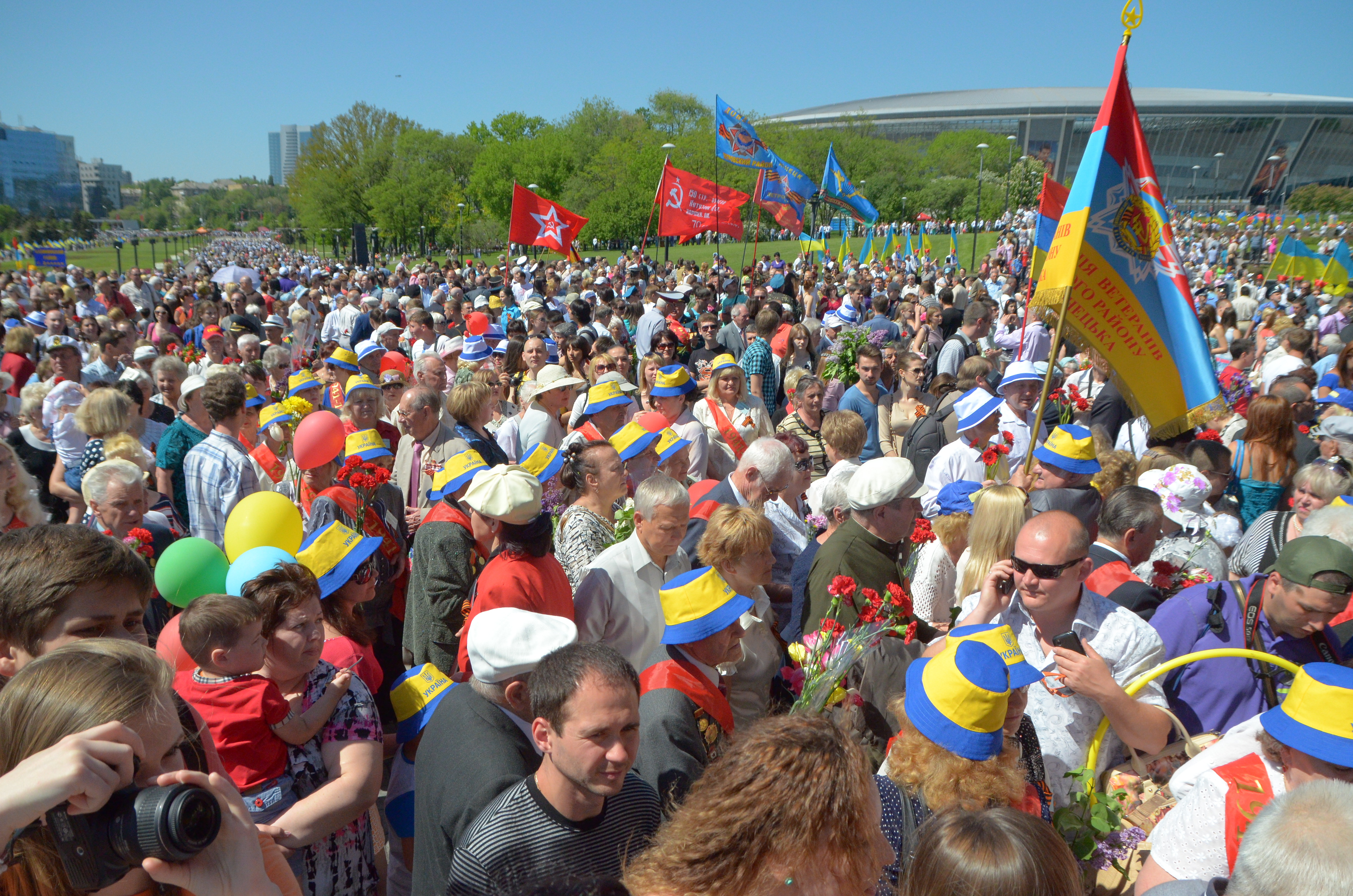
Dzień Zwycięstwa w Doniecku, 2013

Agresja Rosji na Ukrainę spowodowała, że zaostrzeniu uległ kryzys demograficzny w kraju. Poza granice wyjechało około 8 milionów obywateli, a zwłaszcza wiele matek z dziećmi, 3/4 pracujących, połowa z wykształceniem wyższym. Połączenie dużej liczby ofiar wśród mężczyzn, niejasnych perspektyw powrotu uchodźców i zmiany planów prokreacyjnych przyczynia się do depopulacji kraju tak, że w 2030 roku populacja tego kraju może być jedną z najstarszych w Europie i dodatkowo z wysokim odsetkiem osób schorowanych, inwalidów, cierpiących na zespół stresu pourazowego czy depresję. Utrata w ciągu 30 lat pozycji jednego z liderów wśród krajów Europy pod względem liczby ludności spowoduje najprawdopodobniej zahamowanie rozwoju i powojennej odbudowy.

### Narodowości
Narodowości (2001):
- Ukraińcy – 77,8%
- Rosjanie – 17,3%
- Białorusini – 0,6%
- Mołdawianie – 0,5%
- Tatarzy krymscy – 0,5%
- Bułgarzy – 0,4%
- Polacy – 0,3%
- Węgrzy – 0,3%
- Żydzi – 0,2%
- pozostali – 2,4%

W wyniku sowieckiej polityki narodowościowej w latach 1959-1989 odsetek etnicznych Ukraińców na Ukrainie zmniejszył się z 76,81% do 72,73%, podczas gdy odsetek etnicznych Rosjan wzrósł z 16,94% do 22,07%.

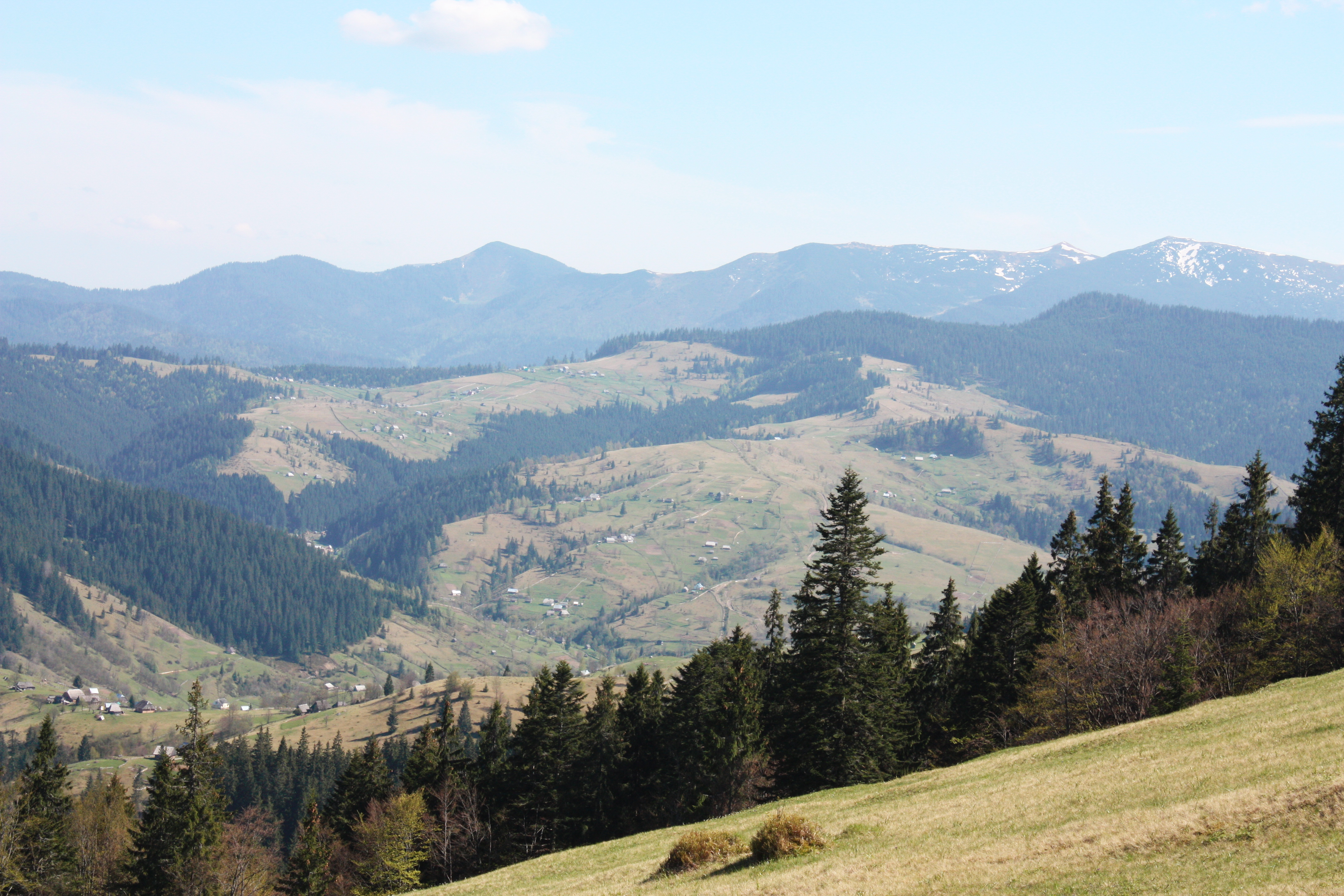
Zakarpacie

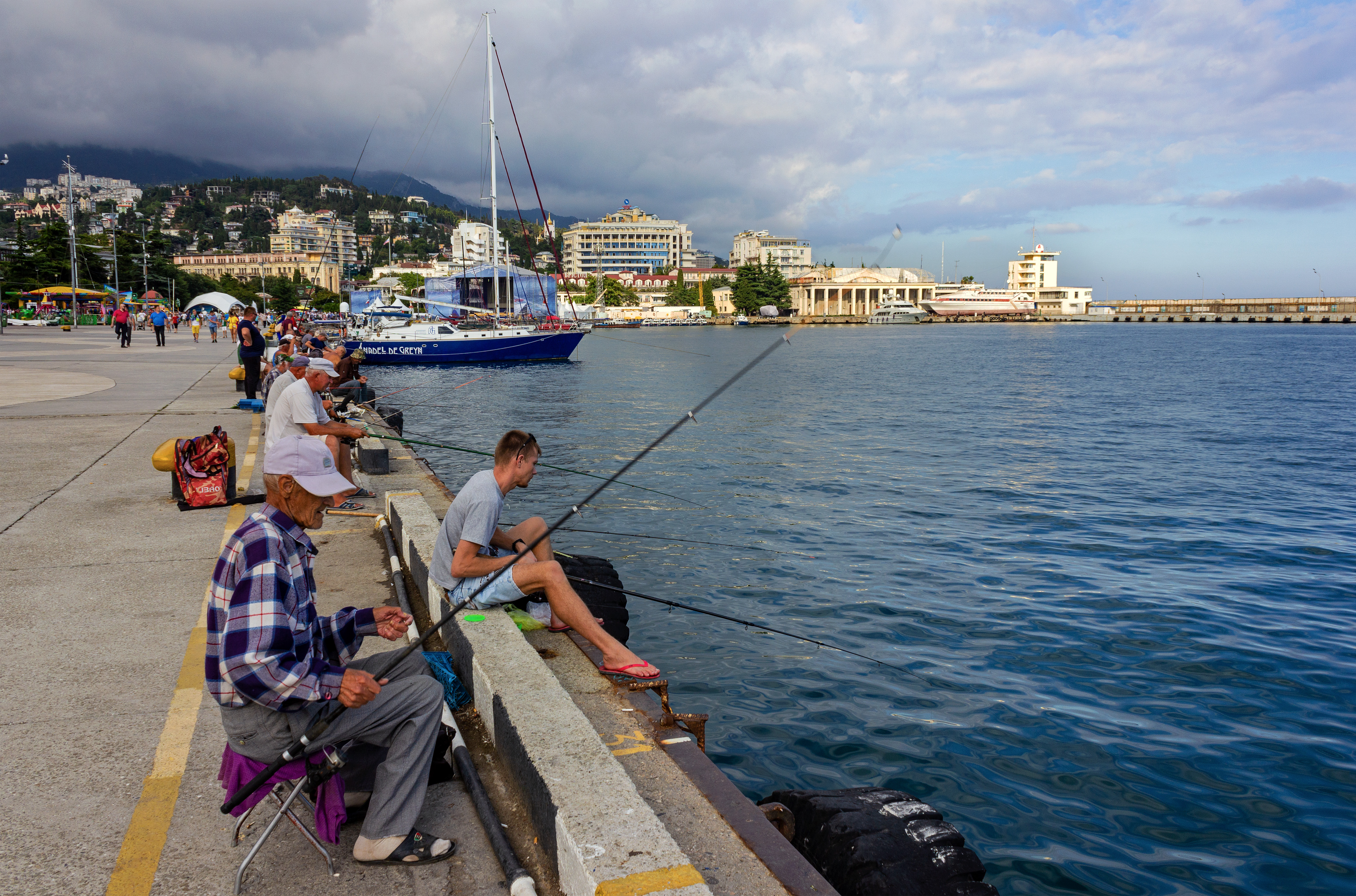
Jałta

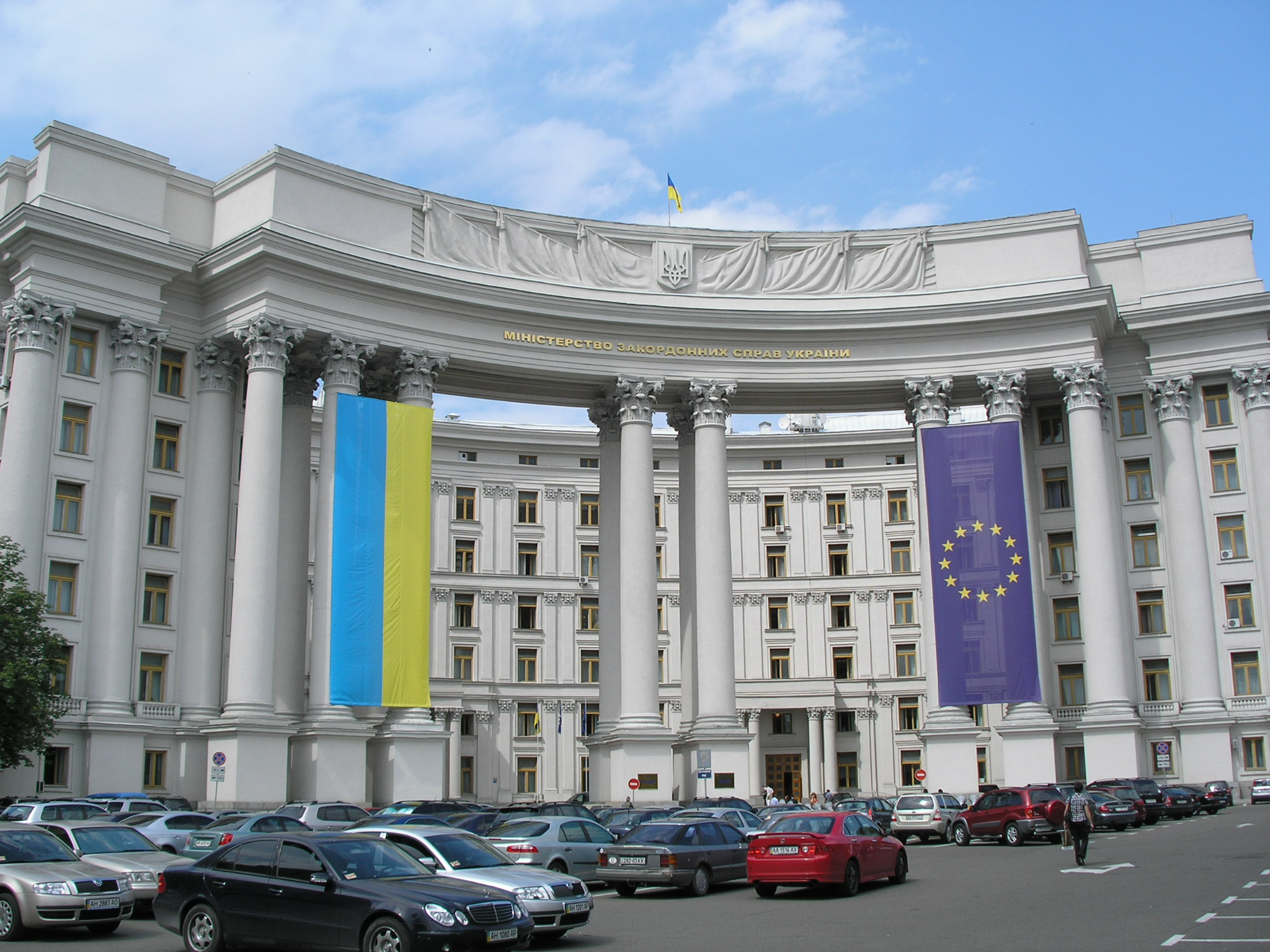
Kijów, Ministerstwo Spraw Zagranicznych

### Języki
Rusyfikacja Ukrainy, która przybrała szczególnie dużą skalę po zakończeniu II wojny światowej, doprowadziła do znacznego spadku udziału ludności ukraińskojęzycznej na Ukrainie, zwłaszcza w jej zurbanizowanych obwodach południowych i wschodnich oraz, w mniejszym stopniu, w obwodach centralnych. Odsetek ludności ukraińskojęzycznej wzrósł tylko w niektórych zachodnich obwodach. 78% mieszkańców deklaruje narodowość ukraińską, ale tylko 67% respondentów deklaruje, że posługuje się językiem ukraińskim, choć odsetek ten zwiększa się od momentu ogłoszenia niepodległości.
Język ukraiński dominuje w życiu codziennym zachodniej części kraju, a na Ukrainie środkowej oraz w stołecznym Kijowie jest on używany równolegle wraz z rosyjskim. Z kolei wśród ludności miejskiej Ukrainy wschodniej, południowej oraz Krymu wyraźnie przeważa język rosyjski. Na całym obszarze współczesnego państwa aż prawie 30% obywateli Ukrainy posługuje się językiem rosyjskim, jako swoim ojczystym. Podczas m.in. kryzysu krymskiego wśród ludności rosyjskojęzycznej wystąpiły tendencje separatystyczne.
Ludność południowo-wschodniej Ukrainy pozostaje zrusyfikowana, dominuje wśród niej przeświadczenie, iż Ukraińcy i Rosjanie są częścią jednej wspólnoty cywilizacyjnej, a w interesie obu narodów leży ścisła współpraca. Potwierdza to przeprowadzony w marcu 2011 przez Research & Branding Group sondaż według którego aż 47% Ukraińców chciałaby pozostania w strukturach Związku Radzieckiego, 43% uważa, że upadek ZSRR był największą geopolityczną katastrofą XX wieku, a 54% wskazuje, że zmianą na lepsze byłby powrót ZSRR (tylko co trzecia osoba wskazała odwrotnie). Mieszkańcy Ukrainy środkowej a zwłaszcza zachodniej podkreślają w zdecydowanie większym stopniu swoją odrębność kulturowo-cywilizacyjną od Rosjan. Silne są wśród nich tendencje proeuropejskie, ale także nacjonalistyczne.
Inwazja Rosji na Ukrainę wywołała nowy wzrost zainteresowania ukraińskim językiem, kulturą i historią w ukraińskim społeczeństwie, jednocześnie zwiększając odrzucenie, a czasem wrogość wobec języka rosyjskiego. Poparcie dla uczynienia języka rosyjskiego językiem urzędowym w całej Ukrainie lub w jej części osiągnęło najniższy poziom od czasu uzyskania przez Ukrainę niepodległości w 1991 roku.
Jednocześnie Rosja prowadzi politykę przymusowej rusyfikacji terytoriów Ukrainy, które okupuje: szkoły uczą wyłącznie w języku rosyjskim, nawet w całkowicie ukraińskojęzycznych osadach, a ukraińskie podręczniki są zakazane. Według raportu organizacji praw człowieka Human Rights Watch, Rosja indoktrynuje uczniów na okupowanych terytoriach antyukraińską propagandą, a rosyjscy urzędnicy podjęli i nadal podejmują działania mające na celu wyeliminowanie języka ukraińskiego, co stanowi naruszenie szeregu przepisów prawa międzynarodowego. Ukraińskie dzieci przymusowo deportowane do Rosji są również poddawane rusyfikacji.

### Struktura wyznaniowa
Według danych sondażowych w 2019: Kościół Prawosławny Ukrainy 43,9%; Ukraiński Kościół Prawosławny Patriarchatu Moskiewskiego 15,2%; Kościół katolicki obrządku bizantyjsko-ukraińskiego (grekokatolicy) 6,9%, Kościół rzymskokatolicki 1,3%; kościoły protestanckie i ewangelickie 0,4%; religie niechrześcijańskie (islam, judaizm, hinduizm, buddyzm) 0,4%, osoby nieutożsamiające się z żadną religią 9,5% (sondaż nie objął Krymu i oraz okupowanych części obwodów ługańskiego i donieckiego). Ponadto na Ukrainie działają parafie metropolii besarabskiej skupiające ludność rumuńskojęzyczną.
Struktura religijna w 2020 roku, według The ARDA:
- chrześcijaństwo – 84,6%:
  - prawosławie – 70,9%
  - katolicyzm – 11,2% (w większości grekokatolicy)
  - protestantyzm – 1,9% (gł. zielonoświątkowcy i baptyści)
  - “niezależni” – 1,8% (w tym staroobrzędowcy, świadkowie Jehowy, pięćdziesiątnicy, mormoni i inni)
- bezwyznaniowi – 13,5%
- islam – 1,6%
- judaizm – 0,1%
- buddyzm – 0,04%.

### Miasta

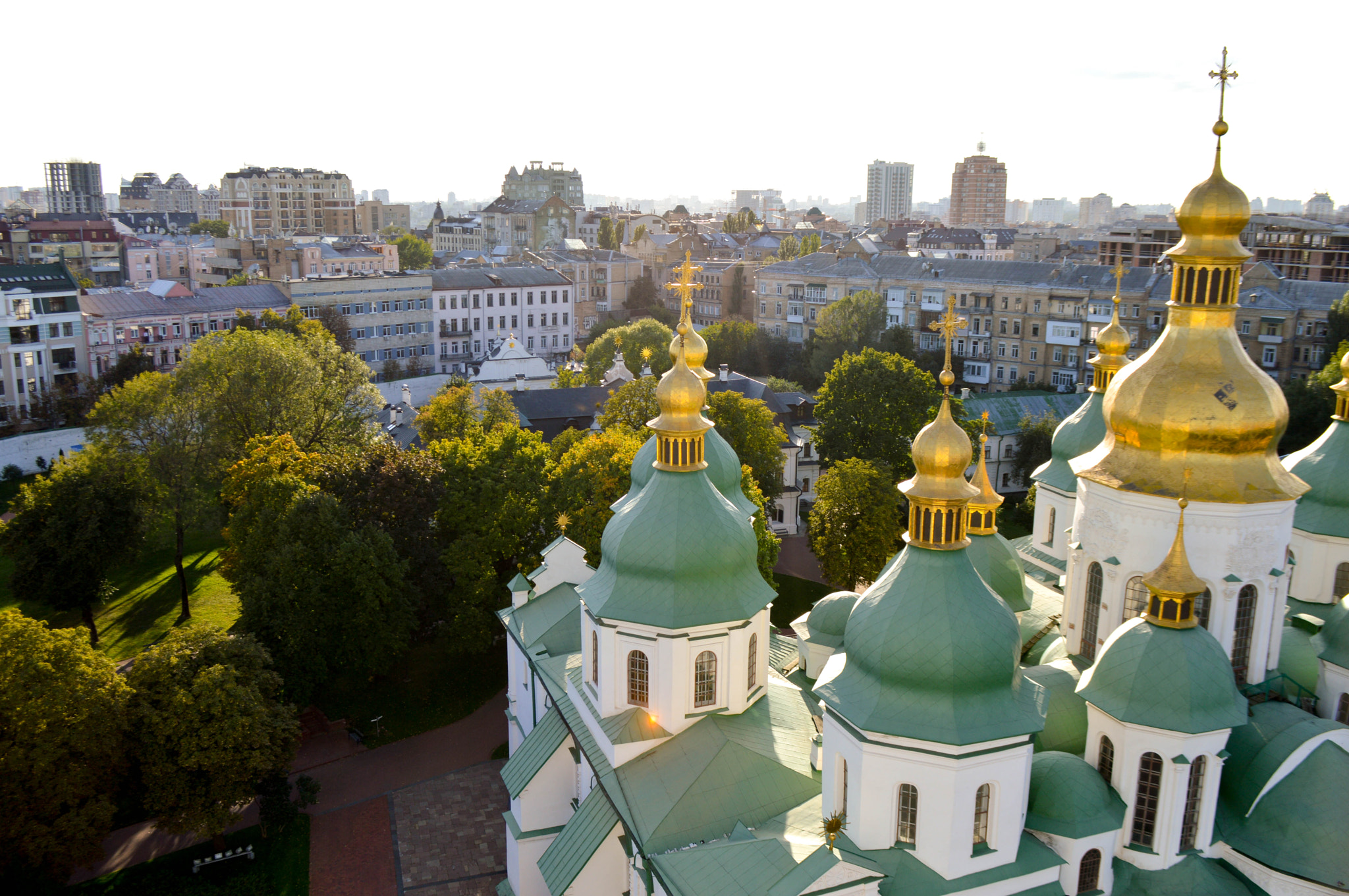
Kijów

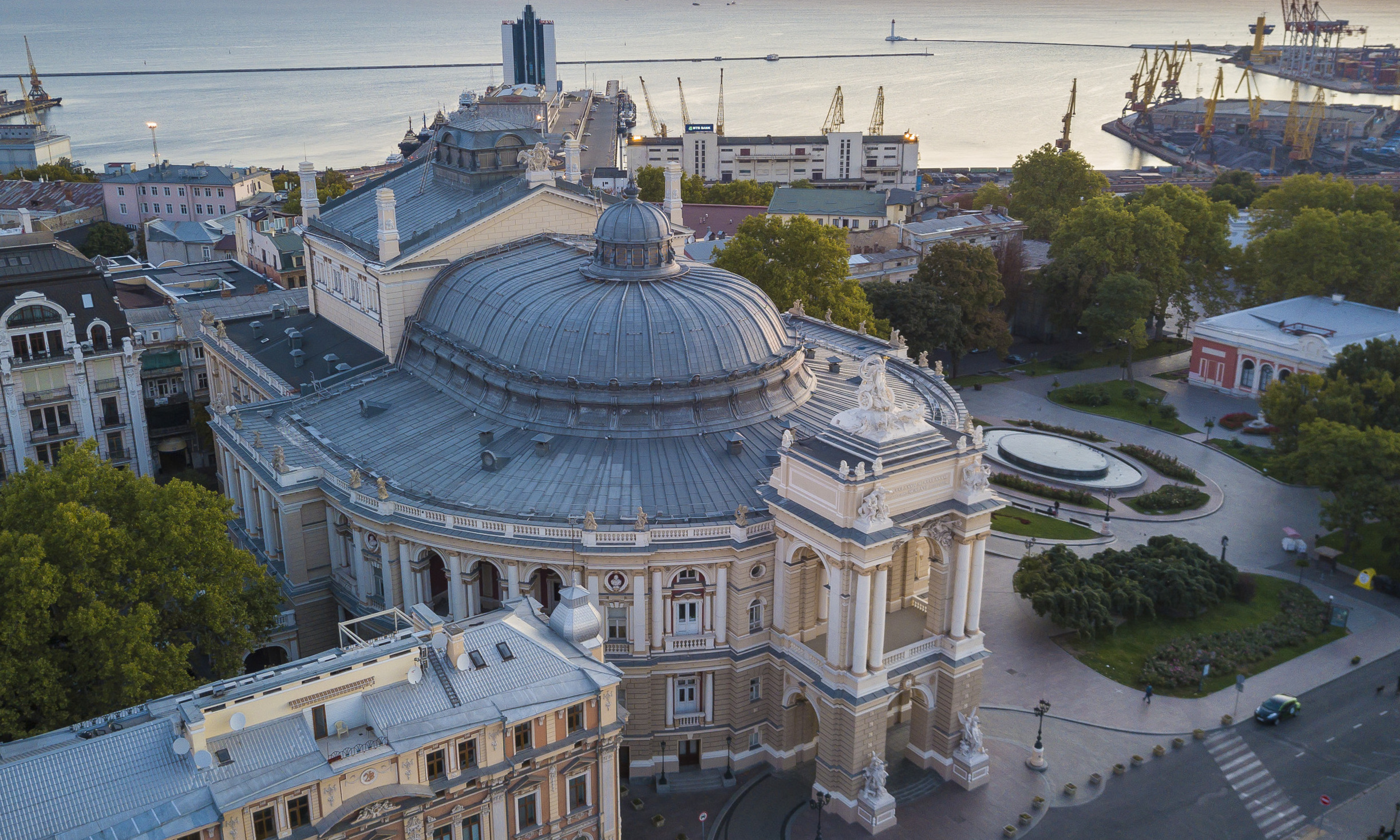
Odessa

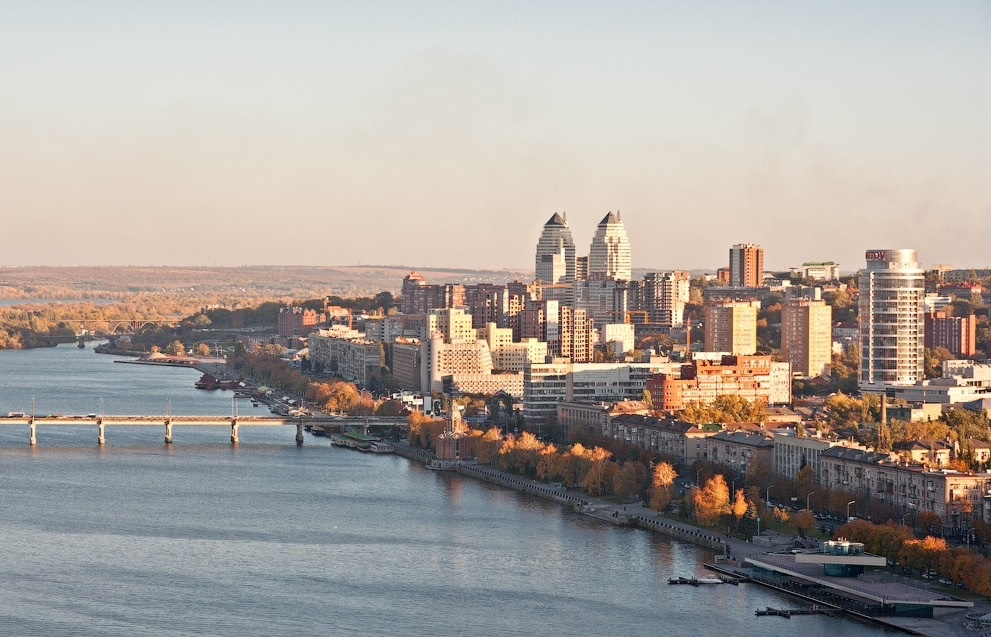
Dniepr

Wykaz największych ukraińskich miast
| Lp. | Nazwa       | Nazwa ukraińska | Liczba mieszkańców (2022) |
| --- | ----------- | --------------- | ------------------------- |
| 1.  | Kijów       | Київ            | 2 952 301                 |
| 2.  | Charków     | Харків          | 1 421 125                 |
| 3.  | Odessa      | Одеса           | 1 010 537                 |
| 4.  | Dniepr      | Дніпро          | 968 502                   |
| 5.  | Donieck     | Донецьк         | 901 645                   |
| 6.  | Lwów        | Львів           | 717 273                   |
| 7.  | Zaporoże    | Запоріжжя       | 710 052                   |
| 8.  | Krzywy Róg  | Кривий Ріг      | 603 904                   |
| 9.  | Mikołajów   | Миколаїв        | 470 011                   |
| 10. | Mariupol    | Маріуполь       | 425 681                   |
| 11. | Ługańsk     | Луганськ        | 397 677                   |
| 12. | Sewastopol  | Севастополь     | 393 304                   |
| 13. | Winnica     | Вінниця         | 369 739                   |
| 14. | Makiejewka  | Макіївка        | 338 968                   |
| 15. | Symferopol  | Сімферополь     | 332 317                   |
| 16. | Czernihów   | Чернігів        | 282 747                   |
| 17. | Połtawa     | Полтава         | 279 593                   |
| 18. | Chersoń     | Херсон          | 279 131                   |
| 19. | Chmielnicki | Хмельницький    | 274 452                   |
| 20. | Czerkasy    | Черкаси         | 269 836                   |
| 21. | Czerniowce  | Чернівці        | 264 298                   |
| 22. | Żytomierz   | Житомир         | 261 624                   |
| 23. | Sumy        | Суми            | 256 474                   |
| 24. | Równe       | Рівне           | 243 873                   |
| 25. | Gorłówka    | Горлівка        | 239 828                   |

## Gospodarka

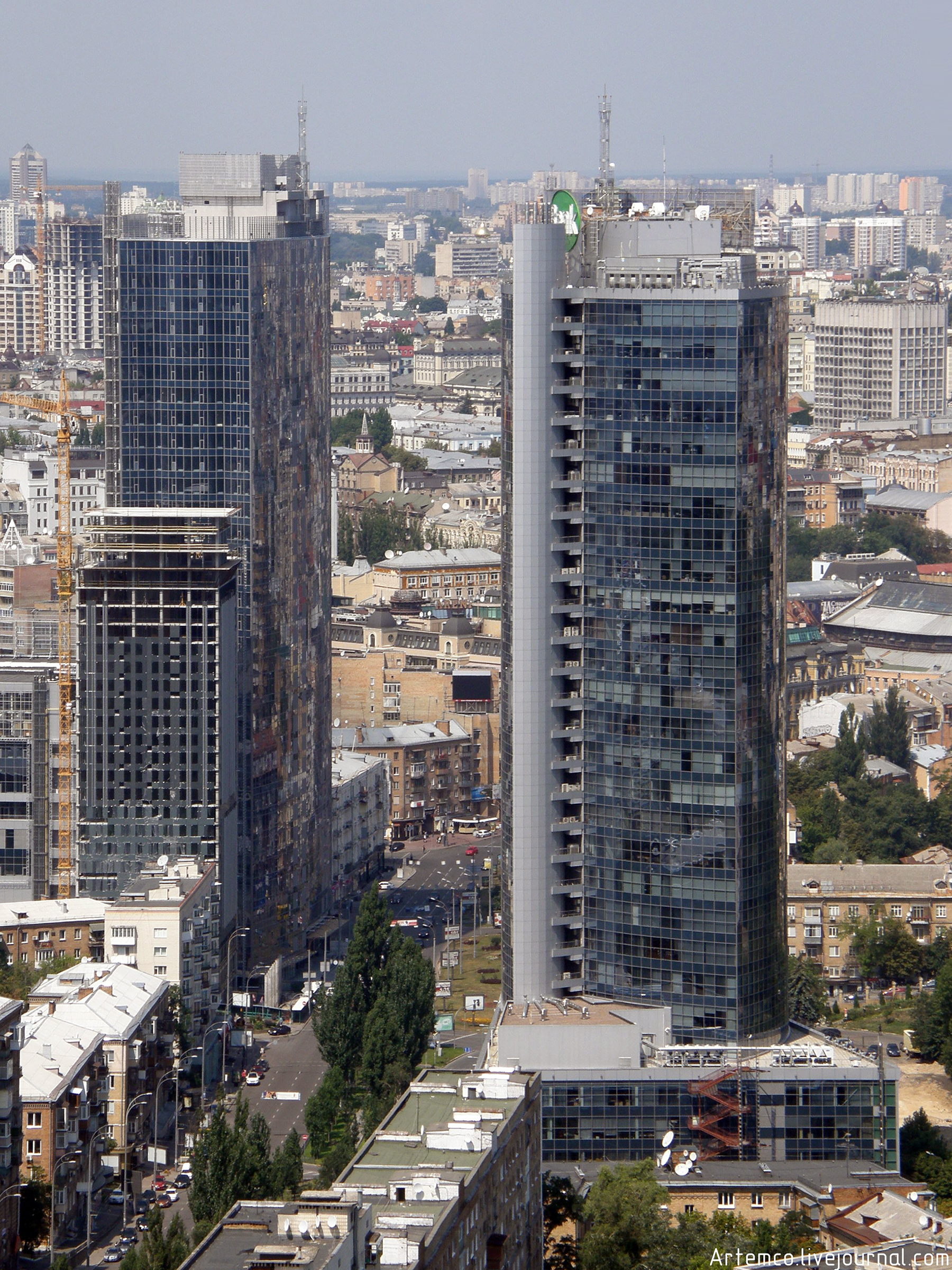
Kijów jest ważnym ośrodkiem gospodarczym, w którym wytwarza się 20% PKB kraju

Gospodarka Ukrainy ma najniższy wskaźnik wolności gospodarczej w Europie, a zarazem jeden z najgorszych w ogóle na świecie. Według danych MFW nominalne PKB Ukrainy w 2015 roku to 90,62 miliarda dolarów, co w przeliczeniu na osobę wynosi 2002 dolarów rocznie, jest to najniższy po Mołdawii wynik w Europie, porównywalny z takimi krajami jak Kongo, Wietnam czy Sudan.
Ukraina była największą po Rosyjskiej FSRR i Kazachskiej SRR republiką ZSRR. Wartość produkcji Ukrainy czterokrotnie przewyższała produkcję następnej w kolejności republiki. Żyzne ukraińskie czarnoziemy dawały ponad 25% rolniczej produkcji Związku Radzieckiego. Stąd pochodziły też znaczące ilości mięsa, mleka, zboża i warzyw, przeznaczone dla innych republik. Analogicznie przemysł ciężki Ukrainy dostarczał wyposażenie i surowce do ośrodków przemysłowych i wydobywczych pozostałych republik. Aktualnie Ukraina zależna jest od importu energii, zwłaszcza gazu ziemnego.
Krótko po rozpadzie Związku Radzieckiego rząd Ukrainy uwolnił większość cen i ustanowił prawne zasady prywatyzacji, ale opór w kołach rządowych spowodował zaniechanie reform i doprowadził do pewnego uwstecznienia. W latach 1992–1999 produkcja spadła o 40% poniżej poziomu produkcji z 1991 r. Swobodna polityka pieniężna doprowadziła pod koniec 1993 r. do hiperinflacji. Od momentu objęcia prezydentury w 1994 roku Leonid Kuczma wprowadził reformy gospodarcze, zaprowadził dyscyplinę finansową i starał się o zniesienie kontroli cen i handlu zagranicznego.
Kryzys finansowy w Rosji w 1998 roku spowodował gwałtowny spadek eksportu oraz popytu krajowego, niwecząc tym samym nadzieje Ukrainy na przewidywany po raz pierwszy od uzyskania niepodległości wzrost gospodarczy. W 1999 roku produkcja nadal zmniejszyła się nieznacznie. Rząd nie był też w stanie zmniejszyć olbrzymich zaległości w wypłatach pensji oraz rent i emerytur.
Ukraina jest największym po Rosji państwem europejskim (604 tys. km²). Blisko 42,5 miliona mieszkańców powoduje, iż jest to rynek o dużym potencjale. Od 2000 do 2008 roku Ukraina była w fazie dynamicznego wzrostu (5–6% wzrostu PKB średniorocznie). W 2002 r. PKB wzrosło o 4,6%, w 2003 r. – o 8,5%. W latach następnych ukraińska gospodarka cierpiała na skutek kryzysu finansowego, niestabilności politycznej oraz rosyjskiej agresji na Krymie i w Donbasie. W 2009 r. PKB spadło o 15%, zaś w 2015 r. – o 10%.
5 lutego 2008 roku zakończyły się negocjacje o członkostwo tego państwa w WTO.
16 maja 2008 roku Ukraina oficjalnie została członkiem WTO.

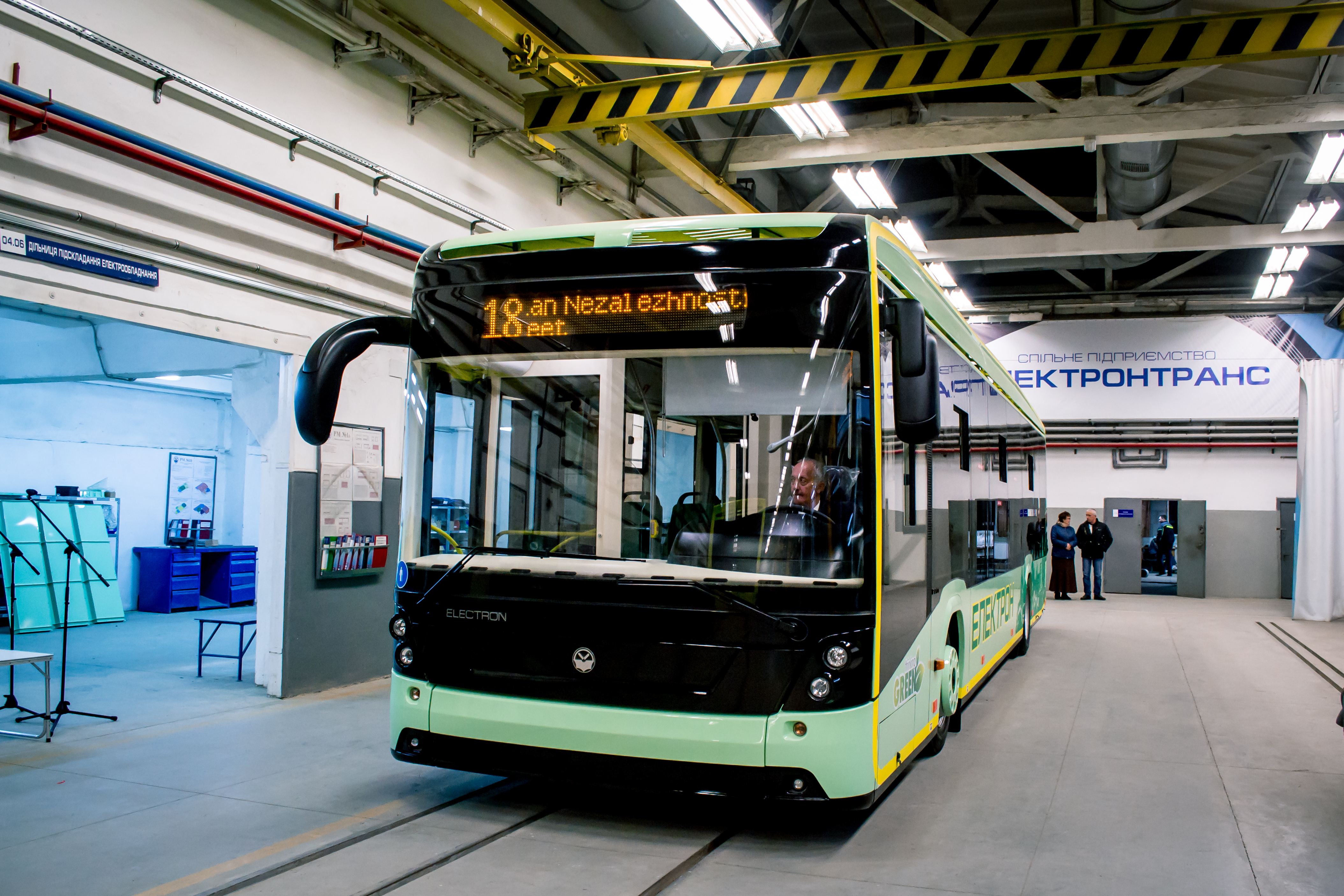
Electron E14101 – elektryczny autobus, wyprodukowany przez przedsiębiorstwo Elektrontrans, producenta ze Lwowa

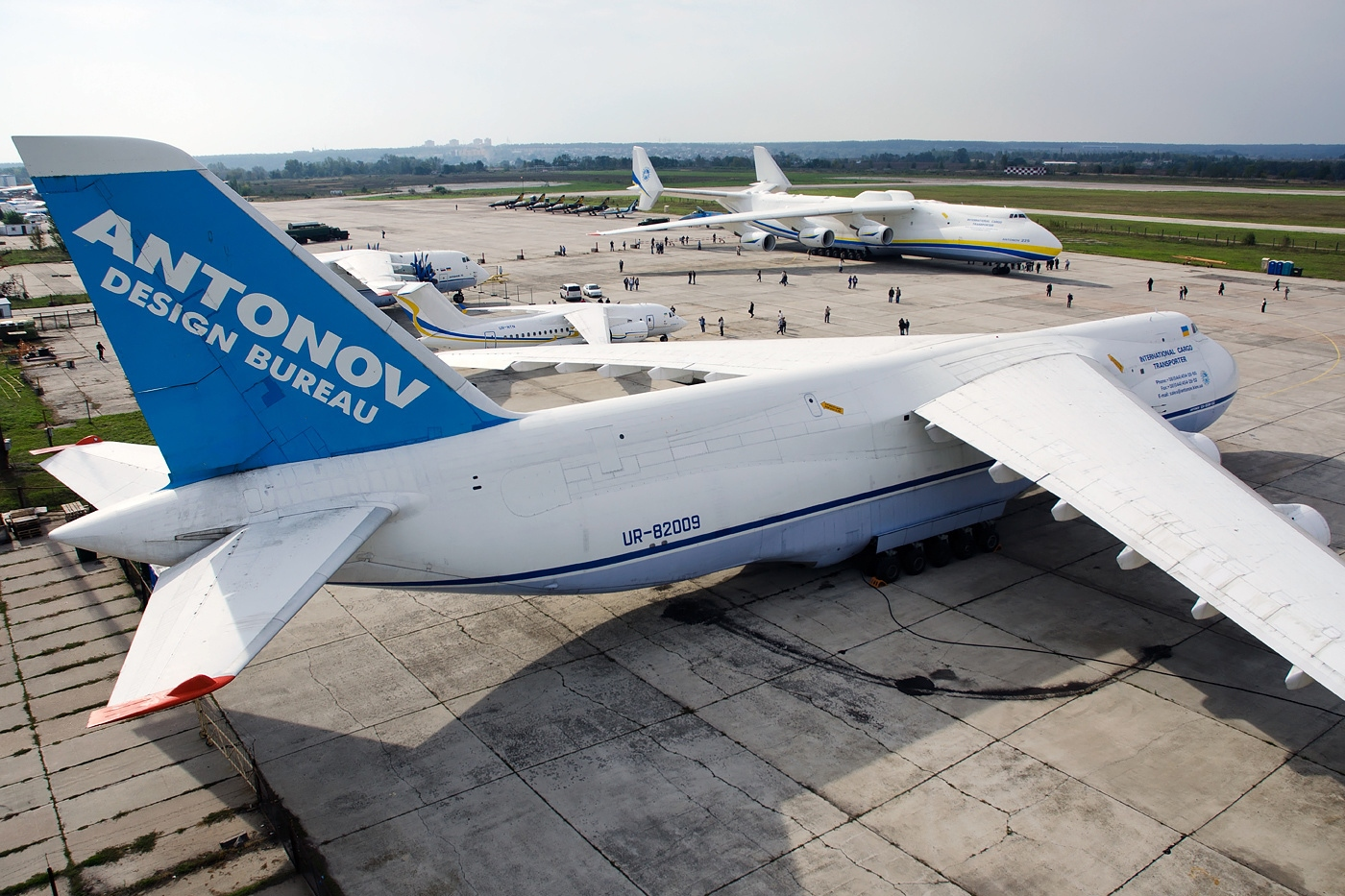
An-124 Rusłan – samolot transportowy zaprojektowany w Kijowie, w głębi An-225 Mrija

Słabe strony gospodarki ukraińskiej:
- wolne tempo prywatyzacji i wielu reform rynkowych;
- brak stabilności politycznej i przejrzystości ustawodawstwa;
- wysokie oprocentowanie kredytów konsumpcyjnych;
- słaba i niestabilna waluta;
- handel zagraniczny zorientowany i uzależniony od kondycji gospodarczej Rosji[112];
- niesprzyjający klimat inwestycyjny, o czym świadczy niski poziom inwestycji zagranicznych (w I i II kwartale 2015 r. odpowiednio 0,63 i 0,54 mld USD)[113];
- brak stabilności produkcji rolnej (wzrost o ok. 10% w 2001 r., o 1,9% w 2002 r. i gwałtowny spadek o ponad 10% w 2003 r. spowodowany niskimi zbiorami zbóż).

Gospodarka ukraińska opiera się głównie na przemyśle metalurgicznym (ok. 23% produkcji przemysłowej), spożywczym (18%), maszynowym (ok. 12%) i wydobywczym (ok. 11%). Wpływy z eksportu surowców i nisko przetworzonych wyrobów metalowych dostarczają ok. 70% wpływów do budżetu.
Główni inwestorzy zagraniczni na Ukrainie to: Stany Zjednoczone, Cypr, Wielka Brytania, Holandia i Rosja.
Ogólna wartość bezpośrednich inwestycji zagranicznych – ok. 6,7 mld USD w 2004 r. oraz ok. 2,9 mld USD w 2015 r.
Ukraina jest uznawana przez Unię Europejską i Stany Zjednoczone za państwo o gospodarce rynkowej.

### Dane makroekonomiczne
| Struktura zatrudnienia                  | rolnictwo: 25%, przemysł: 20%, usługi: 55%                                                    |
| – PKB – wzrost PKB – PKB per capita     | 320,1 mld USD 7,3% 6 900 USD (dane z 2010 roku) (przy zachowaniu parytetu siły nabywczej)     |
| Udział w strukturze PKB                 | rolnictwo: 9,1%, przemysł: 32,3%, usługi: 58,7%                                               |
| Budżet                                  | dochody: ok. 43,54 mld USD wydatki: ok. 45,06 mld USD                                         |
| Inflacja                                | 12,8%                                                                                         |
| Dług publiczny                          | 11,7% PKB                                                                                     |
| Dług zewnętrzny                         | 69,19 mld USD                                                                                 |
| Rezerwy złota i dewizy                  | 32,48 mld USD                                                                                 |
| Siła robocza                            | 21,58 miliona ludzi                                                                           |
| Ludność żyjąca poniżej granicy ubóstwa  | 37,7% (2003)                                                                                  |
| Bezrobocie                              | 2,3%Duża liczba niezarejestrowanych bezrobotnych. MOP szacuje poziom bezrobocia na 7% (2008). |
| Inwestycje                              | 26,3% PKB                                                                                     |
| Tempo wzrostu produkcji przemysłowej    | 6%                                                                                            |
| Źródła energii                          | paliwa kopalne: 52% energia wodna: 5,9% energia atomowa: 42,1%                                |
| Elektryczność (2006)                    | produkcja: 192,1 miliarda kWh konsumpcja: 181,9 miliarda kWh                                  |
| Ropa naftowa (2006)                     | produkcja: 90 400 bar/dzień konsumpcja: 286 600 bar/dzień                                     |
| Gaz ziemny (2006)                       | produkcja: 20,85 miliarda m³ konsumpcja: 73,94 miliarda m³                                    |
| Eksport (najważniejsi partnerzy) (2006) | Rosja: 21,4% Turcja: 7,1% Włochy: 6,3% Stany Zjednoczone: 4,1%                                |
| Import (najważniejsi partnerzy) (2006)  | Rosja: 28,3% Niemcy: 11,7% Polska: 7,6% Chiny: 7% Turkmenistan: 5,7%                          |
| Struktura użytkowania ziemi             | grunty orne: 58% użytki zielone: 12% lasy: 17% pozostałe: 13%                                 |

- Średnia płaca w marcu 2008 wynosiła równowartość ok. 344 USD (1702 UAH). Największe płace są w obwodach kijowskim, dniepropetrowskim i donieckim.
- Wskaźnik produkcji przemysłowej spadł w 2008 roku o 3,1% i o 28,4% w pierwszych 9 miesiącach 2009 roku[116].
- W 2008 roku realna zmiana PKB wyniosła +2,1%, ale według danych za trzeci kwartał 2009 roku odnotowano spadek o 15,9%[116].
- Niestabilny kurs hrywny: 5 listopada 2008 roku kurs USD/UAH wynosił 5,825, zaś 5 listopada 2009 roku 8,23 (wzrost o około 41%)[117]. Obserwowana jest również deprecjacja kursu hrywny wobec polskiego złotego. Między 6 listopada 2008 roku a 6 listopada 2009 roku złoty umocnił się względem hrywny o 29,03%[118].
- Inflacja w 2008 roku (r/r) wyniosła 25,20% i była jedną z najwyższych na świecie (214. miejsce na 222 notowane państwa)[119].
- W 2009 roku zanotowano załamanie w imporcie oraz eksporcie towarów i usług[116].

#### Inflacja
Inflacja w 2015 r. wyniosła 48,7%, w 2016 r. wyniosła 13,5%.

#### Inwestycje zagraniczne
Struktura branżowa inwestycji zagranicznych na Ukrainie:
- 49,8% – przemysł spożywczy, metalurgiczny, chemiczny i petrochemiczny;
- 15% – handel;
- 7,9% – finanse;
- 7,9% – transport.

### Turystyka

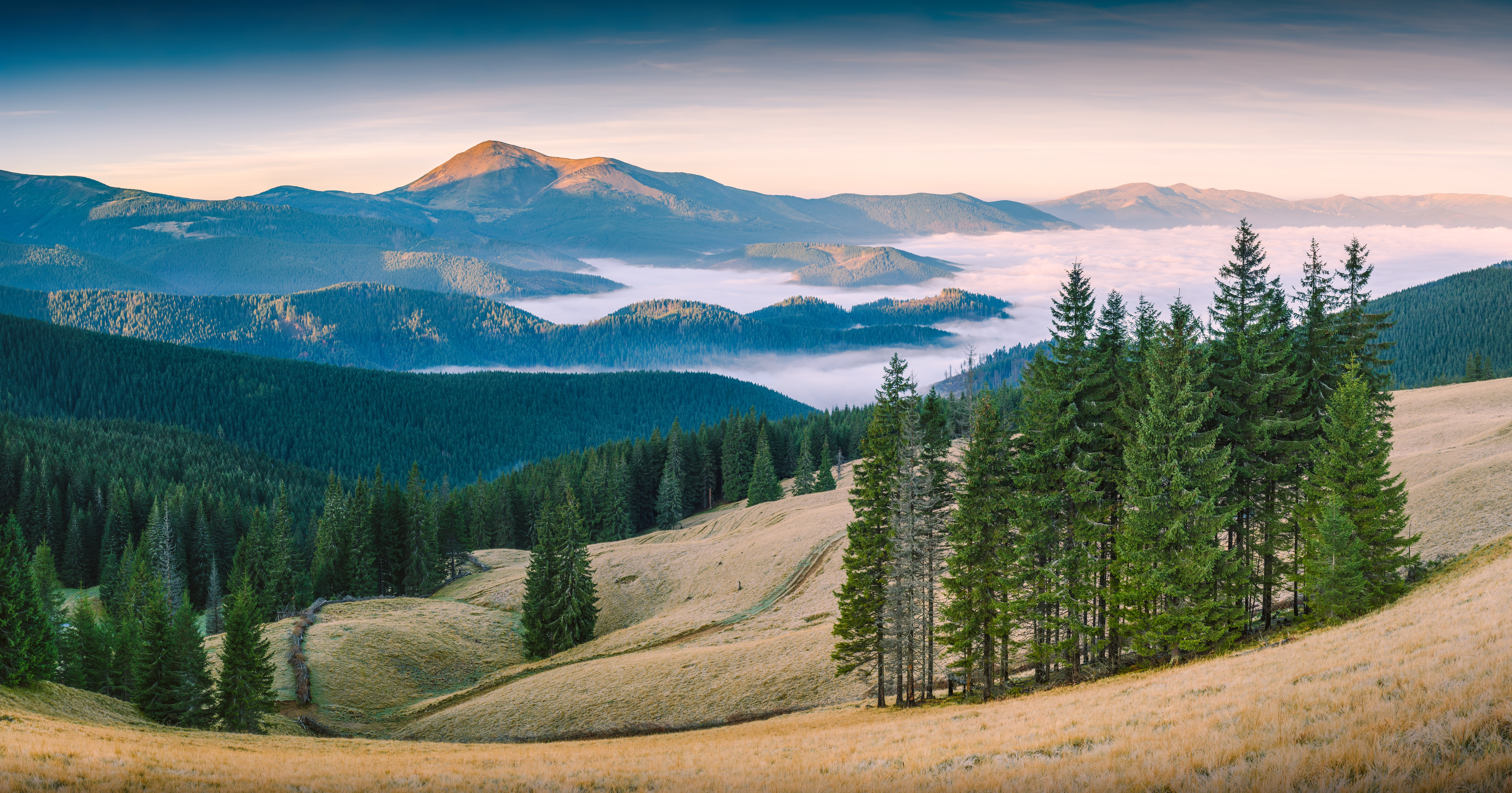
Karpacki Rezerwat Biosfery

W 2015 roku kraj ten odwiedziło 12,428 mln turystów (2,2% mniej niż w roku poprzednim), generując dla niego przychody na poziomie 1,082 mld dolarów.

## Dni świąteczne
- 1 stycznia – Nowy Rok

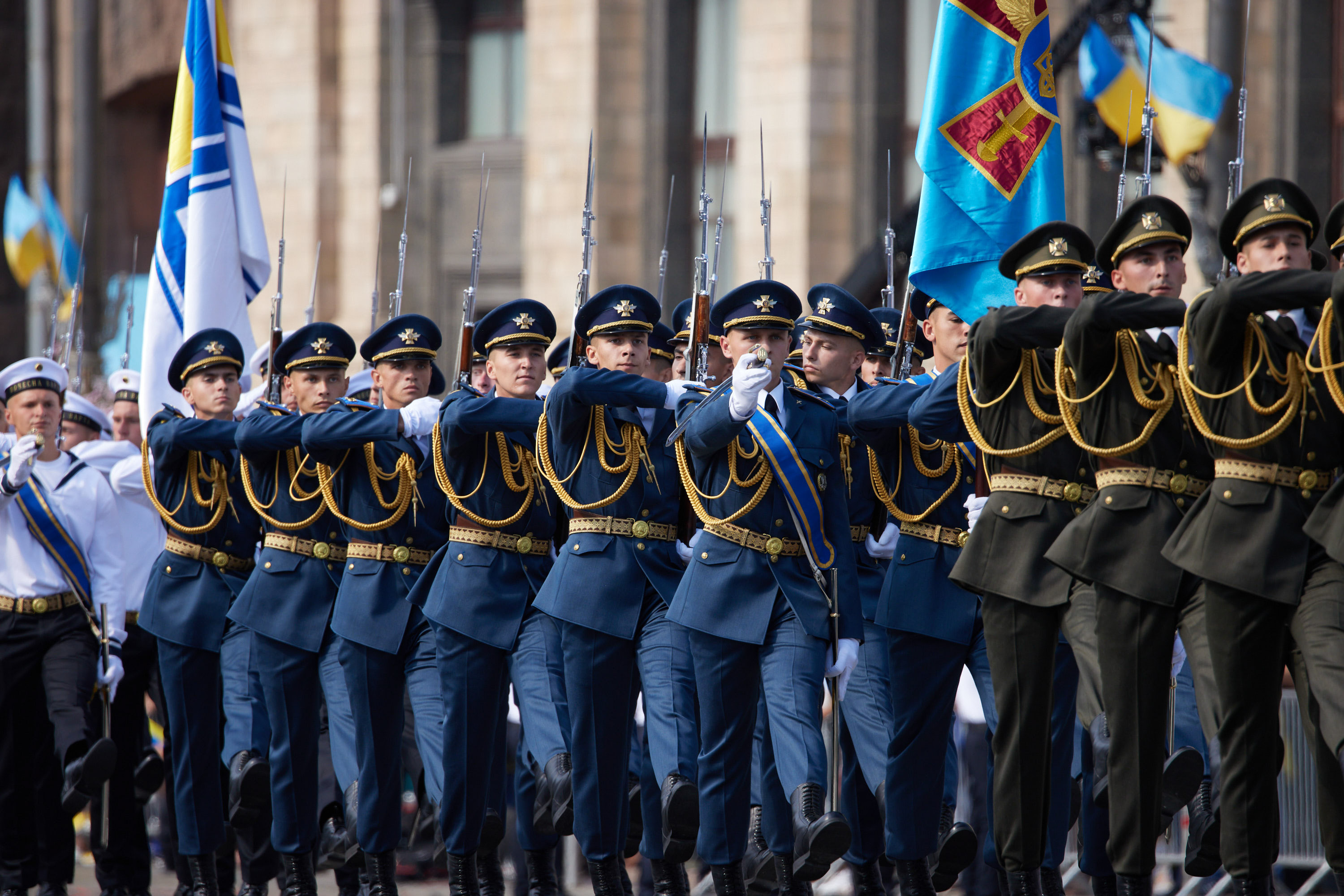
Parada wojskowa z okazji Święta Niepodległości w Kijowie, 2021

- 6 stycznia – Wodochreszcze (Epifania)
- 22 stycznia – Dzień Jedności Ukrainy
- 8 marca – Międzynarodowy Dzień Kobiet
- 1 maja – Święto Pracy
- 8 maja – Dzień Zwycięstwa nad Nazizmem w II Wojnie Światowej
- 9 maja – Dzień Europy[122]
- 28 czerwca – Dzień Konstytucji Ukrainy
- 15 lipca – Dzień Ukraińskiej Państwowości
- 23 sierpnia – Dzień Flagi Narodowej
- 24 sierpnia – Dzień Niepodległości Ukrainy
- 1 października – Dzień Obrońców i Obrończyń Ukrainy, Dzień Kozactwa Ukraińskiego[123], Pokrowa
- 6 grudnia – Dzień Sił Zbrojnych Ukrainy, Dzień św. Mikołaja[124]
- 25 grudnia – Boże Narodzenie
- 31 grudnia – Szczedryj Weczir (Małanka(inne języki))[125]

## Sport
Sportowcy z Ukrainy osiągają wyniki w wielu (zwłaszcza letnich) dyscyplinach sportu. Najważniejsze karty lekkoatletyczne zapisał dla tego państwa Serhij Bubka. Bracia Wołodymyr i Witalij Kłyczko są najbardziej znanymi przedstawicielami kraju w boksie zawodowym, a ukraińskie kluby piłkarskie, takie jak Szachtar Donieck czy Dynamo Kijów, regularnie grają w rozgrywkach Ligi Mistrzów UEFA i innych rozgrywkach europejskich. Ukraina razem z Polską współorganizowała Euro 2012. Była to pierwsza tych rozmiarów impreza sportowa zorganizowana we wschodniej części Europy.